# Clichy
Clichy-la-Garenne et Clichy-sur-Seine redirigent ici.
Pour les articles homonymes, voir Clichy (homonymie).
Clichy est une commune française du département des Hauts-de-Seine en région Île-de-France, située au nord-ouest de Paris dans sa première couronne.
Les termes de Clichy-la-Garenne et Clichy-sur-Seine sont souvent employés afin d'éviter la confusion avec Clichy-sous-Bois, qui est situé dans la même région, dans le département de la Seine-Saint-Denis.

## Géographie

### Localisation
Clichy est une commune limitrophe de Paris, limitée au sud-ouest par Levallois-Perret, au nord-est par Saint-Ouen-sur-Seine, au nord-ouest par la Seine (en face d’Asnières-sur-Seine) et enfin au sud par le 17e arrondissement de Paris.

Situation de Clichy
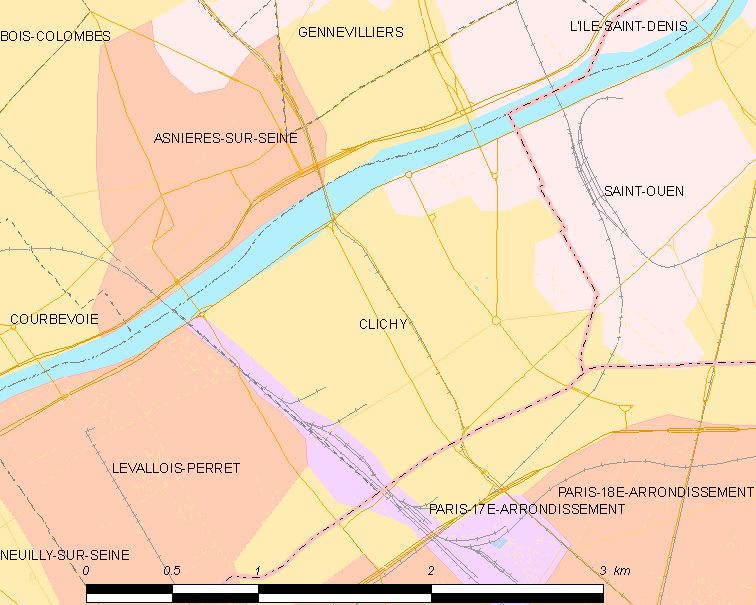
Carte de la commune.
Vue de la commune en rouge sur la carte de Paris et de la « Petite Couronne ».

Le territoire de la commune est limitrophe de ceux de quatre communes :
| Asnières-sur-Seine |        | Saint-Ouen-sur-Seine |
|                    | Clichy |                      |
| Levallois-Perret   |        | Paris                |

### Géologie et relief
La superficie de la commune est de 308 hectares ; l'altitude varie de 23  à   35 mètres.

### Climat
Pour des articles plus généraux, voir Climat de l'Île-de-France et Climat des Hauts-de-Seine.
En 2010, le climat de la commune est de type climat océanique dégradé des plaines du Centre et du Nord, selon une étude du CNRS s'appuyant sur une série de données couvrant la période 1971-2000. En 2020, Météo-France publie une typologie des climats de la France métropolitaine dans laquelle la commune est exposée à un climat océanique altéré et est dans la région climatique Sud-ouest du bassin Parisien, caractérisée par une faible pluviométrie, notamment au printemps (120 à 150 mm) et un hiver froid (3,5 °C).
Pour la période 1971-2000, la température annuelle moyenne est de 12,7 °C, avec une amplitude thermique annuelle de 15,3 °C. Le cumul annuel moyen de précipitations est de 628 mm, avec 10,2 jours de précipitations en janvier et 7,5 jours en juillet. Pour la période 1991-2020, la température moyenne annuelle observée sur la station météorologique la plus proche, située sur la commune de Paris à 6 km à vol d'oiseau, est de 13,3 °C et le cumul annuel moyen de précipitations est de 667,4 mm,. Pour l'avenir, les paramètres climatiques de la commune estimés pour 2050 selon différents scénarios d'émission de gaz à effet de serre sont consultables sur un site dédié publié par Météo-France en novembre 2022.

### Voies de communication et transports

#### Voies routières
Clichy contient sept routes départementales (D 1, D 17, D 17b, D 19, D 110, D 911 et D 912).
La RD 1 est une départementale qui traverse Clichy du nord-ouest au nord-est et est constituée du quai de Clichy, du quai Charles-de-Gaulle et du quai Éric-Tabarly. Sa moitié ouest a été entièrement rénovée.
Les deux principales départementales qui traversent Clichy du nord au sud sont la RD 911 et RD 19. Ces deux routes sont à sens unique. La RD 911 (boulevard Jean-Jaurès) va en direction de Paris et la RD 19 (rue Martre) en direction des communes d'Asnières et de Gennevilliers.
La RD 17 traverse la ville de Clichy d'est en ouest et va de la gare de Clichy - Levallois à la place de la République-François Mitterrand, suivie de la D 17B jusqu'à Saint-Ouen.
La RD 912 (boulevard Victor-Hugo) entre la porte de Clichy et Saint-Denis constitue la route de la Révolte pendant la Révolution française.
Desservie par le boulevard périphérique de Paris, mais sans bretelle d'accès au périphérique extérieur, le territoire de la commune est mitoyen de la capitale par la porte de Clichy et la porte Pouchet.
Depuis les années 2000, la commune devait être traversée par l'autoroute A15 prévue à l'origine pour rejoindre le périphérique grâce au BUCSO (boulevard Urbain Clichy Saint-Ouen),.
En 2018, ce schéma d'aménagement a été remplacé par un simple projet d'avenue urbain, baptisé avenue de la Liberté, reliant, sur la même emprise, le pont de Gennevilliers au boulevard Victor-Hugo (RD 912),. Avec l'arrivée de la Cité judiciaire de Paris le 16 avril 2019 porte de Clichy, la préfecture d’Île-de-France a relancé également l'étude de l'ouverture de la bretelle d'accès porte de Clichy au périphérique extérieur.

#### Voies de communication et transports en commun
Clichy est desservie par le métro, le tramway, le RER et le Transilien et le réseau de bus d’Île-de-France Mobilités.
Les lignes 13 et 14 du métro desservent la commune par les stations Mairie de Clichy, Porte de Clichy et Saint-Ouen.
La ligne 3b du tramway d'Île-de-France dessert à distance la commune aux stations Épinettes-Pouchet et Porte de Clichy.
La ligne C du RER s'arrête aux gares de Saint-Ouen et de la Porte de Clichy tandis que la ligne L du Transilien s'arrête à la gare de Clichy - Levallois.
Le réseau de bus RATP dessert la commune en journée et la nuit le Noctilien assure la desserte. En complément, le Transport urbain de Clichy (TUC) composé des circuits Vert et Jaune, assure un service intracommunal.
Grâce au département des Hauts-de-Seine, à la région Île-de-France, Île-de-France Mobilités et le département des Yvelines, Clichy bénéficie du service de transport PAM78-92 pour les personnes à mobilités réduite.
MobiClichy propose de conduire les seniors pour effectuer des démarches administratives ou se rendre à des rendez-vous médicaux uniquement.

## Urbanisme

### Typologie
Au 1er janvier 2024, Clichy est catégorisée grand centre urbain, selon la nouvelle grille communale de densité à sept niveaux définie par l'Insee en 2022.
Elle appartient à l'unité urbaine de Paris, une agglomération inter-départementale regroupant 407  communes, dont elle est une commune de la banlieue,,. Par ailleurs la commune fait partie de l'aire d'attraction de Paris, dont elle est une commune du pôle principal,. Cette aire regroupe 1 929 communes,.

### Morphologie urbaine

Différents bâtiments avec une façade Art déco.
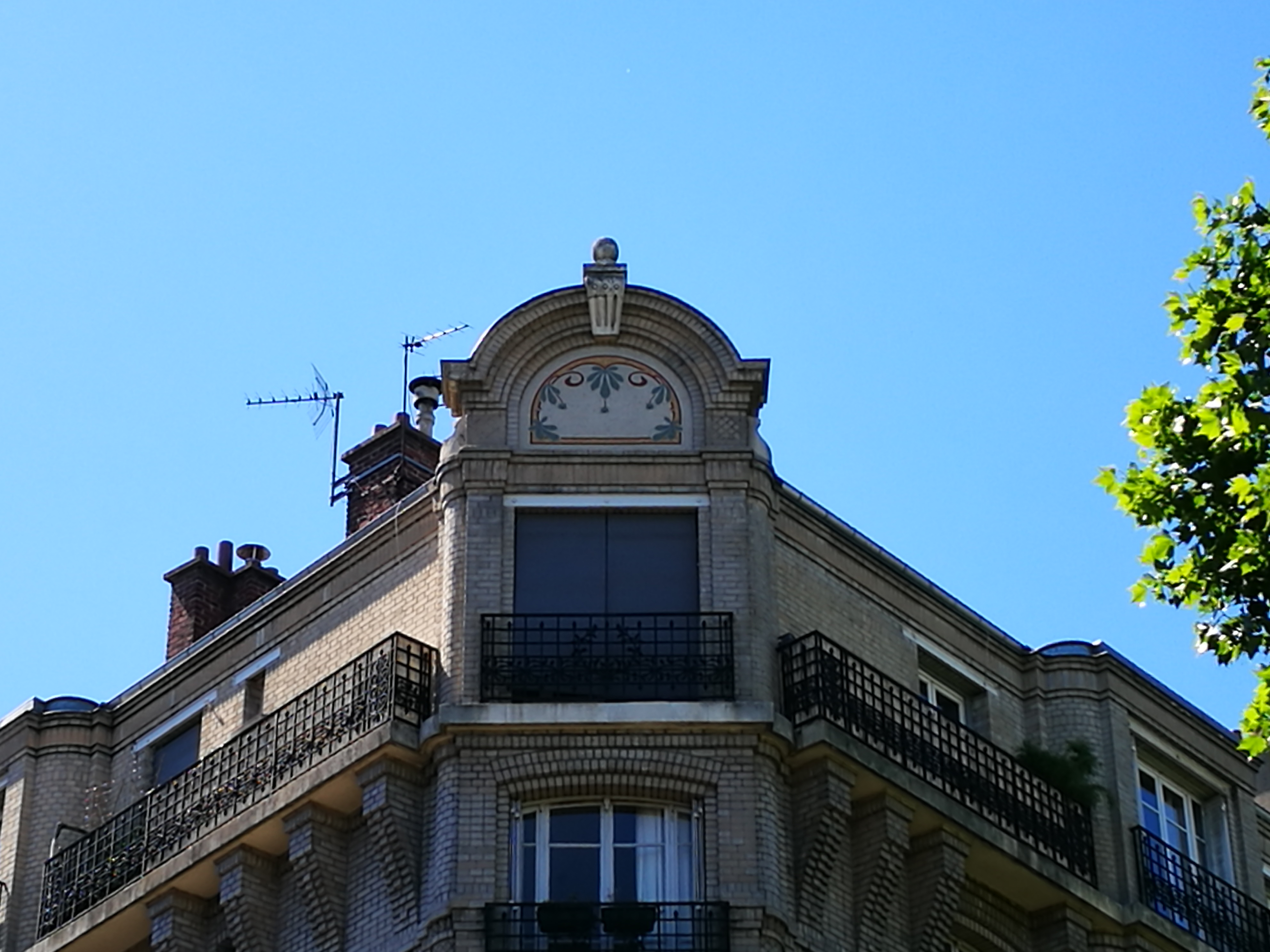
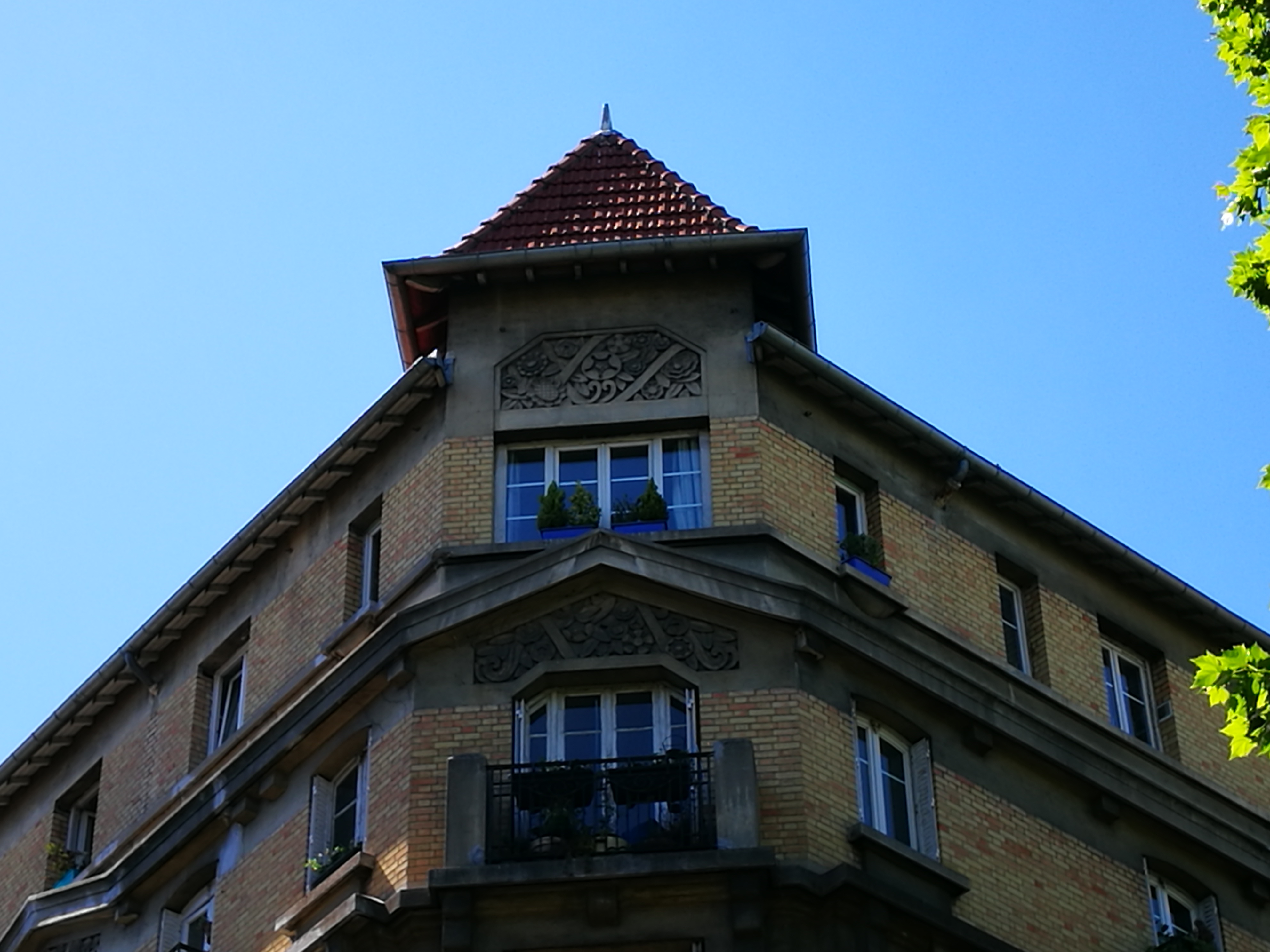
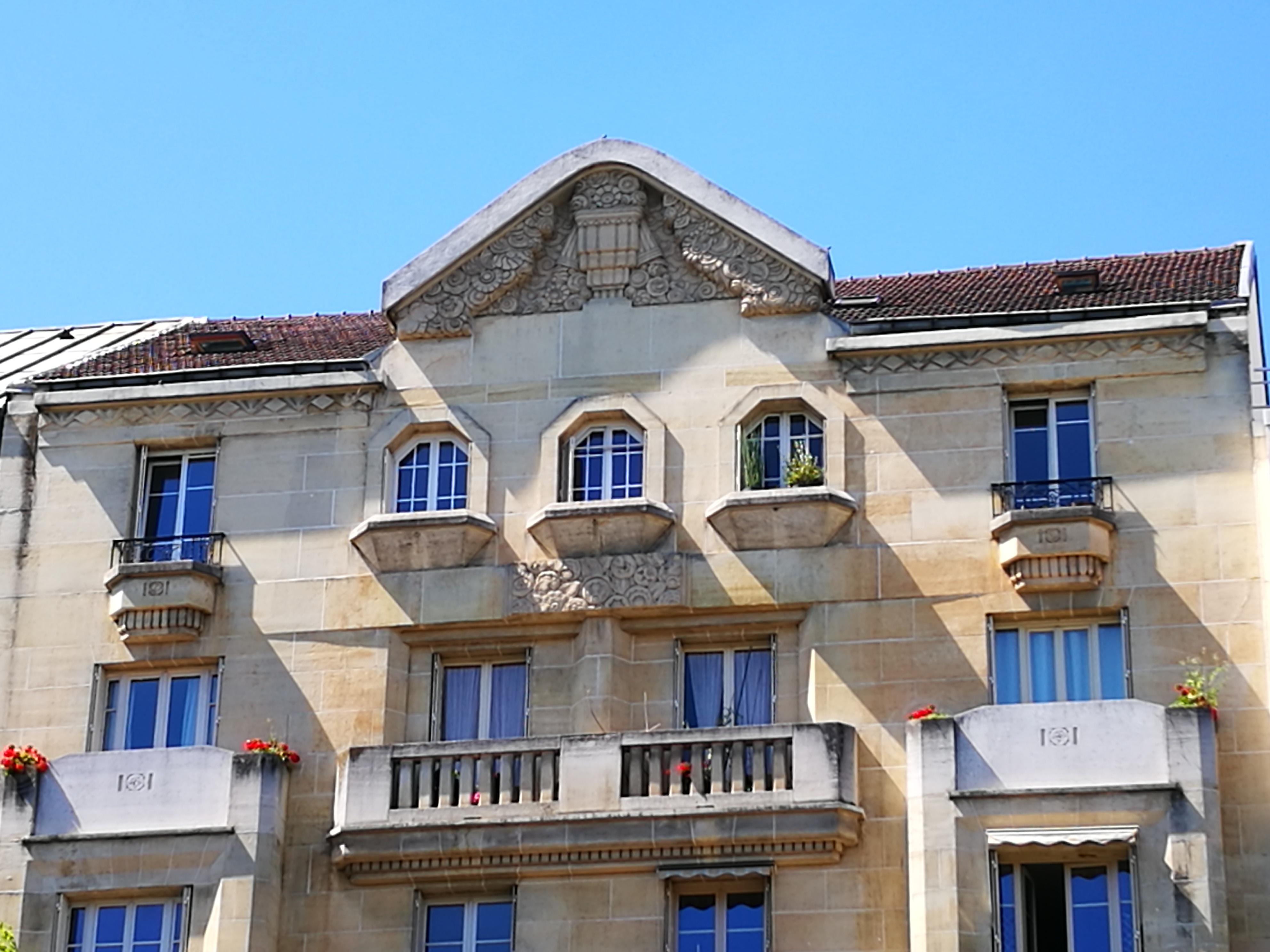
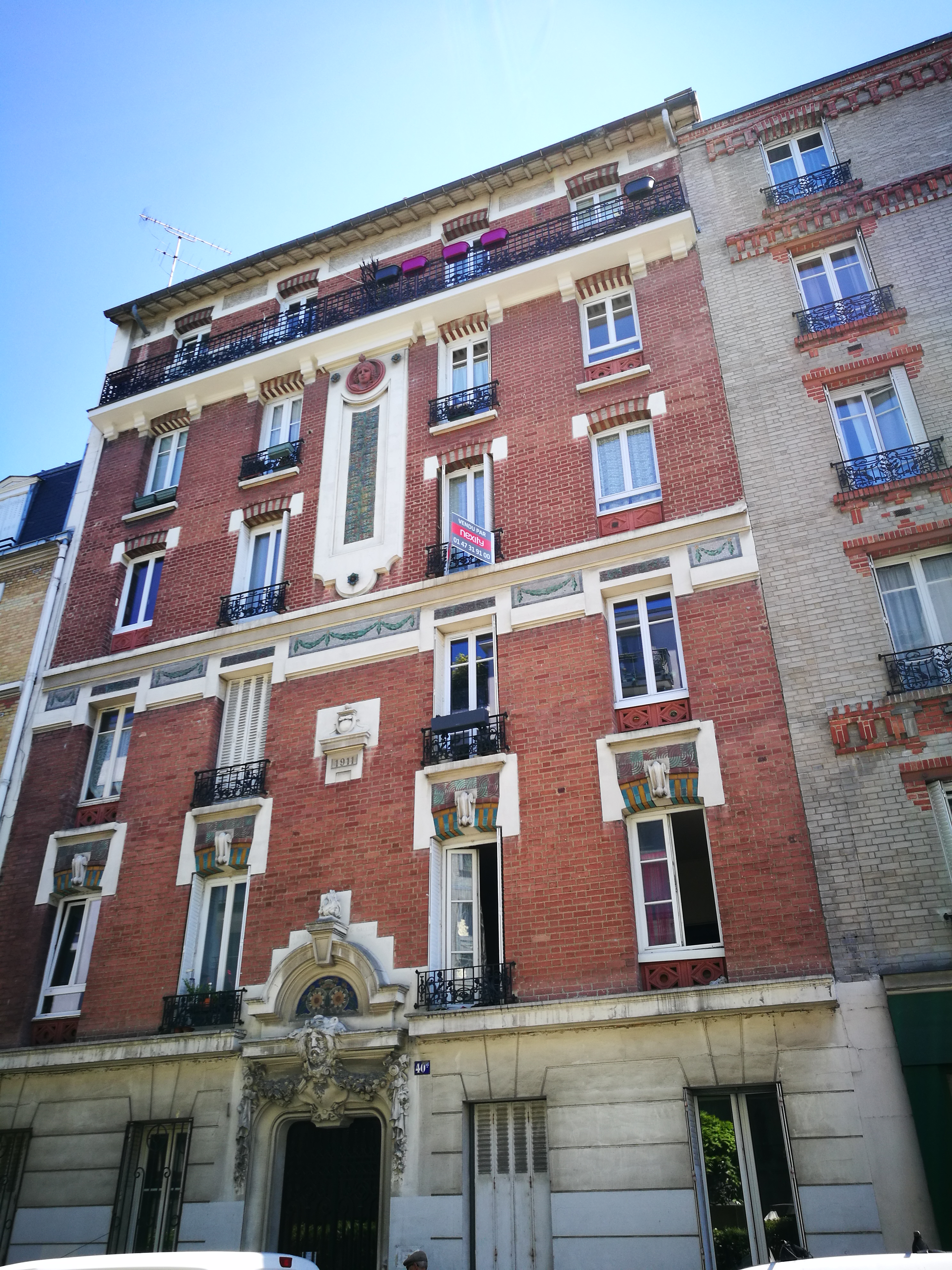
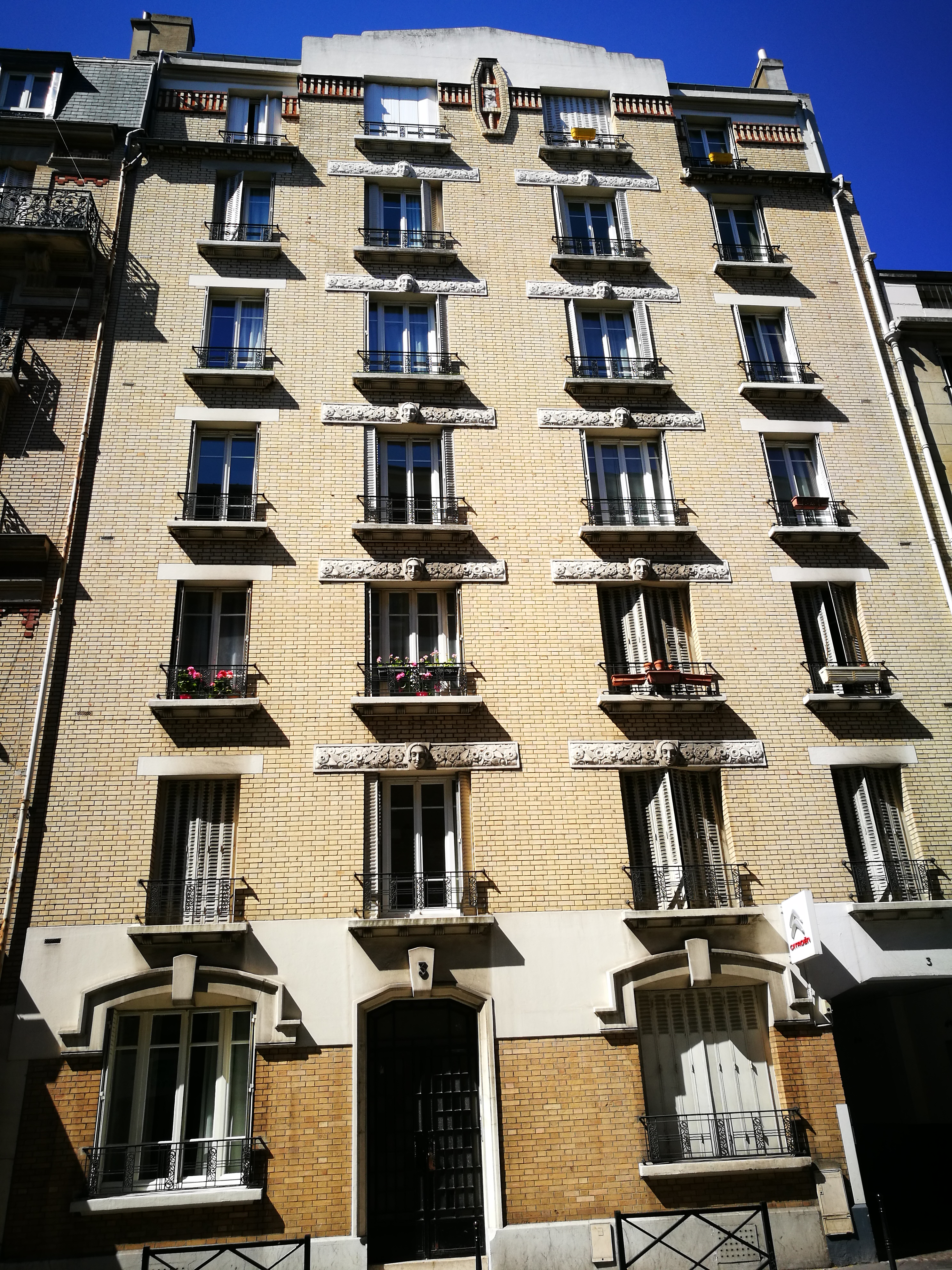

Façade Art nouveau.

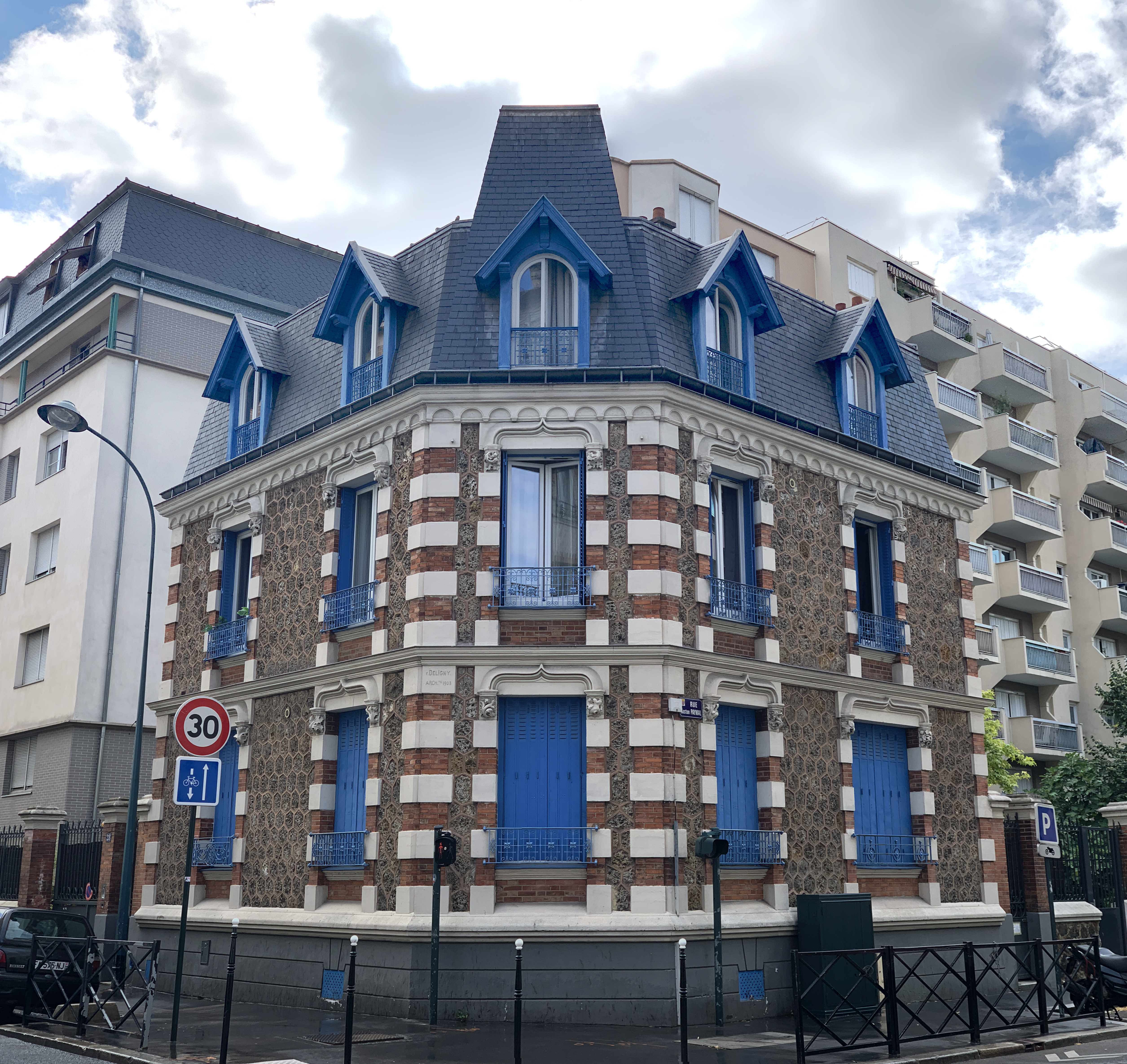
Maison bourgeoise.

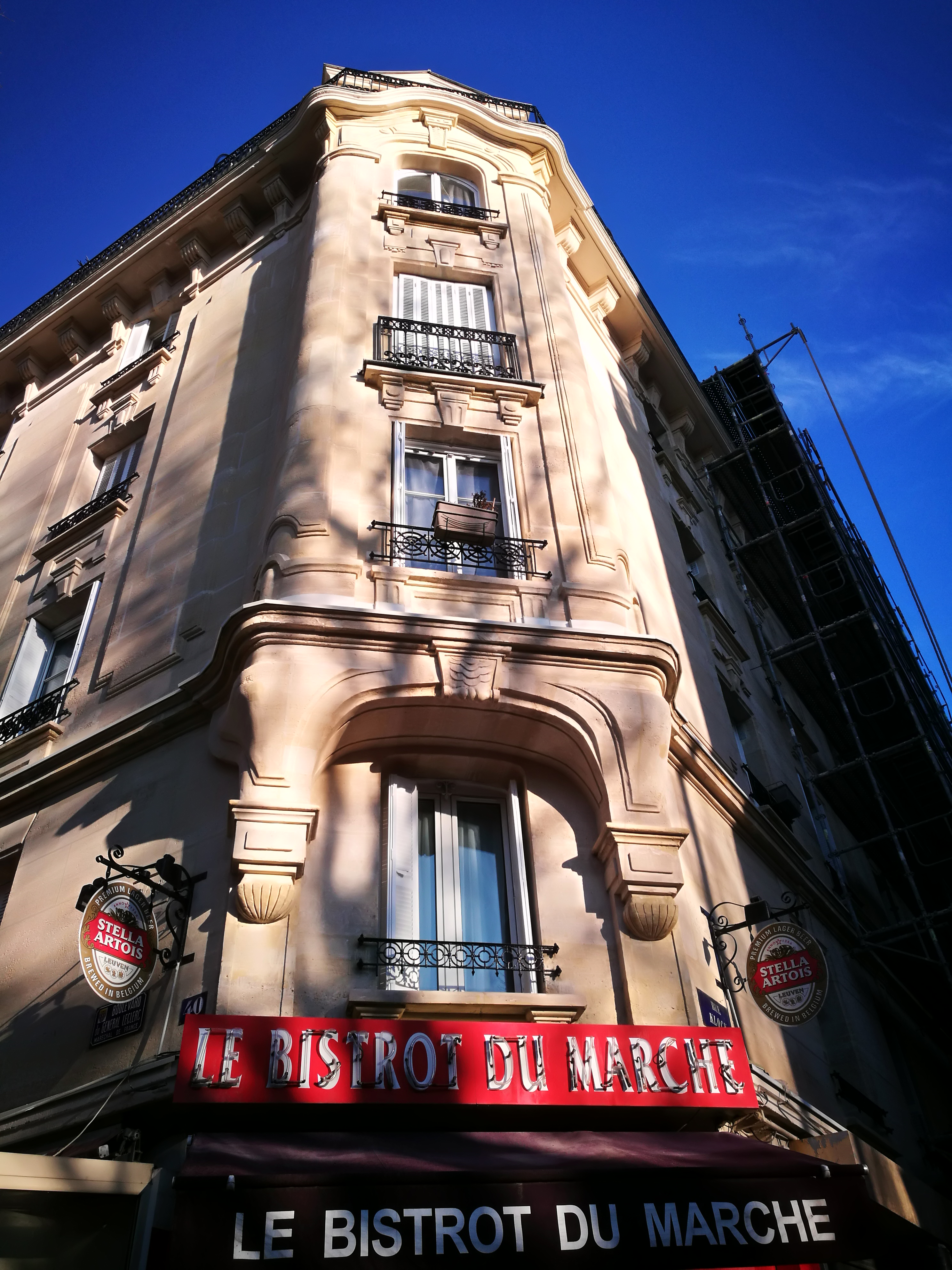

La commune de Clichy se caractérise par une densité importante (20 483 habitants/km2  en 2019). L’Insee découpe la commune en six « grands quartiers » soit Centre-ville, Bac d’Asnières – Valiton – Fournier, Berges de Seine – Quartier Nord, Victor-Hugo – République, Entrée de ville, Moreuil - Gambetta, eux-mêmes découpés en 22 îlots regroupés pour l'information statistique.

#### Les grands parcs
La ville propose plus de 26 sites ouverts à la balade dont 4 grands parcs : le parc Roger-Salengro, le parc des Impressionnistes, le parc Marcel-Bich et le parc Mozart,.
Construit sur une ancienne friche industrielle, le parc des Impressionnistes de Clichy fait 5 hectares et a été inauguré en 2010,. Ce terrain a été surélevé avec l'apport de remblais de principaux chantiers de l'entreprise Eiffel dont les terres excavées lors de l'édification de la tour Eiffel.
Le parc Roger-Salengro de Clichy, espace vert de 2,4 hectares géré par la ville de Clichy, se trouve dans le quartier République. En 1897, Léo Delibes a financé sa construction, ayant résidé chez sa belle-mère Mademoiselle Denain à Clichy juste en face du futur parc. Il comprend des rares arbres centenaires comme un cyprès chauve de Louisiane, un pin du Bhouthan, oranger des Osages et arbre aux mouchoirs,.
D'une surface d'1,4 hectare, le parc Mozart, situé dans le quartier Victor-Hugo, a été créé sur les anciens terrains des usines Citroën et il a été inauguré en 1995.
Situé entre la rue des Cailloux, la rue Chance-MiIly et l'avenue Anatole-France, le parc Marcel-Bich a été inauguré sur les anciens terrains BIC en 2013 avec une surface d'1 hectare,.

### Logement
Clichy est une commune fortement urbanisée, qui connaît une hausse importante de sa population de plus de 3 000 habitants entre 2013 et 2019.
En 2019, elle comptait 29 % de logements HLM loués (30,4 % en 2013), 29,4 % de propriétaires (26,1 % en 2013). Le nombre de logements familiaux (3 pièces et plus) est en hausse entre 2013 (46,7 %) et 2019 (49,4 %).
En 2019, la population de « nouveaux habitants » est de 14,5 %.

### Lutte contre l'insalubrité et l'habitat indigne
Pour lutter contre l'habitat indigne, entre 1986 et 2007, 4 OPAH classiques ont été conduites avec la rénovation partielle ou complète de 571 immeubles (6 000 logements).
En 2003, selon le plan local de l'habitat, Clichy comporte 15 % des résidences principales considérées comme indignes par l'ANAH. La première convention de l’éradication de l'habitat indigne entre 2003 et 2008 a permis de traiter 55 immeubles très dégradés (79 % de l'objectif) et 623 logements (soit 93 % de l'objectif initial).
Sur la période 2008-2013, une OPAH-renouvellement urbain (OPAH-RU) a été mis en place pour traiter 114 immeubles. Durant cette même période, Clichy a engagé 7 plans de sauvegarde de copropriété dégradée.
En 2010, la deuxième convention de l'éradication de l'habitat (période 2009-2014) indigne prévoit de s'attaquer à 760 logements indignes.
En 2017, la troisième convention de l'éradication de l'habitat indigne (période 2017-2021) cible 475 immeubles soit 6 993 logements.
En mars 2014, l'article 92 de la loi ALUR, permet de lutter contre les logements insalubres avec le permis de louer. Le décret d'application de ce dernier sort le 19 décembre 2016. Clichy est la deuxième ville des Hauts-de-Seine à l'adopter le 25 juin 2018 (après Gennevilliers).

## Toponymie
Clipiacum en 652, Clippicum superius en 635, Clichy en l’Aunois, Clippiaco en 717, Clichiaci in Garenna (Clichy-la-Garenne).
La localité est citée sous le nom de Clippiaco dans le cartulaire général de Paris (717), Clipiacum dans une donation de Louis le Gros de 1134. Au Moyen Âge, le bourg s'est ensuite appelé Clichiaci in Garenna (Clichy-la-Garenne) dans un écrit de 1625, en raison du fait que le lieu était prisé par les Chasses royales (une garenne désignant à l'origine un espace réservé à certaines espèces de gibier),. Il faut cependant se méfier de ce type de toponyme, car le terme de « garenne » a parfois été utilisé comme synonyme de « varenne » qui désigne aussi bien une terre inculte qu'arable et limoneuse.
La commune fut nommée officiellement Clichy-la-Garenne au moins jusqu'en 1818. La commune a également porté le nom révolutionnaire de Clichy-sur-Seine durant la Révolution, puis Clichy-la-Patriote de 1793 à 1795[réf. nécessaire]. Elle est encore parfois appelée Clichy-la-Garenne, de façon non officielle afin d'éviter une éventuelle confusion avec la commune de Clichy-sous-Bois, située dans le département de la Seine-Saint-Denis.

## Histoire
(août 2022).

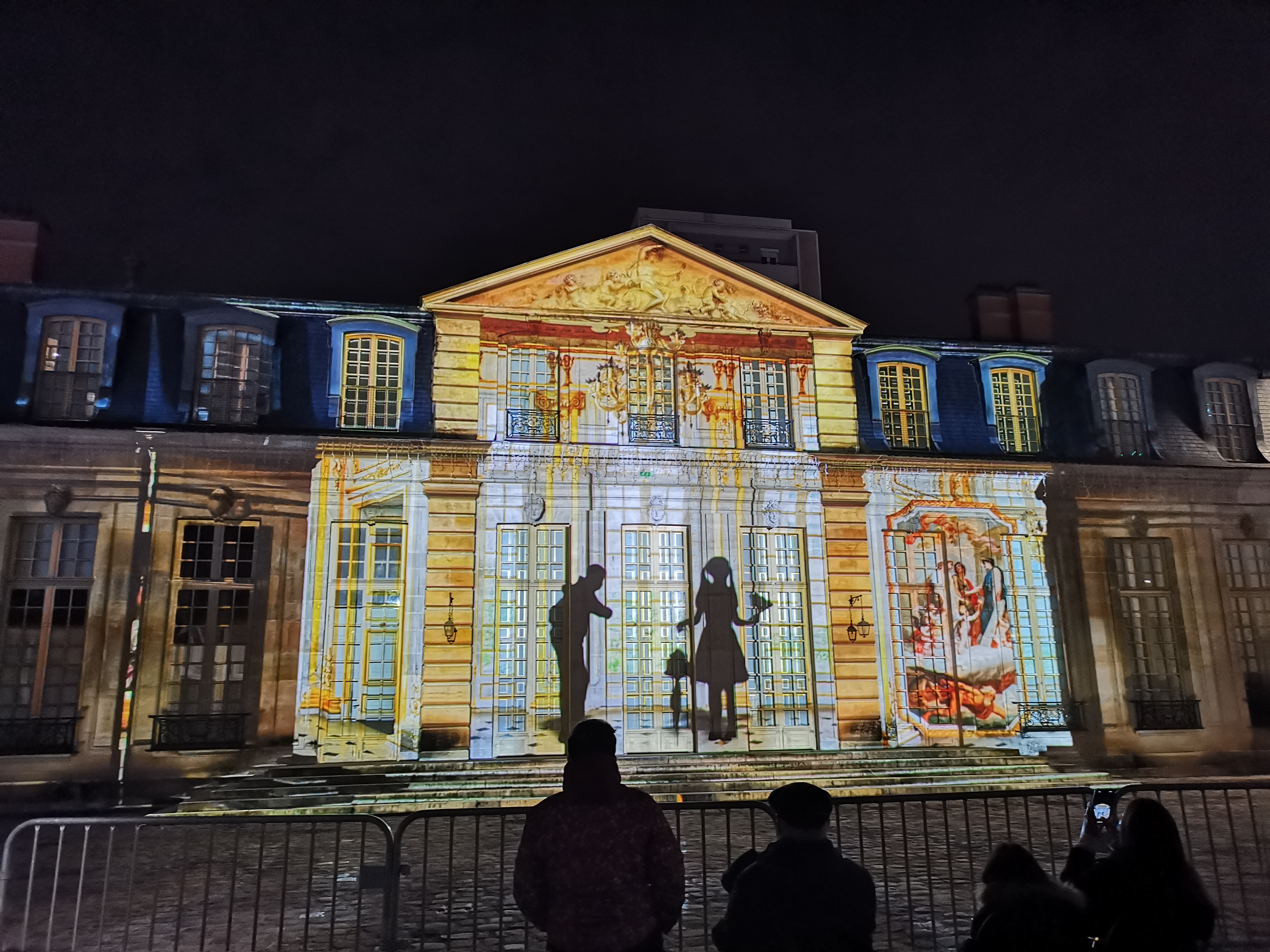
Pavillon Vendôme.

En 2020, un site préhistorique du Paléolithique moyen, rempli d'outils taillés selon une technologie typique de l'homme de Néandertal, est mis au jour près des berges de la Seine dans la commune. Des fossiles de mammouth y ont été également retrouvés.

### Moyen Âge
Au VIe siècle, le territoire s'étendait :
- jusqu'aux portes du Louvre ;
- jusqu'aux limites de la forêt de Rouvray Boulogne-sur-Seine, la cité de Saint-Denis et Montmartre.

Toujours au VIe siècle, il apparait clairement dans une charte de Chilpéric Ier (roi des Francs), la mention d'un palacio Clippiaco.

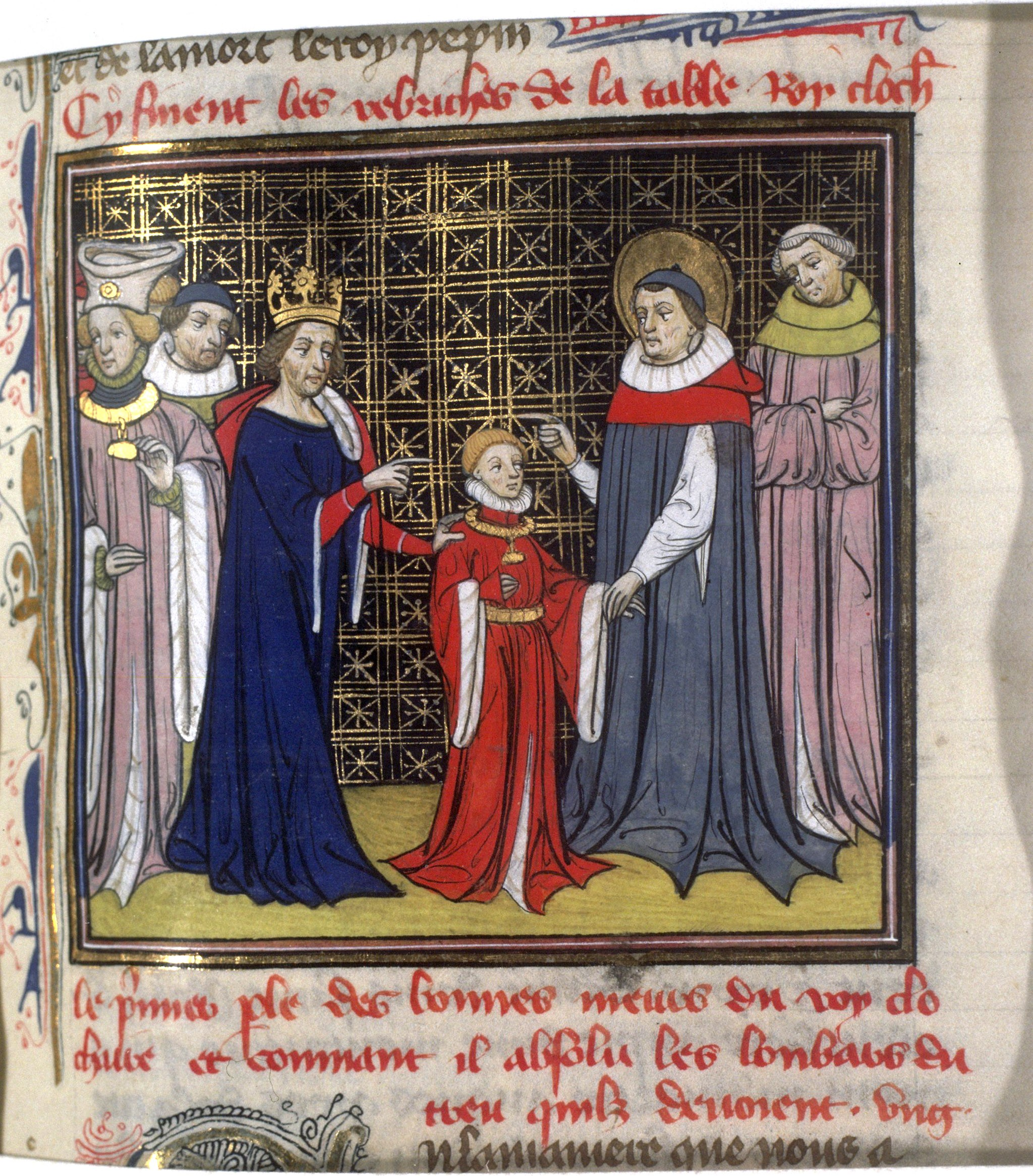
Clotaire II, Dagobert Ier et saint Arnoul. Grandes Chroniques de France. Paris, XVe siècle.

 Les premières traces de Clichy remontent en 625, dans les chroniques du palais royal de Clippiacum (Clichy). Clotaire II, père de Dagobert Ier, y a en fait installé sa résidence principale et sa cour depuis 614. L'École du Palais, qui se répartit entre le quartier latin de Paris et la plaine de Clichy-Levallois, forme tous les enfants des grands dignitaires du royaume (saint Éloi, saint Ouen, saint Didier…). C'est dans cette école que le prince Dagobert fait la rencontre de ses futurs administrateurs.

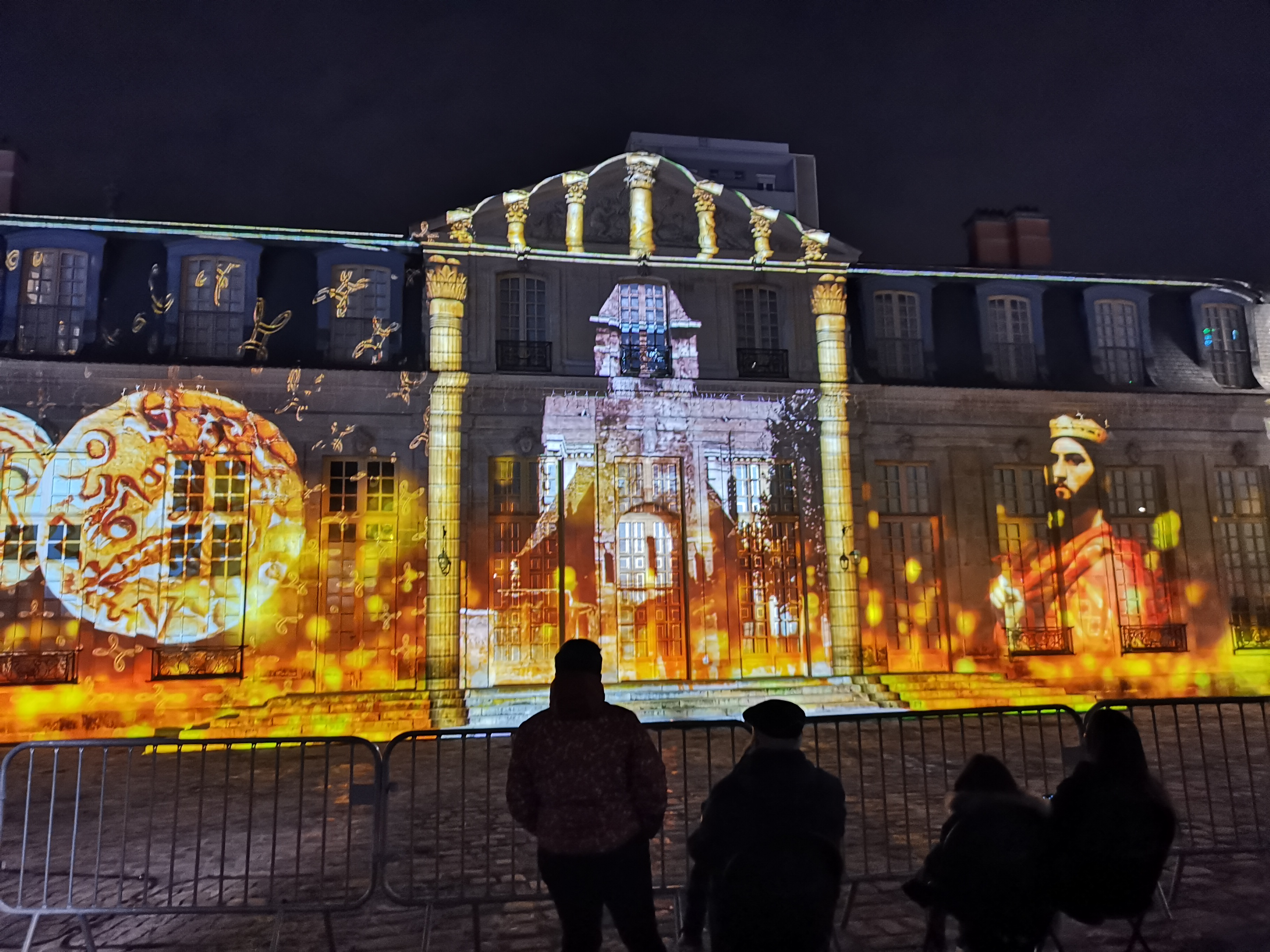
Scénographie sur la capitale des Mérovingiens et du roi Dagobert.

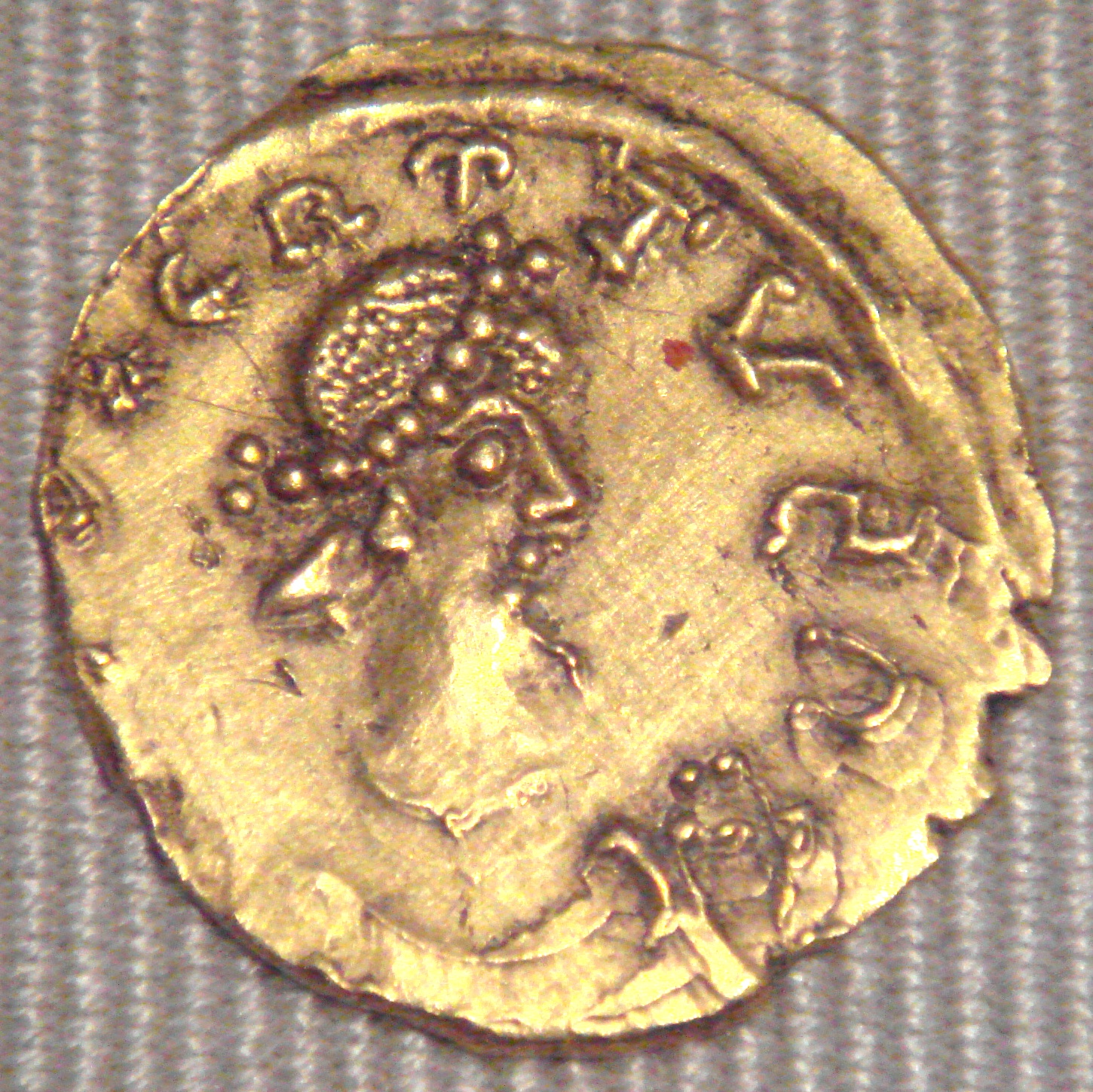
Solidus de Dagobert Ier et saint Éloi frappé à Marseille. Cabinet des Médailles, Paris. Buste diadémé à droite. Roi des Francs.

Clichy fut un temps lieu de résidence des rois mérovingiens et domaine de Dagobert Ier (il y épouse Gomatrude en 626), elle se nommait à l'époque Clippiacum. Son territoire devint ensuite chasse royale. En 626, le concile de Clichy défend aux clercs et aux laïcs de pratiquer l’usure. Il en résulte dans tout le royaume une explosion des taux d'intérêt. Saint Sigisbert (Sigebert III), fils du roi Dagobert Ier, nait en 630 au palais de Clichy. Au terme d'une assemblée exceptionnelle, se déroulant en 633, des laïcs et des ecclésiastiques, Sigebert III est nommé roi d’Austrasie (Francie orientale), d'Aquitaine et de Provence.
La bonne réputation de Gaël provenant aux oreilles de saint Ouen et par l’intermédiaire d'Éloi, conseiller de Dagobert, la paix est négociée à Clichy en 636 entre Dagobert et Gaël roi de Domnonée, au nord de la Bretagne. La Bretagne est alors pacifiée. Quelques années après avoir habilement négocié la paix entre la Neustrie (France-Occidentale) et l'Austrasie (France-Orientale) à Cologne, le diplomate saint Ouen se retire dans la villa royale de Clichy, où il meurt en 684. Le palais se trouvait vraisemblablement sur le monticule où est toujours située l'église du Vieux-Saint-Ouen.
En 717, Chilpéric II fait donation à l'abbaye de Saint-Denis de la forêt de Rouvray (l'unique vestige de cette forêt est le bois de Boulogne) qui s'étend de Neuilly-sur-Seine (aujourd'hui Saint-Cloud) à Saint-Denis (Seine-Saint-Denis).
Dans une charte signée en 741 à Clichy, dans le palais public (expression rencontrée pour la première fois), Charles Martel renouvelle la donation à l'abbaye de Saint-Denis de « tout le village de Clichy, avec ses terres, ses édifices, ses maisons, ses laboureurs, ses esclaves, ses vignes, ses près, ses cours d'eau, possédés par les personnes de l'un ou l'autre sexe ». En 885, les Normands détruisent le palais royal et les villages environnants.
En 1193, Philippe-Auguste détache Clichy du domaine royal pour en faire une seigneurie féodale, en échange du château de Pierrefonds, au profit de Gaucher de Châtillon (il en sera le premier seigneur), allié de la famille royale (il était petit-fils de Robert de France). Par mariages successifs, la seigneurie passe, par les « dames de Clichy », de familles nobles en familles nobles.

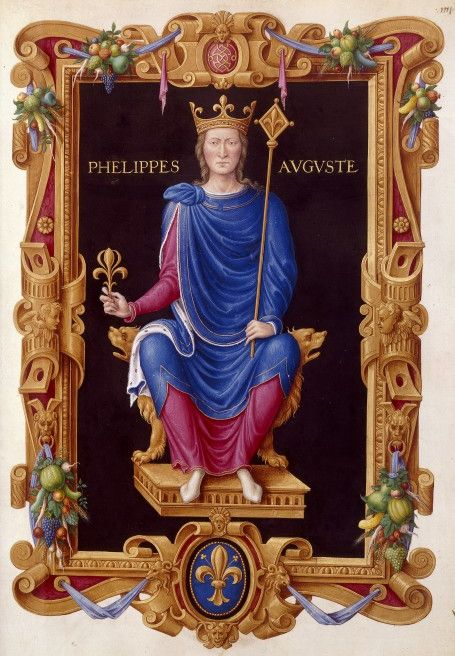
Philippe Auguste (vue d’artiste), dernier roi de France à s'être établi au palais royal de Clichy. Recueil des rois de France, vers 1550.

Au XIIe siècle, la paroisse de Clichy englobe Monceau, Courcelles, les Ternes, Levallois, le Roule, Ville l'Évêque et s'étend jusqu'aux portes du Louvre (porte Saint-Honoré). La partie « levalloisienne » de la seigneurie de Clichy se spécialise dans la viticulture (1215). Elle doit approvisionner en vins de messe l'abbaye de Saint-Denis dont elle dépend. Levallois s'identifie alors au site de « la Vigne aux prêtres ».
En 1334, le sire de Ferrières est seigneur de Clichy. Un conflit l'oppose à l'abbaye de Saint-Denis sur le « droit d'épave », droit lucratif puisque la Seine était une grande voie de communication de l'époque (cet épisode pourrait être la référence de l'île des Ravageurs dont Eugène Sue parle dans les Mystères de Paris). Vers 1400, un intendant chargé d'administrer le territoire au nom du seigneur. Puis apparait un nouveau seigneur ; Pierre II de Giac, seigneur de Soupy, de Josserand, de Saint-Germain-du-Bois-Remy, de Châteaugay, etc., premier grand chambellan de France, chancelier du duc de Berry, puis chancelier de France, il mourut en 1427.
Durant la guerre de Cent Ans, Jeanne d'Arc, lors du siège de Paris en 1429, vint camper à Monceau avant d'attaquer la porte Saint-Honoré. Jeanne d'Arc rassemble son armée sur la plaine de Clichy pour la levée des armées au son de « Mont-Joye-Saint-Denis » (cri de ralliement des armées féodales). Cet épisode précède la conquête infructueuse de Paris par Charles VII en 1429. Au Moyen Âge, la plaine de Clichy, lieu résidentiel recherché de par son état de remises de garenne pour les chasses royales, prend le nom de Clichy-la-Garenne.

### De la Renaissance à la Révolution

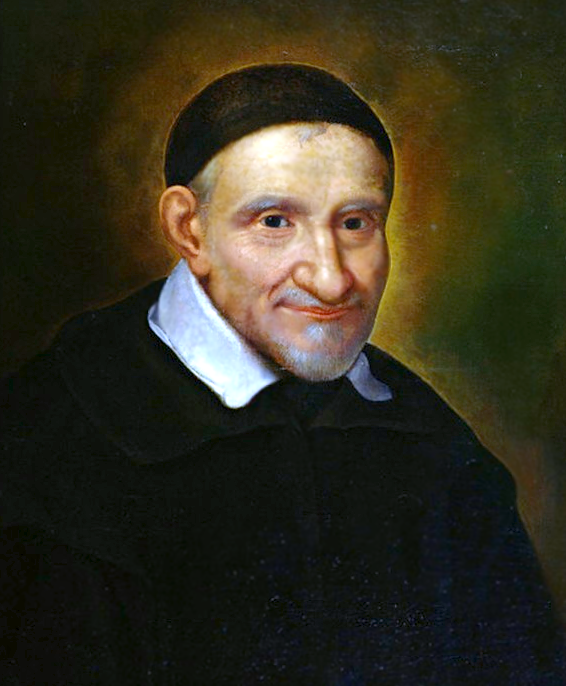
Vincent de Paul.

Selon l’abbé Lecanu, historien de Clichy, il existerait une très grande proximité entre saint Vincent de Paul, curé de Clichy entre 1612 et 1625, sainte Louise de Marillac, Antoine Portail et la paroisse de Clichy.

« La Providence ménagea à saint Vincent de Paul l'occasion de connaître à Clichy, Mademoiselle Le Gras. Elle avait des liens intimes avec le château de Clichy et y passait souvent. En 1595, son père Louis de Marillac était tuteur d’Alexandre Hennequin et du sieur de la Bazinière, co-seigneurs de Clichy. Il résida souvent au château de Clichy avec sa jeune fille »

— Abbé Lecanu, membre de la Société des Antiquaires de Normandie et plusieurs autres Sociétés Savantes, Histoire de Clichy-la-Garenne, Éditions Poussielgue
Âgé de 31 ans, il devient donc le curé de Saint-Sauveur-Saint-Médard à Clichy, ville appelée par la suite Clichy-La-Garenne où il fait ses débuts en pastorale paroissiale. Il reconstruit l'église qui tombait en ruine avec les deniers du culte, des paroissiens et des notables de 1622 à 1630. Cette église existe toujours au XXIe siècle. Le cardinal de Bérulle le fait nommer curé fin 1611. Il prend possession de la cure le 2 mai 1612 ; c'est une paroisse de six cents habitants, semi-rurale - elle est surtout habitée par des maraîchers - et Vincent y est à l'aise ; il fait le catéchisme, répare le mobilier de l'église. En 1613, saint Vincent de Paul entre comme précepteur, dans l'illustre famille des Gondi. Pendant son séjour dans la maison de Gondi ; ou il devait « faire sa résidence continuelle et actuelle ». Un historien du XIXe lui prête ses propos : « Je m'éloignais tristement de ma petite église de Clichy, mes yeux étaient baignés de larmes et je bénis ces hommes et ces femmes qui venaient vers moi et j'avais tant aimés ». Il pouvait aussi retourner aisément dans sa paroisse, surtout lorsque les Gondi séjournaient à Paris dans leur hôtel de la rue Pavée-Saint-Sauveur. En 1617, il fonde, avec les dames aisées de la ville, les « Dames de la Charité » pour venir en aide aux pauvres. En 1623, il créa la « Compagnie des Filles de la Charité ». Elles prirent ensuite le nom de « Compagnie des Filles de la Charité de Saint-Vincent de Paul ». Leur nombre se multiplia rapidement. Cet ordre eut à Clichy sa maison mère depuis le début du XVIIe siècle jusqu'aux années 1970. Il quitta la paroisse en 1627.

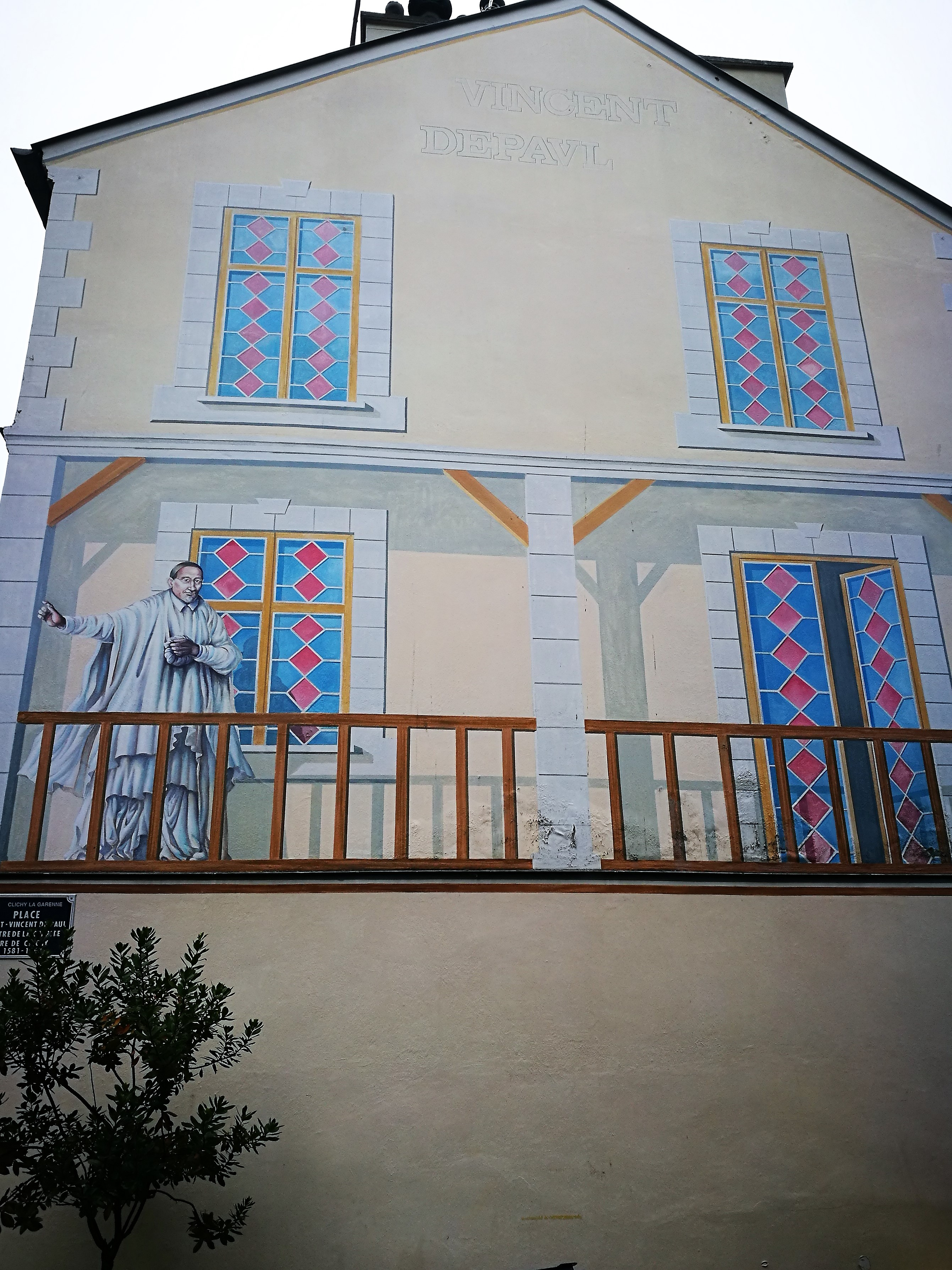
Fresque de saint Vincent de Paul à Clichy.

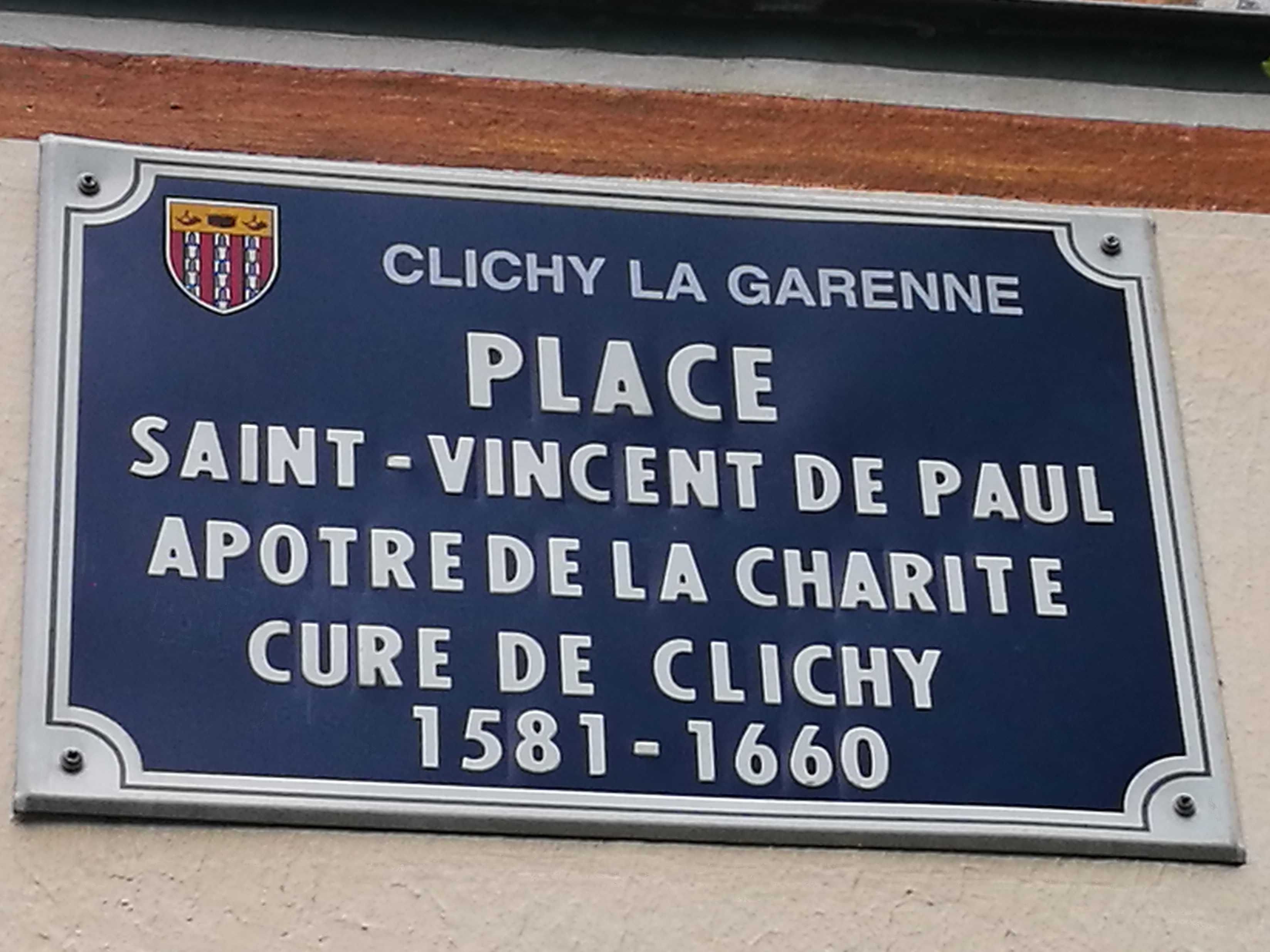
Place Saint-Vincent-de-Paul à Clichy, en hommage au curé de Clichy.

C'est également à Clichy que « monsieur Vincent » fit la rencontre d’Antoine Portail, son plus cher et plus ancien compagnon à la Congrégation de la Mission. Après avoir été son élève en cours de catéchisme, l'abbé Portail fut son premier assistant, le premier secrétaire de la Congrégation et le premier directeur des Filles de la Charité. Il mourut en 1660, la même année que deux autres Clichois : Louise de Marillac et Vincent de Paul.
Saint Vincent de Paul devient le patron de Clichy.
Début mai 2017, disparue depuis des décennies, la relique du saint, a été retrouvée à Clichy, en marge des travaux de rénovation par les ouvriers qui travaillaient au chantier de rénovation de l’église Saint-Médard. C’est un tout petit morceau d’os ; En l’occurrence, un os du bras. Précieusement conservé dans un tube de verre, avec dorures et scellés. L’objet était dissimulé sous une latte du plancher du clocher. cette relique a été offerte à Clichy en 1830 par l’archevêché de Paris. Un don en mémoire du passage de Saint Vincent de Paul dans la commune, au XVIIe siècle. Une plaque apposée au-dessus des fonts baptismaux évoque effectivement l’existence de la relique : « Dans cette église bâtie par Saint-Vincent de Paul, on vénère un ossement de son bras droit ». Elle aurait disparu entre 1934 et 1970. La rumeur rapporte qu’elle aurait été subtilisée par une religieuse ou quelqu’un qui craignait pour cet objet sacré.
Le quartier du Roule est détaché de Clichy en 1690. Il est bientôt érigé en paroisse indépendante (1697) et, en 1722, il devient partie intégrante de Paris.
La seigneurie d'Asnières échoit par mariage à Guillaume Bautru qui à sa mort laisse deux filles : l'une mariée au marquis de Vaubrun, l'autre au comte de Maulevrier, frère du célèbre Jean-Baptiste Colbert, ministre du roi Louis XIV. Ces deux personnalités gèrent en commun le patrimoine de leurs femmes, mais ils meurent prématurément au service du roi, car ils exercent tous les deux le métier militaire. Marguerite Bautru, marquise de Vaubrun devient l'unique propriétaire. Elle occupe réellement le château seigneurial et se livre à de multiples travaux d'agrandissement et d'embellissement portant notamment sur la réfection du parc du château. Elle fait planter des arbres tout le long des grands axes de sa propriété (la largeur de la rue de Clichy, près de la place de Clichy, souligne la fin de cette seigneurie).
En 1784, Clichy perd un tiers de son territoire. Louis XVI accorde aux fermiers généraux la construction d'une enceinte absorbant les terrains clichois situés au-delà de l'actuelle place de Clichy. Le mur se construit à la limite des actuels boulevard de Clichy, des Batignolles, de Courcelles et de Monceau.

### Période contemporaine
Le premier conseil municipal se réunit le 3 février 1790 et élit Georges Soret en qualité de premier  de la commune. De 1790 à 1795, Clichy est un canton du district de Franciade (Saint-Denis). À la même époque, l'activité clichoise principale est la blanchisserie (elle principalement établie au bord de la Seine). En 1793, Bernardin, ancien religieux, demande et obtient le changement de nom de Clichy-la-Garenne en « Clichy-la-Patriote » avant de reprendre son nom en 1795.[réf. nécessaire]
Au début du XIXe siècle, la construction de la ligne de chemin de fer Paris-Saint-Germain va isoler la moitié sud-ouest de Clichy, qui dès lors va se développer plus tardivement et très différemment du reste de la ville (à l’instar d’autres communes telles que Colombes et l’écart de Bois-de-Colombes, future Bois-Colombes). Durant la défense de Paris devant les Russes en 1814, le général Moncey établit son quartier général à la barrière de Clichy. En 1815, Clichy, évacuée, est livrée au pillage des Prussiens et des Anglais qui y campent et y saccagent les habitations. La reddition de Paris, et le refus de combattre des généraux qui l'accompagnent, décident Napoléon à abdiquer à Fontainebleau le 6 avril.
Dès 1822, Jean-Jacques Perret lance sur ce territoire une opération d’envergure. Il lance la construction de lotissements, mais son opération échoue, ce qui a pour conséquence de l’entraîner dans une fulgurante faillite. À la suite de cela, Nicolas Eugène Levallois reprend les lotissements, cette fois-ci l’opération connaît un grand succès. Cela lance réellement le développement, sur une base nettement plus rectiligne, du futur « village Levallois », du nom de son constructeur, d'abord en tant que nouveau quartier de Clichy. En 1830, une partie au sud-est de la commune de Clichy est érigée en nouvelle commune éphémère : les Batignolles-Monceau, limitrophe de Paris (alors encore plus petite qu'aujourd'hui).
Dans l’obligation de quitter Boulogne où il avait acheté la verrerie de son beau-père, Louis-Joseph Maës, futur maire de la ville, installe, en 1842, sa nouvelle fabrique dans la commune. Sous l’impulsion de Louis Clémandot, directeur de la cristallerie, Louis-Joseph Maës cherche à développer de nouvelles techniques et à mettre au point des matières originales pour ses futures créations, tant au niveau des compositions qu’au niveau des colorations. Ces innovations vaudront à la Cristallerie de Clichy une renommée internationale. Elles seront récompensées aux Expositions universelles dès 1850. La Cristallerie de Clichy compte plus de 300 ouvriers dans les années 1860 et devient la troisième cristallerie française. La cristallerie cesse toute activité dès 1896.
En 1846, le conseil municipal de Clichy autorise l’appellation de « village Levallois » à ce nouveau quartier au sud-ouest de la ville séparé par la ligne de chemin de fer et en plein développement. La municipalité, représentée par Louis-Joseph Maës, fondateur de la cristallerie en 1842, qui sera maire de 1858 à 1870, contribue par son action à développer le « village Levallois » jusqu'à ce que ses résidents demandent leur indépendance.

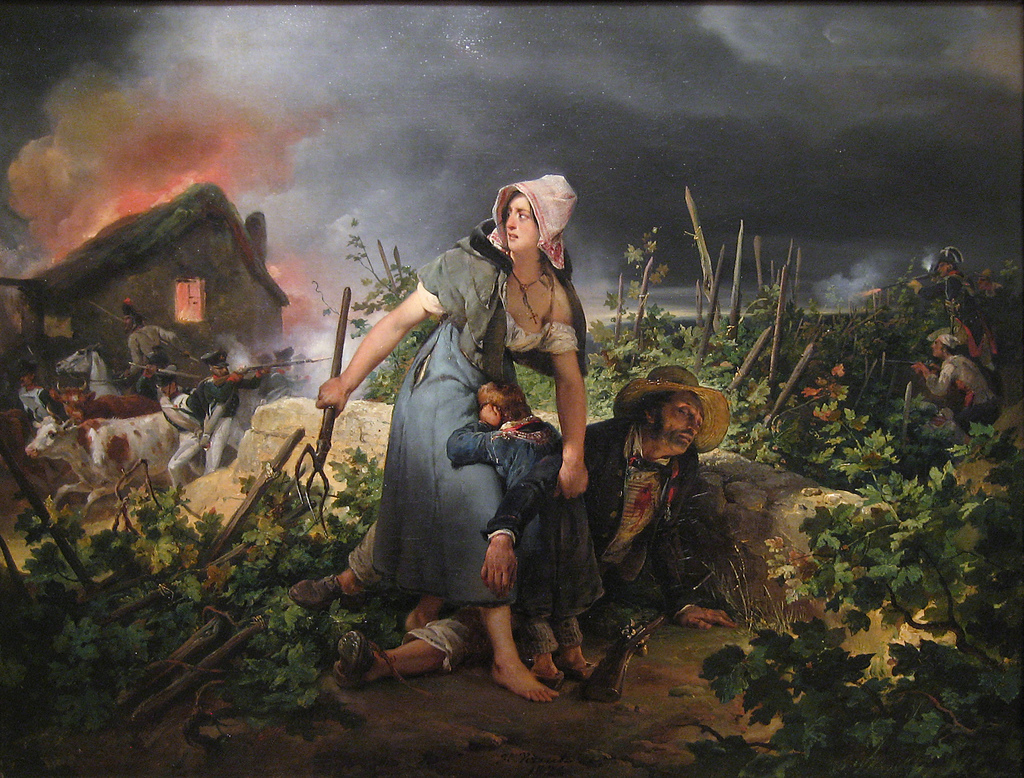
Scène de la campagne de France de 1814, toile d'Horace Vernet.
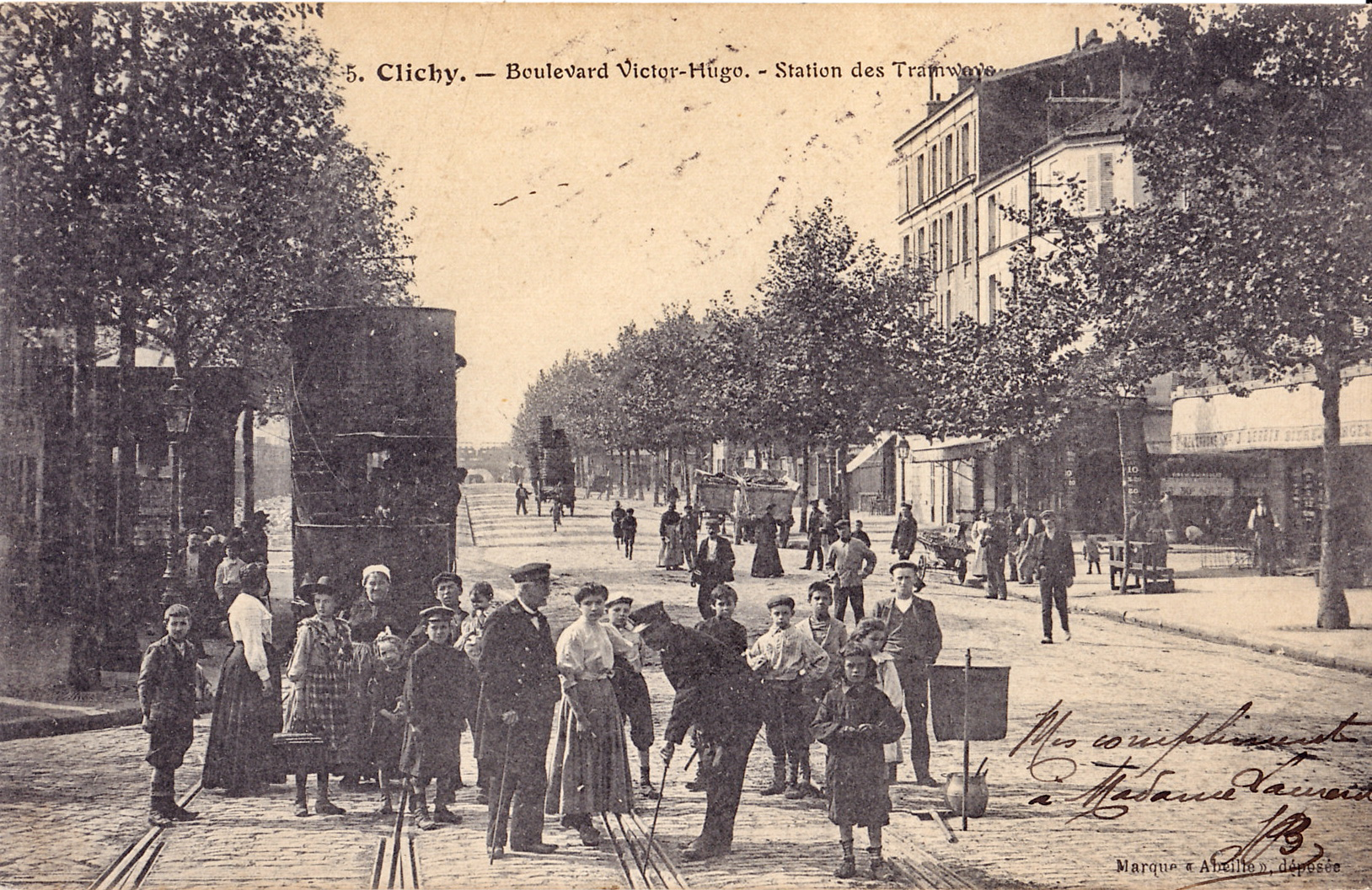
Le boulevard Victor-Hugo, dans les années 1900.
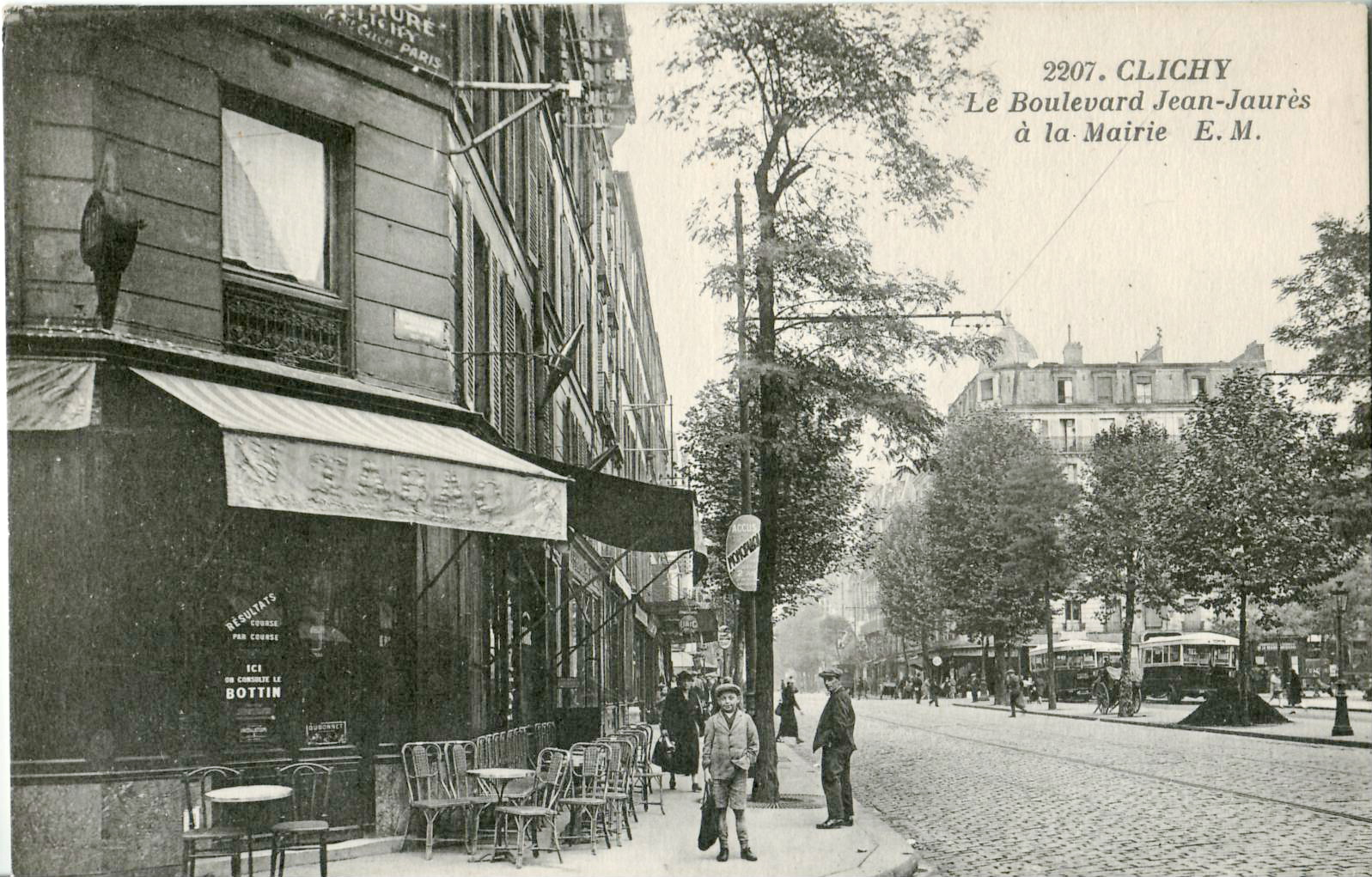
Clichy dans l'entre-deux-guerres, déjà desservi par des autobus de la STCRP.
Façade de La Maison du Peuple de Clichy.

Maison du Peuple, à Clichy.

En 1860, Clichy reprend une partie de son territoire définitif lors de l'annexion par Paris des territoires des anciennes communes qui se trouvaient à l'intérieur des fortifications de Thiers. La partie nord-ouest de l'ancienne commune de Batignolles-Monceau située à l'extérieur de la ligne de défense fut alors réintégrée à Clichy.
En 1866, Napoléon III promulgue une loi portant création de la commune de Levallois-Perret à partir de l'ancien « village Levallois », celle-ci prenant effet le 1er janvier 1867, la ville de Clichy perdant près de la moitié de son territoire pour obtenir sa délimitation actuelle, le long de la ligne de chemin de fer qui constituera pourtant aussi un moyen de communication important avec Paris commun aux deux communes, qui se partagent alors l'actuelle gare de Clichy - Levallois.
La cité Jouffroy-Renault, édifiée à la fin du Second Empire dans les années 1870-1880, est la première réalisation importante dans le domaine du logement social à Clichy. Cette cité, construite dans une impasse par l’architecte Léon Henri Picard dit Hervey Picard, est composée de 76 pavillons semblables, constitués d’un étage surmonté d’un comble, et d’un jardinet devant. Elle est fondée en 1865 par Mme Thénard, veuve du frère cadet de Louis Jacques Thénard (1777-1857), savant chimiste promu baron de l’Empire par Napoléon Ier. Les pavillons sont alors loués avec promesses de vente, payables en 15 ans par mensualités. Un système qui a beaucoup prospéré de nos jours, mais qui, financé par un simple particulier, représentait alors un moyen d’accession à la propriété très « social ». Cette cité est représentative de l’effort réalisé au XIXe siècle par des bourgeois et industriels « philanthropes ».
En 1882, commémoration au cimetière de la rue Chance-Milly (cimetière sud de Clichy), de l'épisode de la prise de la redoute de Montretout lors la bataille de Buzenval du 19 janvier 1871 pendant la guerre franco-prussienne. Six Clichois ont donné leurs noms aux rue de Clichy cette année : le sous-lieutenant Castérès, le sergent-major Morice, le caporal Leroy, le clairon Huntziger, les gardes Poyer, Klock et Martissot. Tous font partie du 34e bataillon dit de Clichy. En 1889, une jeune employée en blanchisserie fera bien parler d’elle, il s’agit de Louise Joséphine Weber, plus connue sous le nom de la Goulue, « immortalisée » par Henri de Toulouse-Lautrec. En mai 1891, l’affaire de Clichy.
En 1910, c’est le début de l’industrialisation. Les architectes Paponot et Simoneta construisent les entrepôts du Printemps. Plus tard, ceux-ci seront classés monument historique. La ville fut desservie aussi par de nombreuses lignes de tramways, qui seront exploitées dans le réseau de l'ancienne STCRP, avant son absorption dans la RATP, qui les remplacera par un réseau de bus et le prolongement de la ligne 13 du métro parisien, et l'exploitation par la SNCF (via la gare de Clichy-Levallois) des lignes ferroviaires de la banlieue ouest de Paris depuis Saint-Lazare et de l'ancienne ligne de la petite ceinture de Paris (ligne aujourd'hui fermée depuis l'ouverture de la ligne B du Réseau express régional d'Île-de-France).
Durant la crue de la Seine de 1910, Clichy est inondée comme les villes voisines situées le long du fleuve. Le 28 janvier, le quotidien Le Matin écrit : « Par la suite de la rupture du grand collecteur, tout le quartier de la mairie est inondé sous une hauteur de 1,50 mètre. On y accède que par des ponts volants jetés en hâte ».
Après la guerre, Citroën bâtit une usine à Clichy, pour faire face à la forte demande d'automobiles, son usine du quai de Javel à Paris ne suffisant pas à y répondre.
En 1935, à la demande de la commune, Jean Prouvé dessine la future « Maison du Peuple de Clichy » qui sera construite entre 1935 et 1940. La Maison du Peuple de Clichy est à la fois « un joyau architecturale de la première couronne » et « un bijou mécanique » classé aux monuments historiques en 1983. En 1937, survient la fusillade de Clichy. En 1940, Maurice Thorez revient sur ces évènements et écrit un texte virulent, dans lequel il s'en prend à Léon Blum et ses ministres pour cette fusillade.
En 1948, s’installe dans la commune le siège social de la société BiC, qui produit notamment des stylos et accessoires jetables. Elle fêtera ses 60 ans de présence sur le territoire de la commune, en 2008. À ce jour, elle emploie 8 500 salariés dans le monde dont 500 au siège social de Clichy. Clichy est aussi le siège du groupe L'Oréal. Dans les années 2000, plusieurs affaires judiciaires ont concerné la ville de Clichy : l’affaire Didier Schuller, l’affaire du Clichois et l’affaire des HLM des Hauts-de-Seine.

## Politique et administration

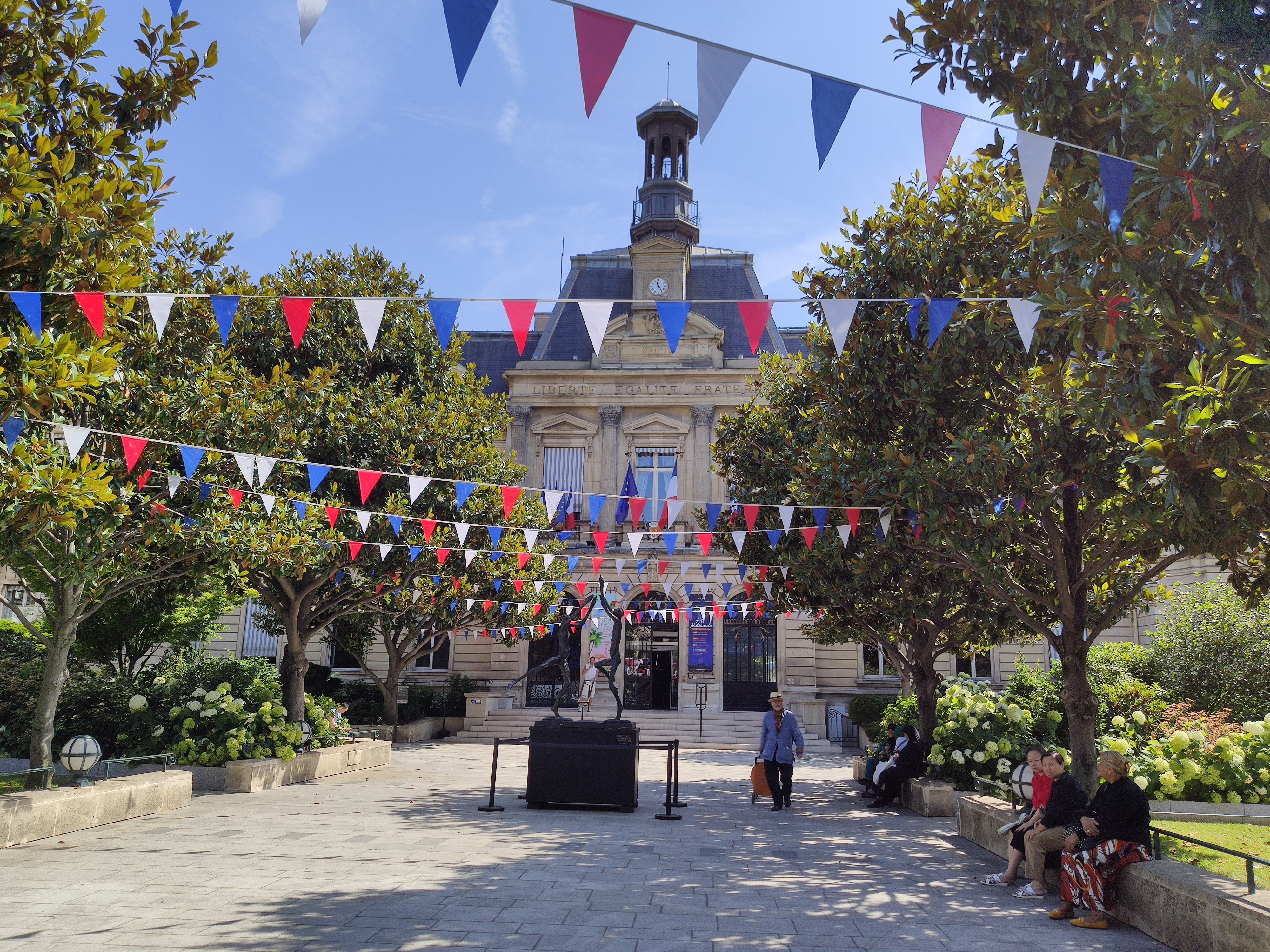
L'hôtel de ville pavoisé pour le 14-Juillet 2019.

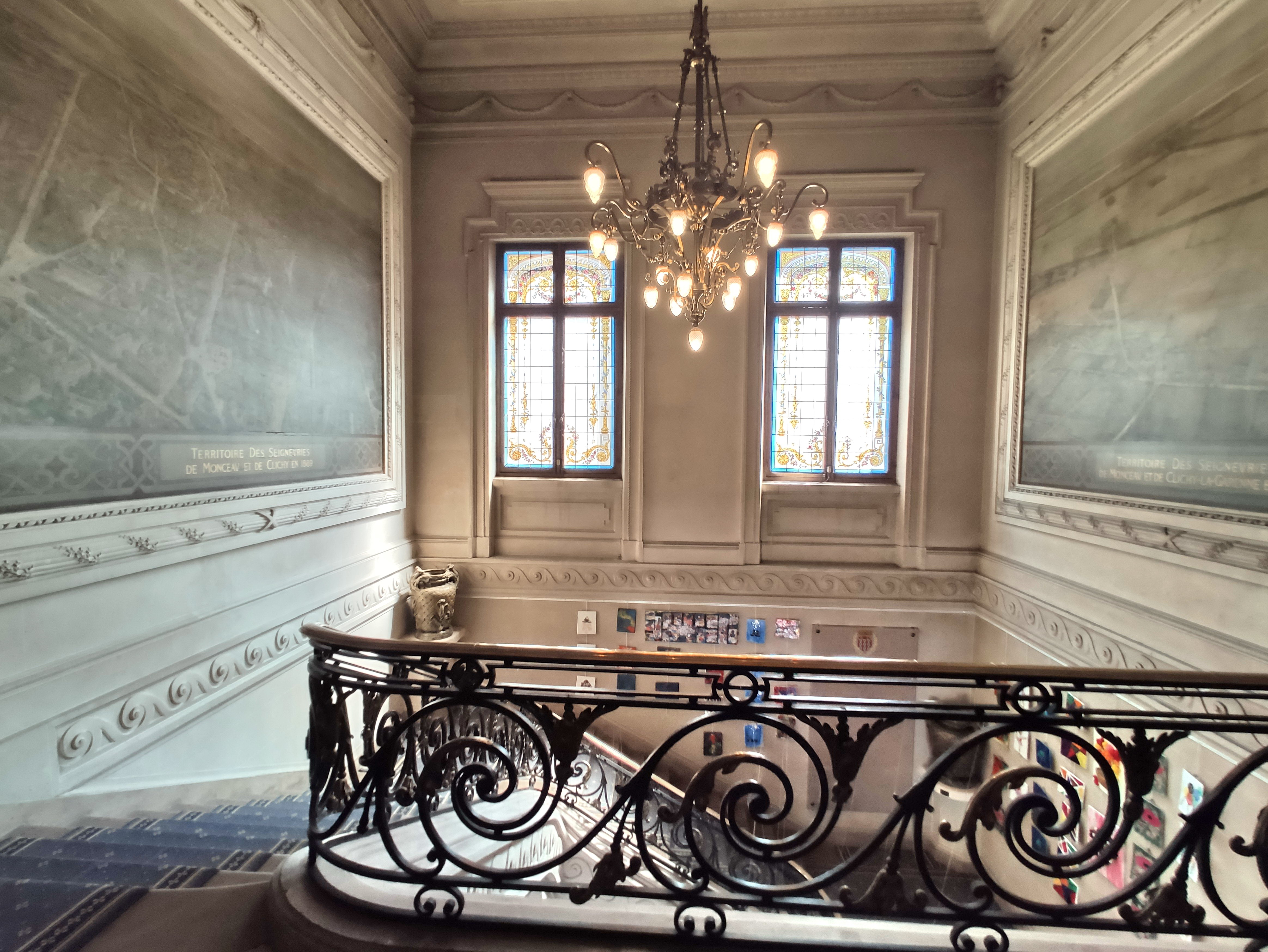
L'escalier d'honneur de l'hôtel de ville.

### Rattachements administratifs et électoraux
Antérieurement à la loi du 10 juillet 1964, la commune faisait partie du département de la Seine. La réorganisation de la région parisienne en 1964 fit que la commune appartient désormais au département des Hauts-de-Seine et à son arrondissement de Nanterre après un transfert administratif effectif au 1er janvier 1968.
Elle faisait partie de 1801 à 1893 du canton de Neuilly-sur-Seine, année où elle devient le chef-lieu du canton de Clichy du département de la Seine. Lors de la mise en place des Hauts-de-Seine, la ville est divisée en 1967 entre le canton de Clichy dont elle demeure le chef-lieu, le surplus étant intégré au canton de Levallois-Perret-Nord. Dans le cadre du redécoupage cantonal de 2014 en France, la ville est désormais le bureau centralisateur d'un nouveau canton de Clichy, qu'elle constitue en totalité.

### Intercommunalité
Dans le cadre de la mise en œuvre de la volonté gouvernementale de favoriser le développement du centre de l'agglomération parisienne comme pôle mondial est créée, le 1er janvier 2016, la métropole du Grand Paris (MGP), dont la commune est membre.
La loi portant nouvelle organisation territoriale de la République du 7 août 2015 prévoit également la création de nouvelles structures administratives regroupant les communes membres de la métropole, constituées d'ensembles de plus de 300 000 habitants, et dotées de nombreuses compétences, les établissements publics territoriaux (EPT). La commune a donc également été intégrée le 1er janvier 2016 à l'établissement public territorial Boucle Nord de Seine.

### Tendances politiques et résultats
François Mitterrand en 1981 et François Hollande en 2012 ont lancé le début de leur campagne présidentielle victorieuse à Clichy. François Hollande a ainsi déclaré « C'est à Clichy que tout a commencé ».
Gilles Catoire est réélu lors des élections municipales de mars 2014. Toutefois, le Conseil d’État annule le 11 mai 2015 ces élections ainsi que pour les villes d'Asnières-sur-Seine et de Puteaux, deux autres communes du département des Hauts-de-Seine. Celles de Clichy sont annulées au motif que la liste de Didier Schuller s'est indûment appropriée les étiquettes de l'UMP et du MoDem au détriment de la liste officielle de Rémi Muzeau. Dans l'attente de la tenue de nouvelles élections, la ville est gérée par une délégation spéciale nommée par le préfet des Hauts-de-Seine. Les élections municipales partielles sont organisées les 15 et 21 juin 2015, où l'ancien maire Gilles Catoire et son opposant Didier Schuller ne se représentent pas. Le candidat Rémi Muzeau (Les Républicains) obtient 48,83 % des suffrages exprimés à l'issue du premier tour, le 14 juin 2015. À l'issue du second tour, le candidat Rémi Muzeau l'emporte avec 57,82 % des suffrages exprimés. Il annonce en janvier 2020 sa candidature à un second mandat aux élections municipales de 2020 dans les Hauts-de-Seine, face à six listes menées par Oussama Adref (UDMF), Mireille Lambert (LO), Liliane Pradier (RN), Daniel Dutheil (POID)  Alain Fournier (EELV) et Paul Rieusset (PS) Rémi Muzeau, maire de Clichy, a été réélu dès le 1er tour avec 51,94 % des voix le 15 mars 2020. Rémi Muzeau et Alice Le Moal sont réélus conseiller départemental des Hauts-de-Seine le 20 juin 2021 ; le premier étant vice-président du Conseil départemental des Hauts-de-Seine, chargé de l’habitat, de la politique de la ville, de la contractualisation municipale et de la prévention et sécurité publique ; il est également président de Hauts-de-Seine Habitat.

### Liste des maires
| Période          | Période                   | Identité          | Étiquette              | Qualité |
| ---------------- | ------------------------- | ----------------- | ---------------------- | --- |
| 20 août 1944     | 7 septembre 1944          | Marcel Bacquet    |                        | |
| 8 septembre 1944 | 18 mai 1945               | Georges Levillain | SFIO                   | Représentant de commerce, résistant Libération-Nord Président du Comité local de Libération |
| 18 mai 1945      | octobre 1947              | Jean Mercier      | PCF                    | Garçon de restaurant puis professeur d'atelier Conseiller général de la Seine (1945 → 1953) |
| octobre 1947     | mars 1977                 | Georges Levillain | SFIO puis PS           | Représentant de commerce Conseiller général de la Seine (1959 → 1967) Vice-président du conseil général de la Seine Conseiller général de Clichy (1967 → 1976) Médaille de la Résistance française                                                                       |
| mars 1977        | mars 1983                 | Gaston Roche      | PS                     | Adjoint au maire (1965 → 1977) |
| mars 1983        | décembre 1984             | Jacques Delors    | PS                     | Haut fonctionnaire, économiste Ministre de l'Économie et des Finances (1981 → 1984) Président de la Commission européenne (1984 → 1994) Ancien député européen (1979 → 1981) Démissionnaire à la suite de sa nomination à la Commission européenne                       |
| 6 janvier 1985   | 13 mai 2015               | Gilles Catoire    | PS                     | Professeur agrégé Conseiller général de Clichy (1988 → 1994 et 1996 → 2015) Élection de mars 2014 annulée par le Conseil d’État le 11 mai 2015 |
| 26 juin 2015     | En cours (au 25 mai 2020) | Rémi Muzeau       | LR puis DVD puis LR-SL | Ancien chef d'entreprise Conseiller départemental de Clichy (2015 →) Suppléant du député Patrick Balkany (5e circ.) (2012 → 2017) Président de l'EPT Boucle Nord de Seine (2020 → 2021) Vice-président du conseil départemental (2020 → ) Réélu pour le mandat 2020-2026 |

### Politique de développement durable
- La commune a engagé une politique de développement durable en lançant une démarche d'Agenda 21 en 2007[82].
- Le 23 septembre 2017, la ville a lancé la 1re journée citoyenne de la propreté, au cours de laquelle les habitants ont pu participer à un nettoyage grandeur nature de la ville[83],[84].

### Distinctions et labels
En 2000, Clichy a reçu le label « Ville Internet @@ » puis "Ville Internet @@@" à partir de 2006.
Depuis 2007, la commune est récompensée par trois fleurs au concours des villes et villages fleuris.
En 2017, Clichy obtient le deuxième niveau (sur quatre) du label "Ville Active et Sportive", label créé la même année par le ministère des sports. Ce label récompense, pour le premier niveau et le deuxième niveau, les villes qui proposent une politique sportive innovante et une offre d’activités physiques et sportives diversifiée et qui gèrent et utilisent un parc d’équipements sportifs, sites et espaces de nature, en adéquation avec l’offre de pratique sportive proposée. Ainsi Clichy compte plus de 40 clubs dont quelques centenaires. Ce label a été reconduit, avec le deuxième niveau.

### Jumelages
| Ville | Ville                          | Pays | Pays        | Période               |
| ----- | ------------------------------ | ---- | ----------- | --------------------- |
|       | borough londonien de Southwark |      | Royaume-Uni | depuis 2005           |
|       | Heidenheim an der Brenz        |      | Allemagne   | depuis le 24 mai 1959 |
|       | Rubí                           |      | Espagne     | depuis le 8 mai 2005  |
|       | Sankt Pölten                   |      | Autriche    | depuis 1969           |
|       | Santo Tirso                    |      | Portugal    | depuis 1991           |

Par ailleurs, la commune de Clichy a signé des contrats de partenariat en 2000 avec la commune de Ouakam au Sénégal et en 2008 avec les communes de Sidi Rahhal au Maroc, Antsirabé à Madagascar, Saint-Louis au Sénégal, Kaboul en Afghanistan, Sofia en Bulgarie, Brasov en Roumanie et en 2010 avec Ivano-Frankovsk en Ukraine,.

## Population et société

### Démographie

#### Évolution démographique
L'évolution du nombre d'habitants est connue à travers les recensements de la population effectués dans la commune depuis 1793. Pour les communes de plus de 10 000 habitants les recensements ont lieu chaque année à la suite d'une enquête par sondage auprès d'un échantillon d'adresses représentant 8 % de leurs logements, contrairement aux autres communes qui ont un recensement réel tous les cinq ans,.

En 2022, la commune comptait 65 102 habitants, en évolution de +7,81 % par rapport à 2016 (Hauts-de-Seine : +2,75 %, France hors Mayotte : +2,11 %).
| 1793  | 1800  | 1806  | 1821  | 1831  | 1836  | 1841  | 1846  | 1851  |
| ----- | ----- | ----- | ----- | ----- | ----- | ----- | ----- | ----- |
| 1 360 | 1 606 | 1 279 | 3 018 | 3 097 | 3 605 | 4 157 | 5 911 | 6 433 |

| 1856   | 1861   | 1866   | 1872   | 1876   | 1881   | 1886   | 1891   | 1896   |
| ------ | ------ | ------ | ------ | ------ | ------ | ------ | ------ | ------ |
| 12 270 | 17 473 | 13 666 | 14 599 | 17 354 | 24 320 | 26 741 | 30 698 | 33 895 |

| 1901   | 1906   | 1911   | 1921   | 1926   | 1931   | 1936   | 1946   | 1954   |
| ------ | ------ | ------ | ------ | ------ | ------ | ------ | ------ | ------ |
| 39 521 | 41 787 | 46 676 | 50 165 | 50 427 | 55 692 | 56 475 | 53 029 | 55 591 |

| 1962   | 1968   | 1975   | 1982   | 1990   | 1999   | 2006   | 2011   | 2016   |
| ------ | ------ | ------ | ------ | ------ | ------ | ------ | ------ | ------ |
| 56 316 | 52 477 | 47 764 | 46 895 | 48 030 | 50 179 | 57 162 | 59 458 | 60 387 |

| 2021   | 2022   | - | - | - | - | - | - | - |
| ------ | ------ | - | - | - | - | - | - | - |
| 64 849 | 65 102 | - | - | - | - | - | - | - |

#### Pyramide des âges
En 2018, le taux de personnes d'un âge inférieur à 30 ans s'élève à 40,5 %, soit au-dessus de la moyenne départementale (38,4 %). À l'inverse, le taux de personnes d'âge supérieur à 60 ans est de 16,6 % la même année, alors qu'il est de 20,0 % au niveau départemental.
En 2018, la commune comptait 30 245 hommes pour 32 240 femmes, soit un taux de 51,60 % de femmes, légèrement inférieur au taux départemental (52,41 %).
Les pyramides des âges de la commune et du département s'établissent comme suit.
| Hommes | Classe d’âge | Femmes |
| ------ | ------------ | ------ |
| 0,3    | 90 ou +      | 1,2    |
| 4,0    | 75-89 ans    | 4,5    |
| 11,0   | 60-74 ans    | 12,1   |
| 17,4   | 45-59 ans    | 17,8   |
| 25,5   | 30-44 ans    | 25,1   |
| 22,1   | 15-29 ans    | 20,7   |
| 19,8   | 0-14 ans     | 18,5   |

| Hommes | Classe d’âge | Femmes |
| ------ | ------------ | ------ |
| 0,6    | 90 ou +      | 1,6    |
| 5,2    | 75-89 ans    | 7,2    |
| 12,1   | 60-74 ans    | 13,5   |
| 19,3   | 45-59 ans    | 19,4   |
| 22,6   | 30-44 ans    | 21,9   |
| 20,2   | 15-29 ans    | 18,9   |
| 19,9   | 0-14 ans     | 17,4   |

### Enseignement
Clichy est située dans l'académie de Versailles.
Établissements scolaires
En 2016, la ville administre 22 écoles primaires communales dont 12 écoles maternelles et 10 écoles élémentaires. Trois collèges (collèges Jean-Jaurès, Jean-Macé et Vincent-Van-Gogh) sont également présents, ainsi que deux lycées (lycées Newton et René-Aufray).
Enseignement supérieur
- La ville a accueilli à titre provisoire le Centre universitaire de Clichy, qui était occupé de 1970 jusqu'en 2011 par des enseignements de l'Institut national des langues et civilisations orientales et jusqu'en 1999 de l'Université René-Descartes.
- les classes post-bac (CPGE, sections de technicien supérieur) du lycée Newton ENREA (École nationale de radiotechnique et d'électricité appliquée, créée en 1941)[96]
- l'École de management de Normandie a annoncé en 2021 la création de son campus francilien dans l'immeuble baptisé H2B conçu par Jean-Michel Wilmotte. Celui-ci devrait accueillir 3 000 étudiants à compter de 2022[97].

Enseignement professionnel
- École supérieure d’hôtellerie Luxury Hotelschool Paris[98].
- École de programmation White-Rabbit, créée en 2019 et destinée notamment aux jeunes sans diplôme ou issus des quartiers prioritaires

, labellisée « Grande école du numérique » par le groupement d'intérêt public (GIP) mis en place par le gouvernement en 2015

### Manifestations culturelles et festivités
Le Rutebeuf est le théâtre et cinéma municipal de la ville de Clichy. Le Pavillon Vendôme accueille l'office de tourisme ainsi que le centre d'art contemporain, qui accueille plusieurs expositions dans l'année.
Au mois de janvier, la galette citoyenne rassemble près de 2 000 personnes au pavillon Vendôme.
Au mois de mars, ont lieu les Foulées de Clichy, grande course rassemblant près de 2 000 coureurs, et la Semaine des droits des femmes.
En mai, la Chasse aux Œufs a lieu au parc Salengro.
En juin, la Fête de la Ville rassemble plus de 10 000 personnes autour du thème du Moyen Âge au parc des Impressionnistes, ainsi que le carnaval des centres loisirs.
En juillet et août, Clichy Plage a lieu au terrain Pasteur et accueille plus de 12 000 personnes.
En octobre, Octobre Rose et la Clichoise s'inscrivent dans la lutte contre le cancer du sein.

### Santé
Le service municipal de santé de Clichy regroupe les activités du pôle curatif, du pôle promotion de la santé et celui du pôle hygiène. Il élabore également les actions de prévention et de sensibilisation en matière de santé.
La ville dispose de 2 structures de soins (Hôpital Beaujon et Goüin) ainsi que le centre de santé Chagall (CMS) qui, depuis le 4 mars 2019, a déménagé dans les locaux de l'hôpital Goüin. 

### Sports
En 2018, la commune dispose de plusieurs installations sportives, notamment la piscine municipale Gérard-Durant, le stade Georges-Racine, six gymnases et un stand de tir.
La ville compte plus de 40 clubs, certains de renommée nationale ou internationale, comme le RC Rugby, Clichy Escrime, Futsal Paulista et le club de gymnastique de la Vaillante. Les personnalités sportives les plus connues sont Serge Betsen, Olivier Missoup et Laura Flessel.
Une course annuelle est organisée, intitulée « Les Foulées de Clichy » avec deux parcours, de 5 km et de 10 km.
La ville possède un club d'échecs, nommée Clichy Échecs 92, qui fait partie du top 12 français[réf. nécessaire].

### Cultes
Les Clichois disposent de lieux de cultes catholique, israélite, musulman et protestant.

#### Culte catholique
Depuis janvier 2010, la commune de Clichy fait partie du doyenné de la Boucle-Nord, l'un des neuf doyennés du diocèse de Nanterre.
Au sein de ce doyenné, les trois lieux de culte catholique relèvent de la paroisse Saint-Vincent-de-Paul : l'église Saint-Vincent-de-Paul, l'église Saint-Médard et l'église Notre-Dame-Auxiliatrice.

#### Culte israélite
La synagogue Beth el Chelanou, dotée d'une architecture moderne a été inaugurée en 1993.

#### Culte musulman
La communauté musulmane dispose du Centre cultuel et culturel, situé au 19, rue des 3-Pavillons ».

#### Culte protestant
La communauté protestante de Clichy partage avec celle de Levallois-Perret, le temple de « la Petite étoile » administré par l'association cultuelle de l’Église protestante unie de Levallois-Clichy.

#### Lieux de sépulture
La ville dispose de deux lieux de sépulture : le cimetière Nord de Clichy, situé rue du Général-Roguet, et le cimetière Sud de Clichy, rue Chance-Milly.

## Économie

### Revenus de la population et fiscalité
En 2010, le revenu fiscal médian par ménage était de 26 591 €, ce qui plaçait Clichy au 20 247e rang parmi les 31 525 communes de plus de 39 ménages en métropole.

### Entreprises et commerces
Après 20 ans de reconversion économique, Clichy est devenue un pôle économique puissant : 375 000 m2 de bureaux, 1 100 commerces et 35 000 emplois[réf. nécessaire]. Plusieurs grandes entreprises y ont leur siège social : L’Oréal, BiC, Monoprix, Trace Partners, Société parisienne de canalisations, Etam, G7, Amazon France… Les deux premières ont fondé, avec la Ville de Clichy, le fonds de dotation territorial Clichy Mécénat, dont l'objectif est de soutenir financièrement des activités à caractère social, caritatif, culturel et sportif.

## Culture locale et patrimoine

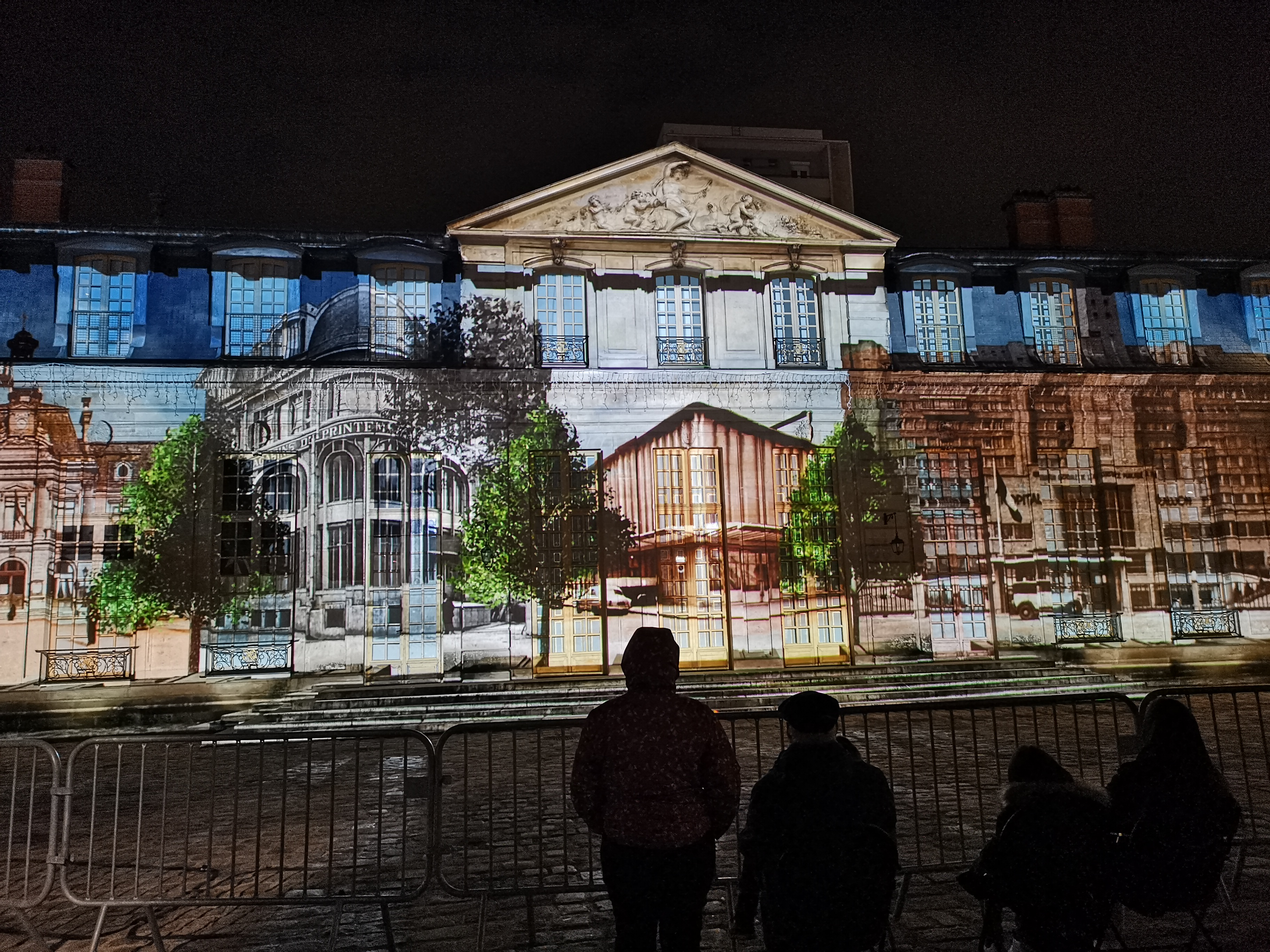
Scénographie au sujet de la Maison du Peuple de l'architecte et designer Jean Prouvé.

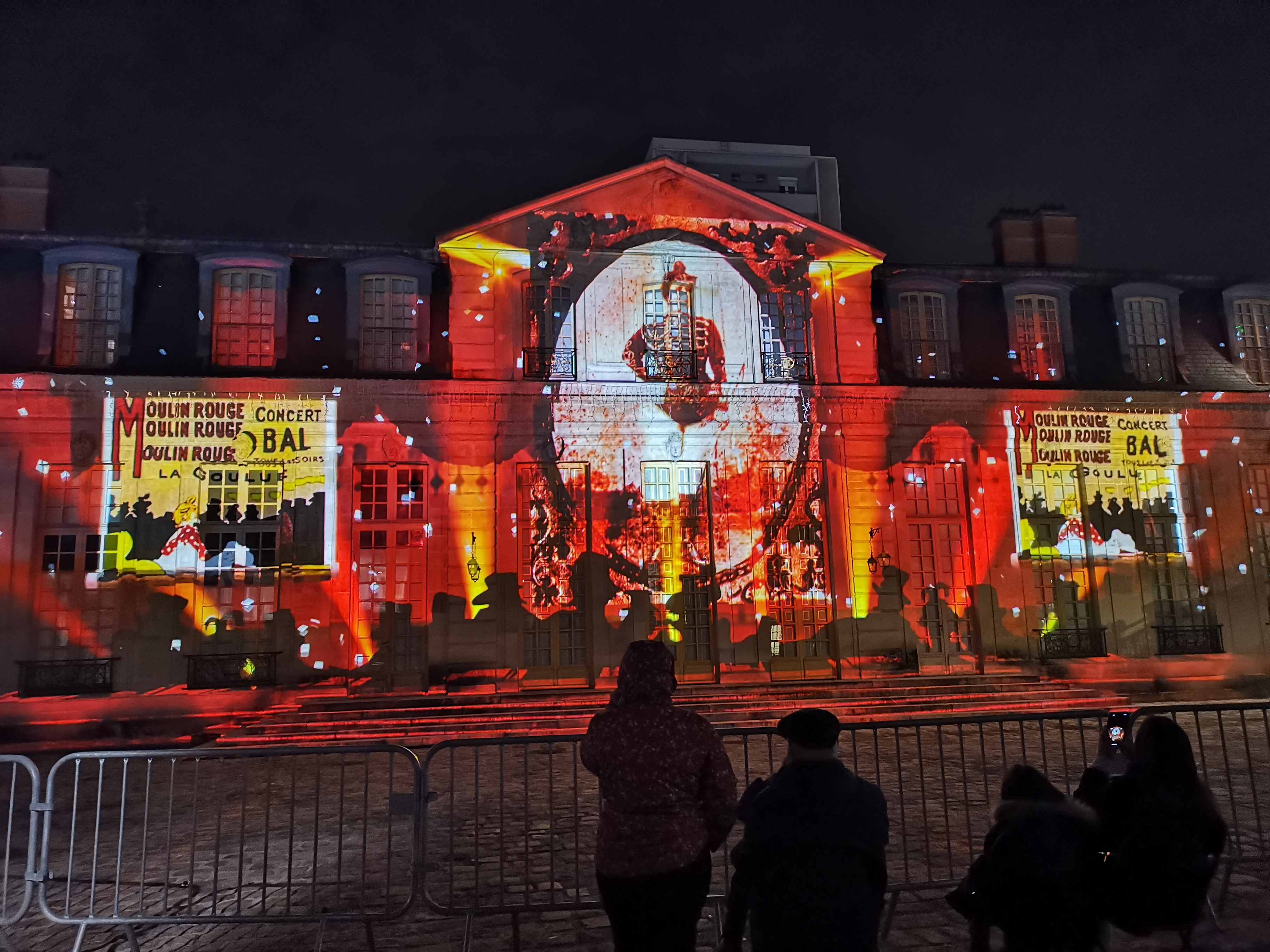
La Goulue (Moulin Rouge).

### Lieux et monuments

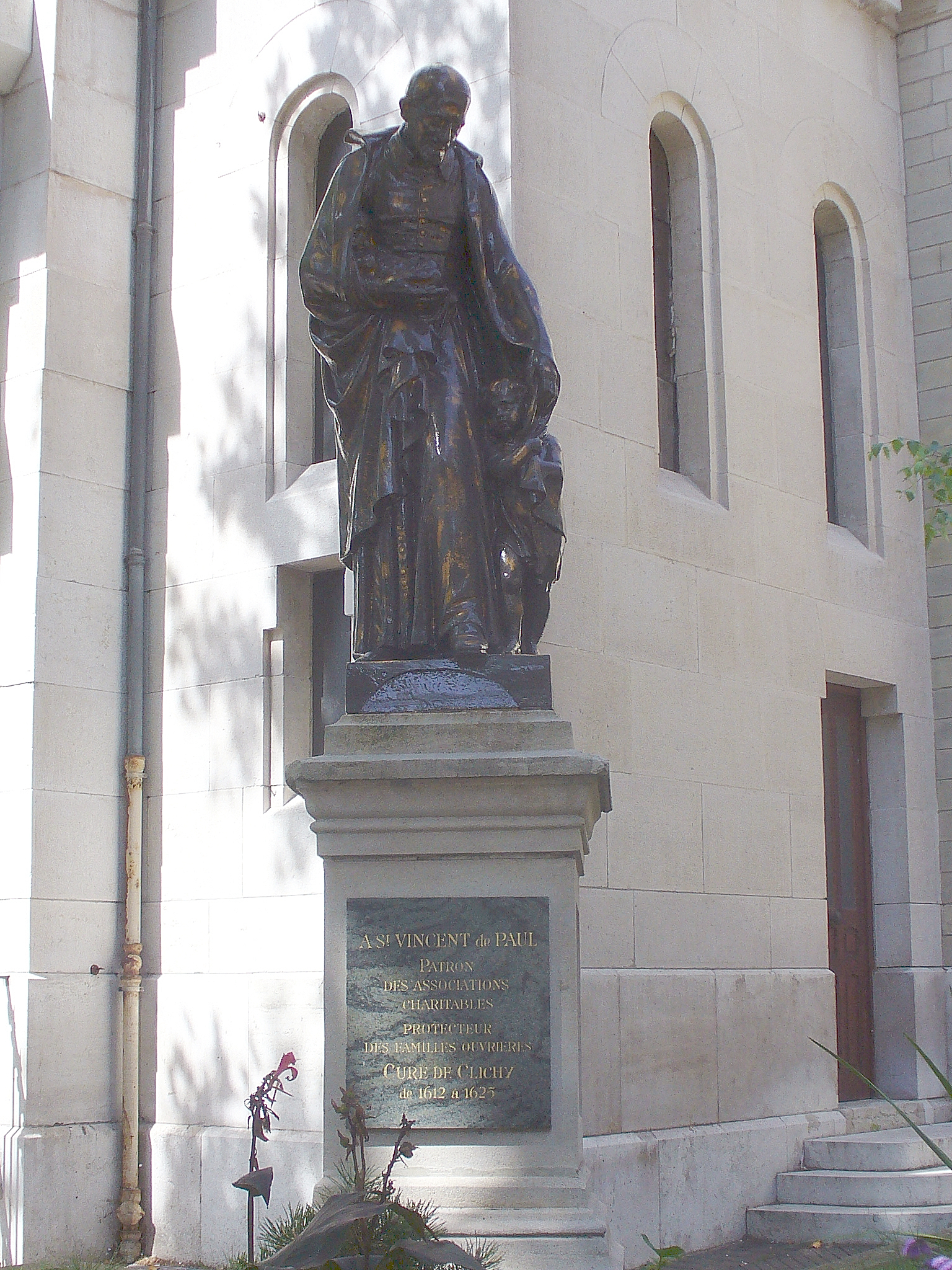
Statue de saint Vincent de Paul offerte en 1876 par Nicolas Levallois à la paroisse de Clichy-la-Garenne - derrière l'église.

Façade de l'entrepôt des Grands Magasins du Printemps.

- L'église Saint-Médard, agrandie en 1900 par l'adjonction d'une église contiguë dédiée à saint Vincent de Paul, se trouve place Saint-Vincent-de-Paul à Clichy-La-Garenne au niveau du 96 boulevard Jean-Jaurès (anciennement boulevard Saint-Vincent-de-Paul). 
La paroisse de Clichy est l'une des plus anciennes de la région parisienne[réf. nécessaire]. Au temps du roi Dagobert Ier (VIIe siècle), elle accueillit un concile régional. Bien des saints de cette époque y ont passé comme le rappellent les vitraux supérieurs de l'église. 
Une église Saint-Médard est mentionnée à la fin du XIIIe siècle à Clichy. Reconstruite en 1525, elle est restaurée à partir de 1623 par saint Vincent de Paul, alors curé de la paroisse. Elle est achevée le jeudi saint de l'année 1630. C'est une église à plan en croix latine, avec une nef unique et une fausse voûte. En 1944, on démolit l'hôtel restaurant Au rendez-vous des chauffeurs accolé au portail de la cure pour créer la place Saint-Vincent-de-Paul. En 1998, la place est réaménagée pour les piétons. Des éclairages illuminent l'église Saint-Médard et la fresque représentant en trompe-l’œil M. Vincent. Une plaque gravée accrochée au-dessus des fonts baptismaux mentionne : Dans cette église bâtie par Saint Vincent de Paul, on vénère un ossement de son bras doit, son crucifix, la chaire où il a baptisé. Dans le jardin du presbytère on voit un arbre qu'il a planté.

En 1966, le père Roger Chabrel lance une transformation complète du sanctuaire et du mobilier liturgique. La réalisation fut confiée à deux artistes, Pierre et Vera Székely.
Pour animer le mur de chevet qui manquait de chaleur, Vera Székely imagina un grand bas-relief tissé et plissé de couleur ocre. Au-dessus de l’autel fut installé un lustre en métal découpé dont les éléments symbolisent la couronne d’épines du Christ. Pierre Székely réalisa en granit gris de Bretagne (hommage discret à la nombreuse population de Clichy), l’autel, l’ambon, le tabernacle et le siège de l’officiant.

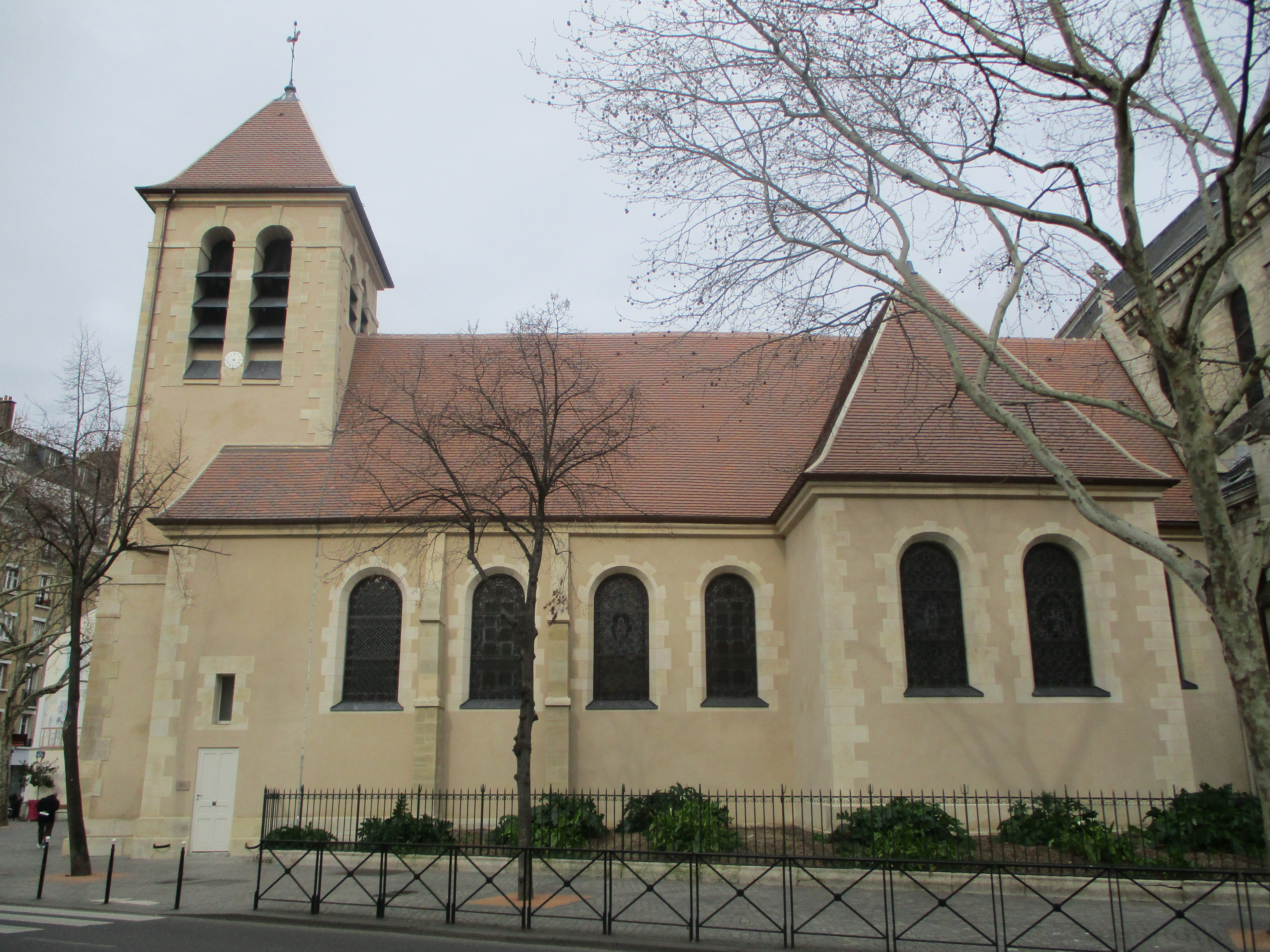
L'église Saint-Médard.
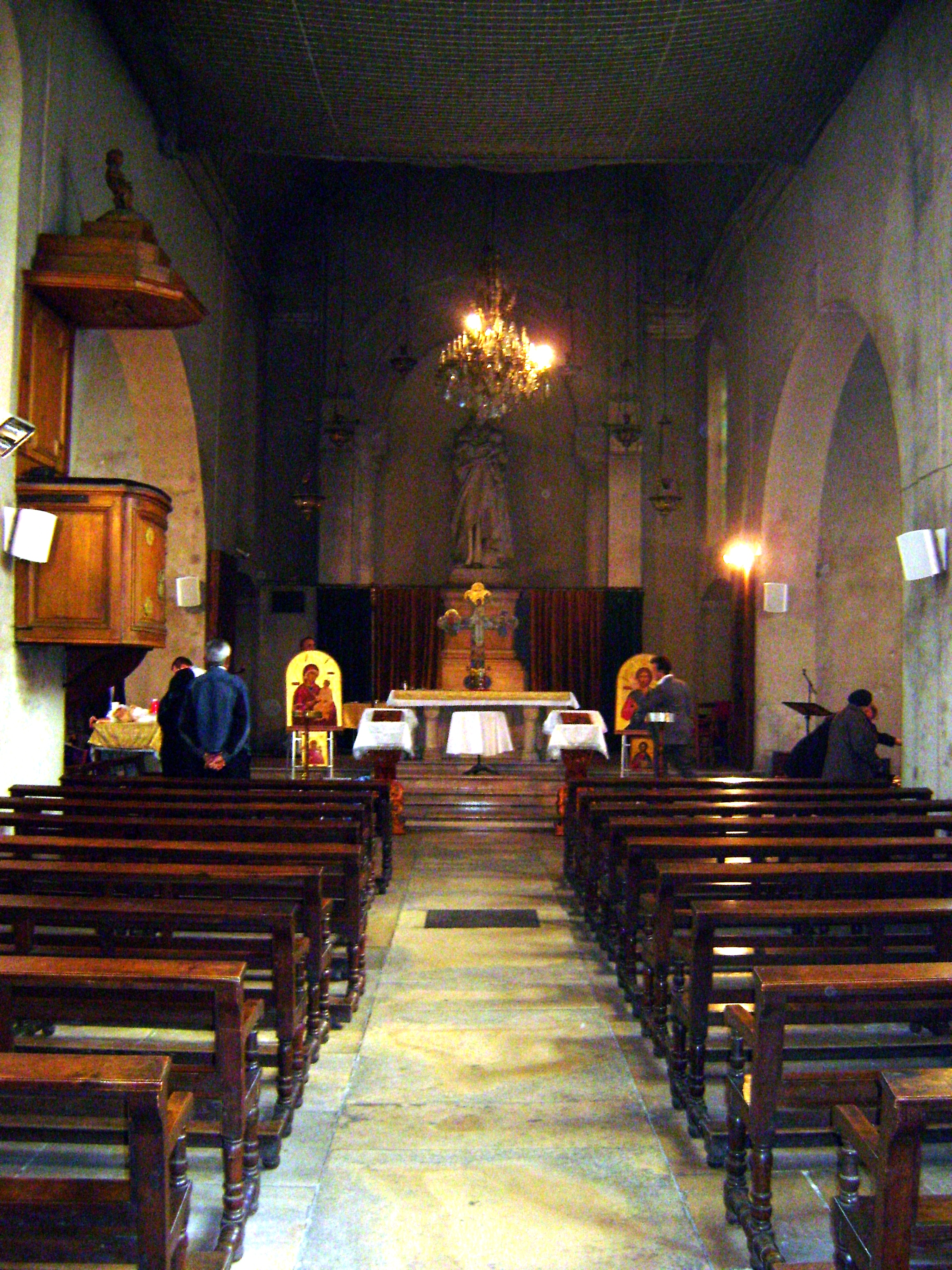
Intérieur de l'église Saint-Médard.
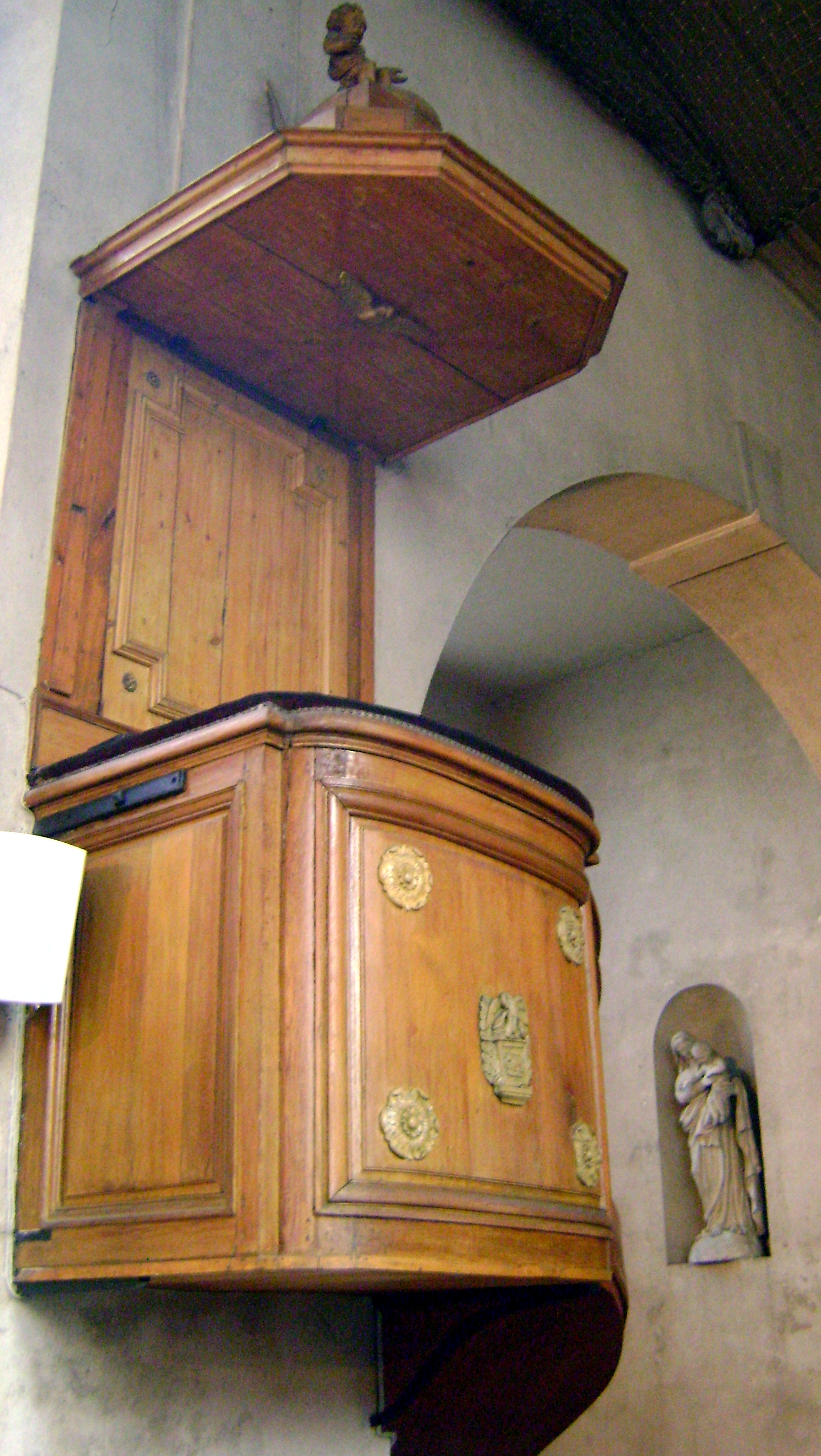
Chaire de Saint-Médard.
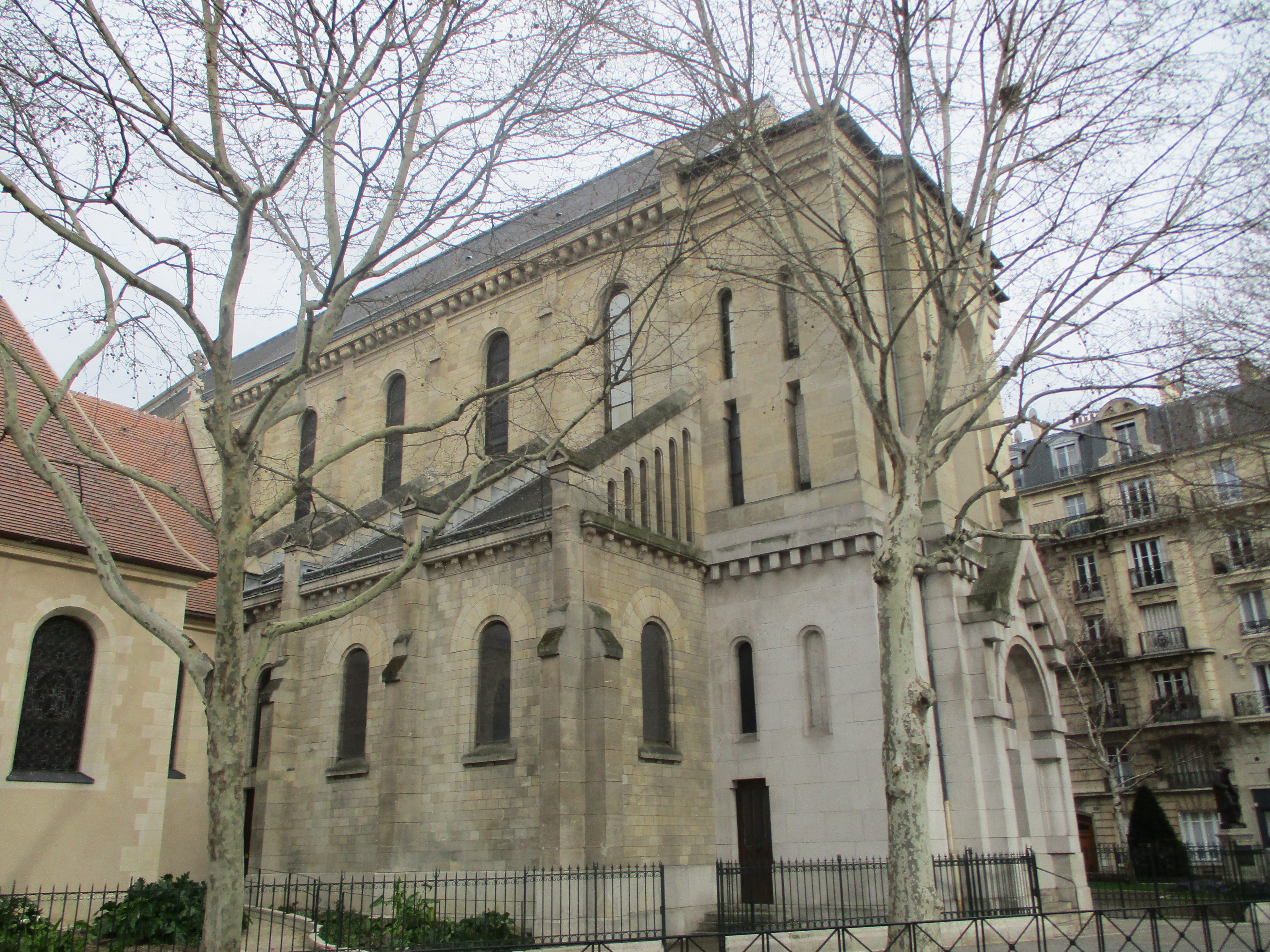
L'église Saint-Vincent-de-Paul de Clichy.
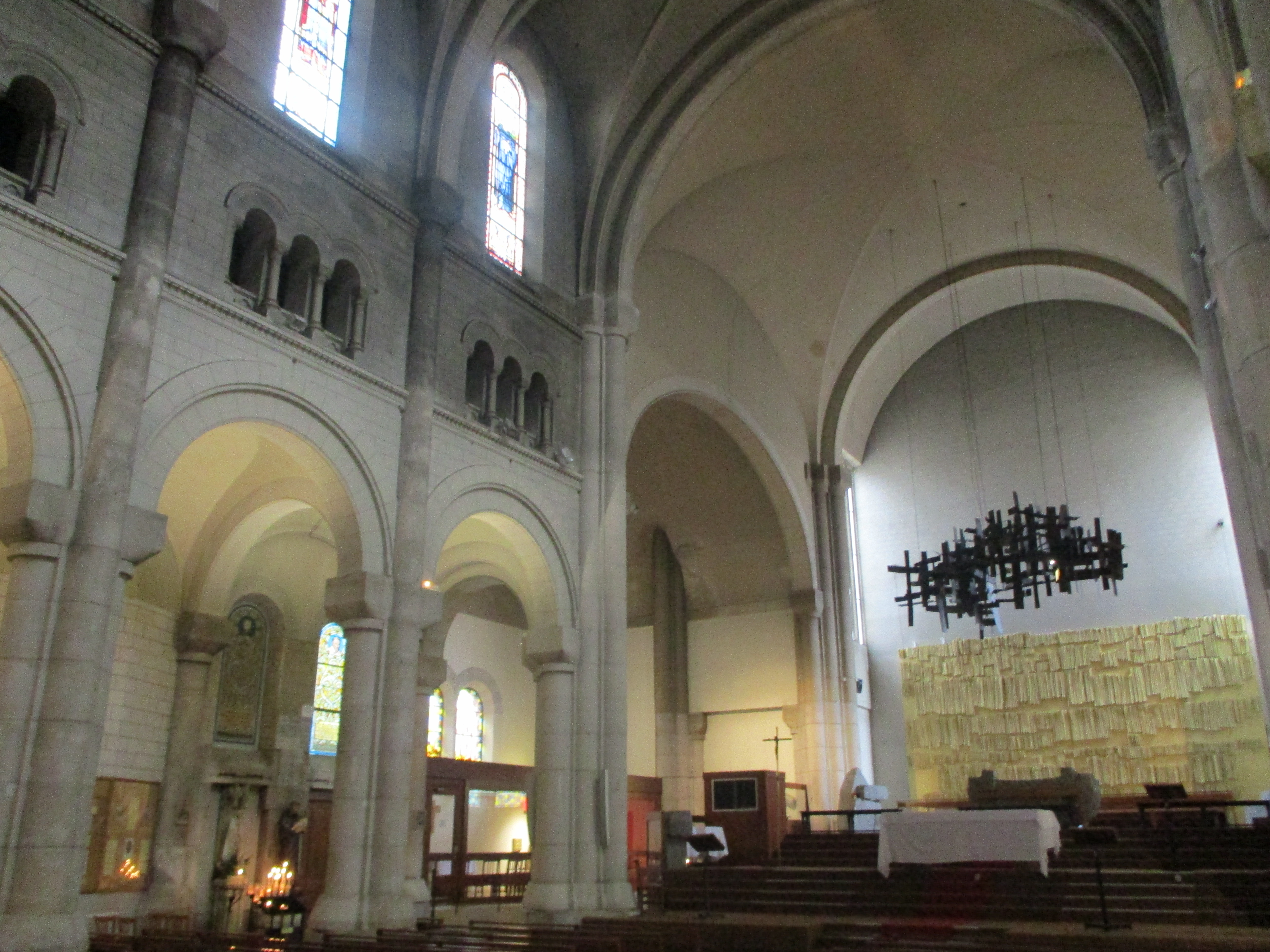
Intérieur de l'église Saint-Vincent-de-Paul.
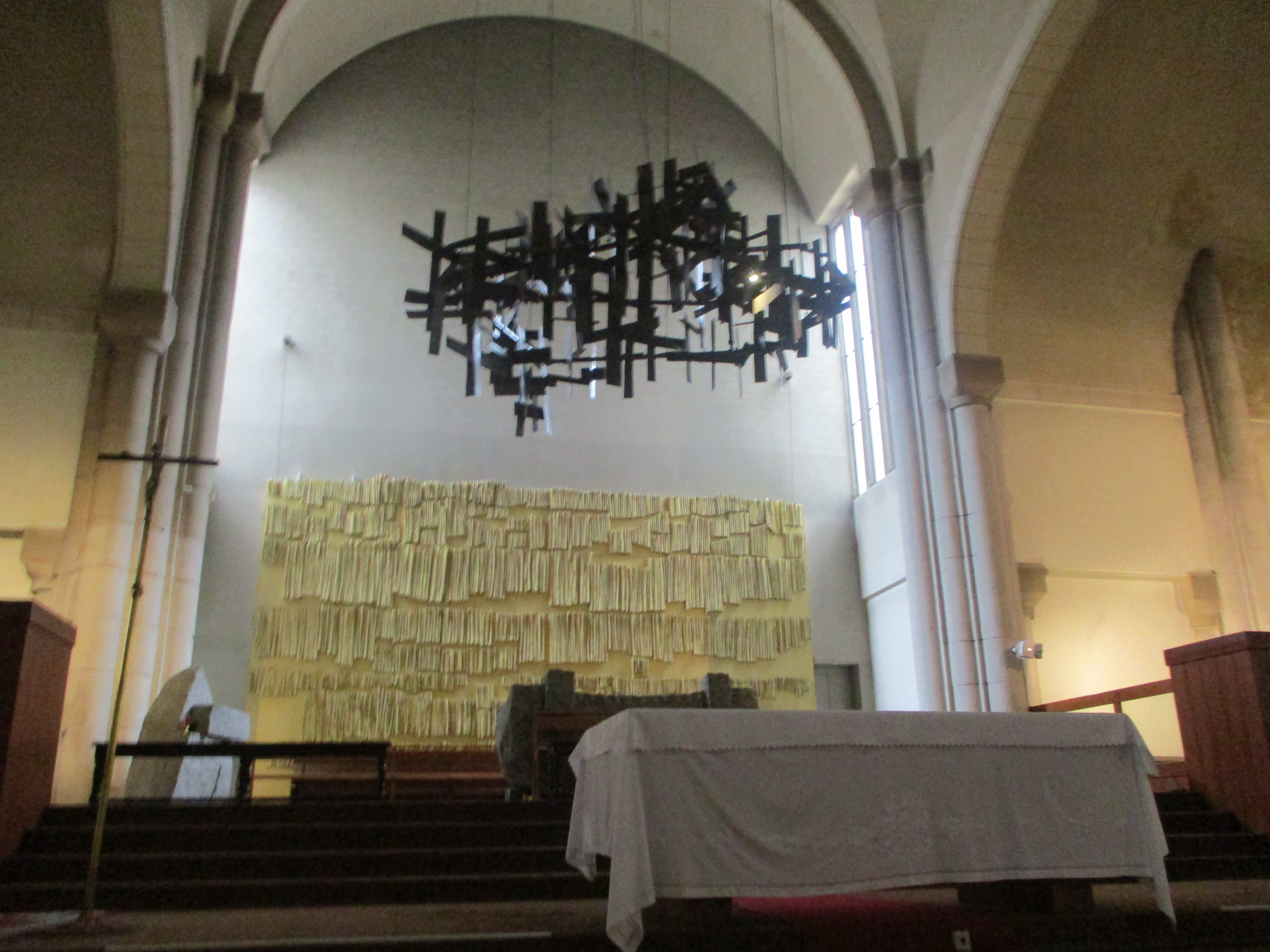
L'autel, le lustre et le bas relief de Saint-Vincent-de-Paul.

La commune comprend de nombreux monuments répertoriés à l'inventaire général du patrimoine culturel de la France.

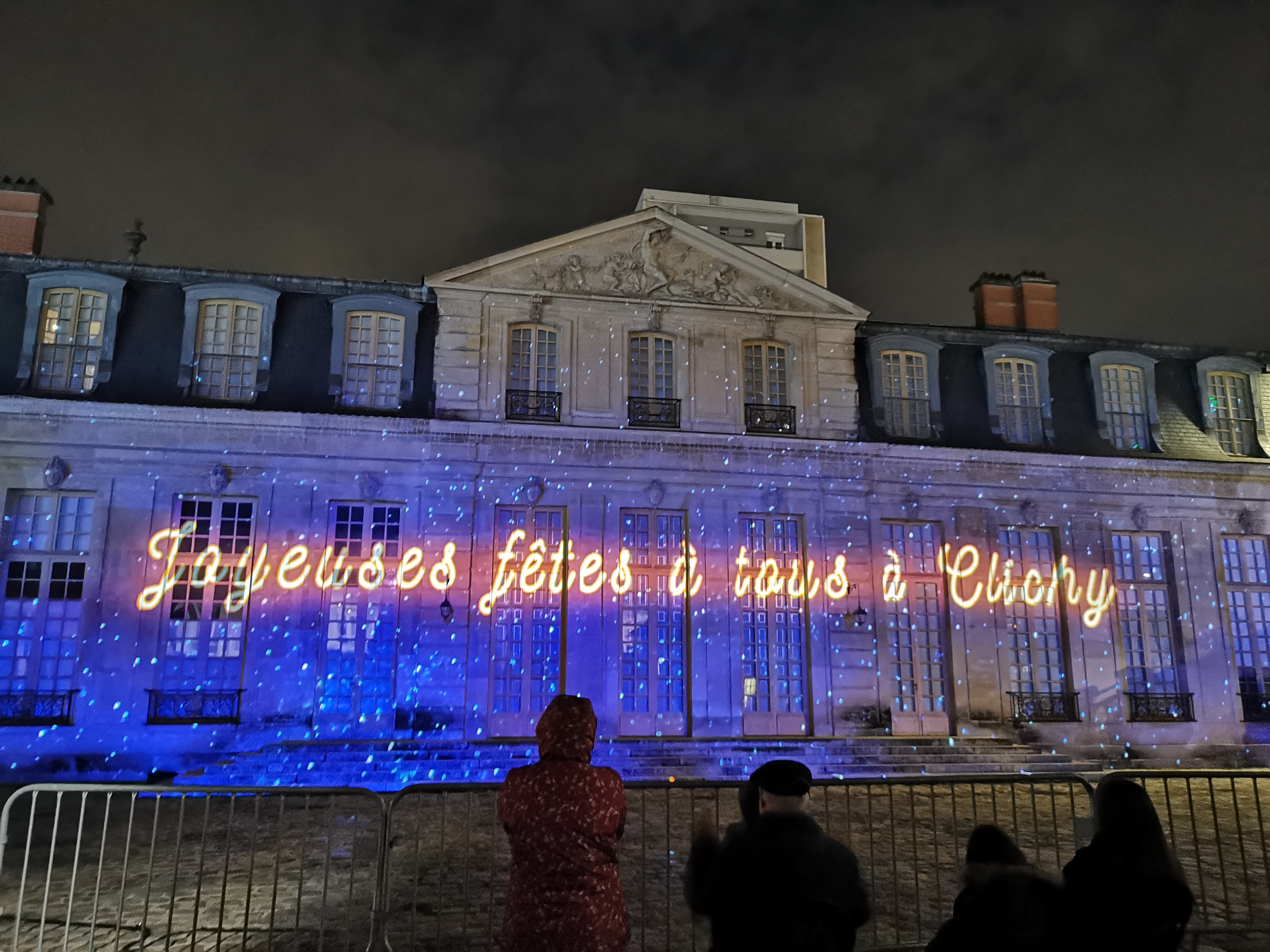

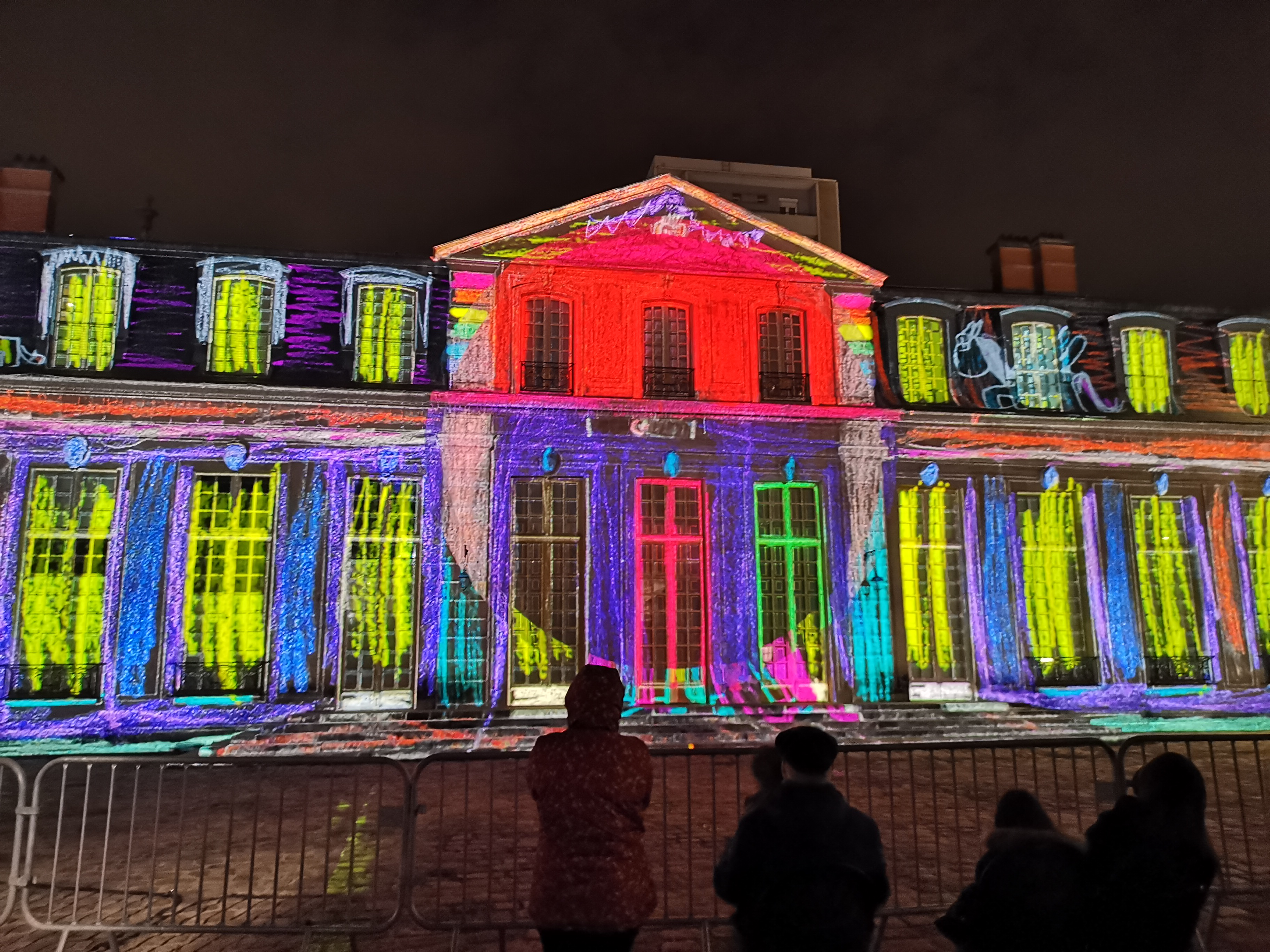

- Pavillon Vendôme, classé monument historique le 27 juin 1983[110]. 
Construit à la fin du XVIIe siècle comme pavillon de chasse, le pavillon est rénové pour l'actrice Françoise Moreau, maîtresse de Philippe de Vendôme.
Le bâtiment est acquis en 1989 par la municipalité. En 2016, la municipalité y a installé un centre d'art contemporain et l'office de tourisme de la ville. Son jardin est ouvert aux Clichois[111].

Le pavillon Vendôme
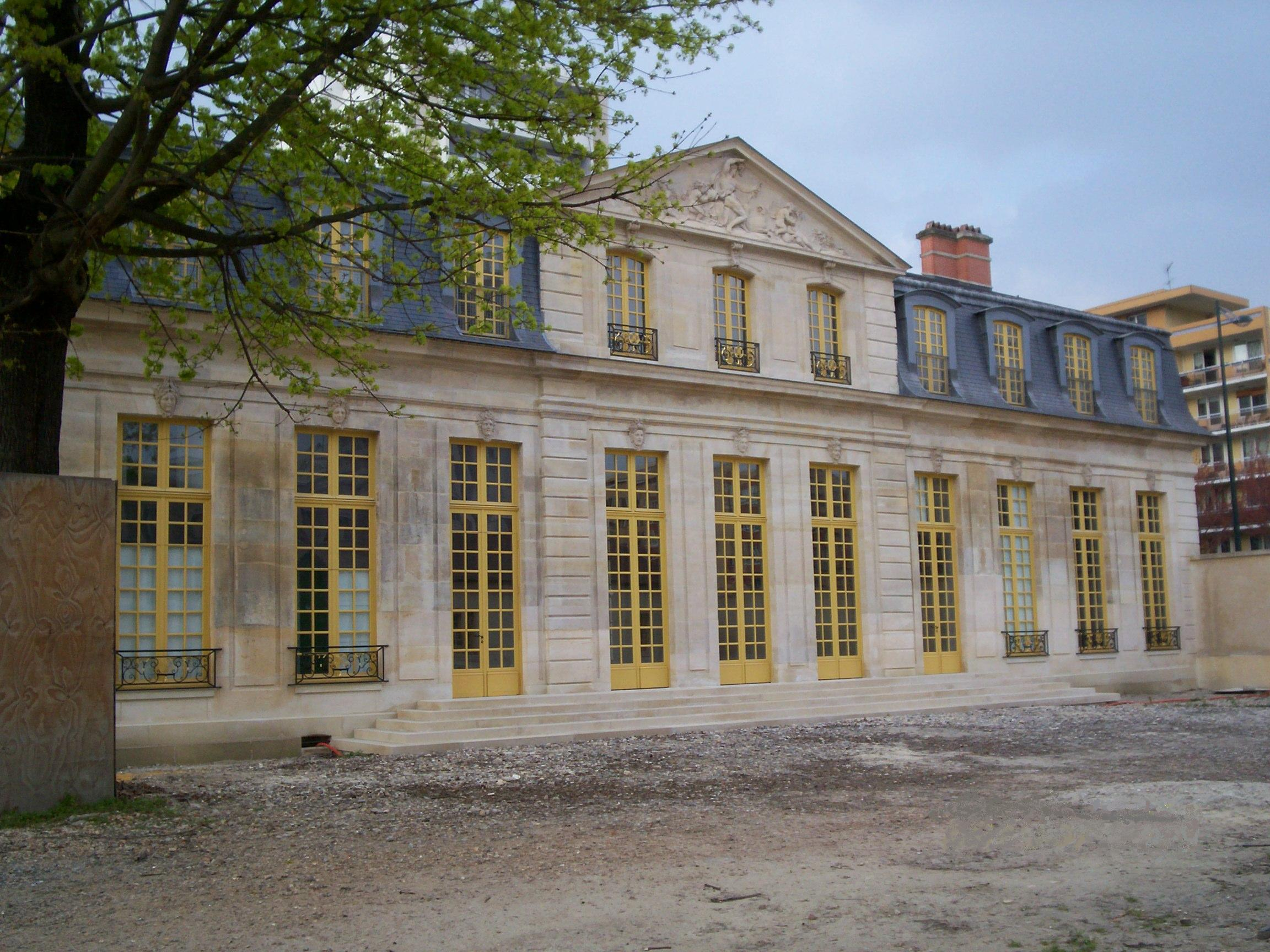
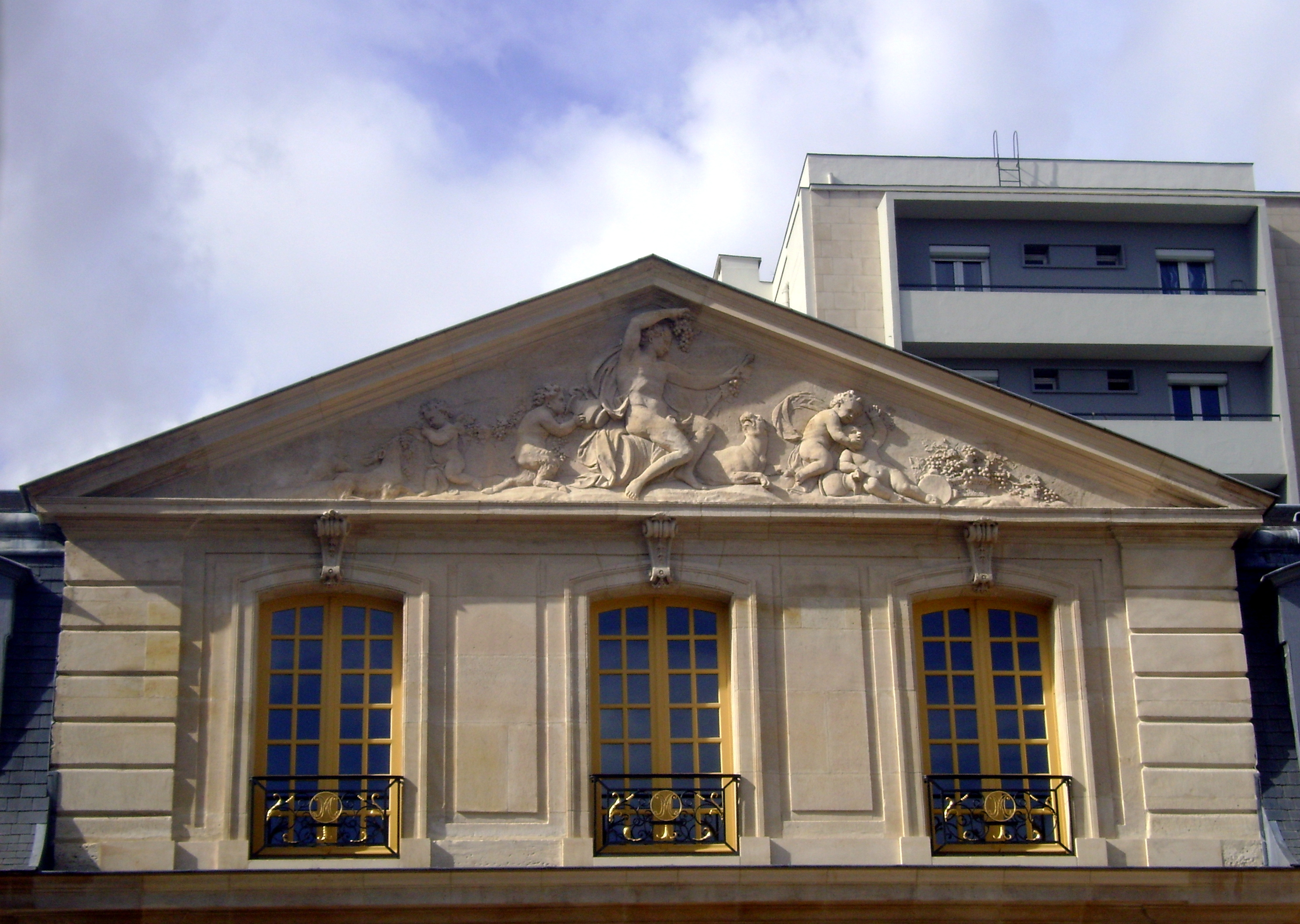
Fronton.
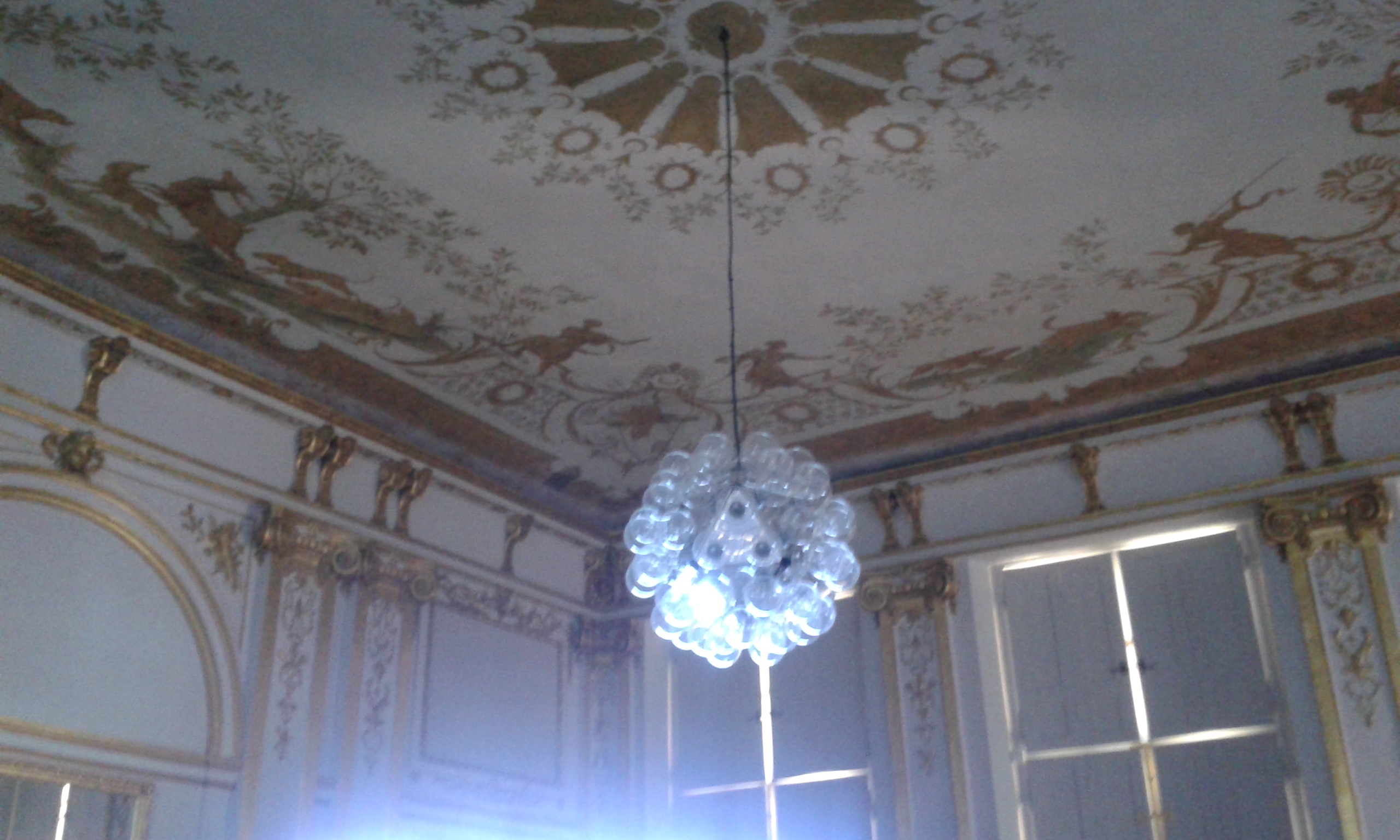
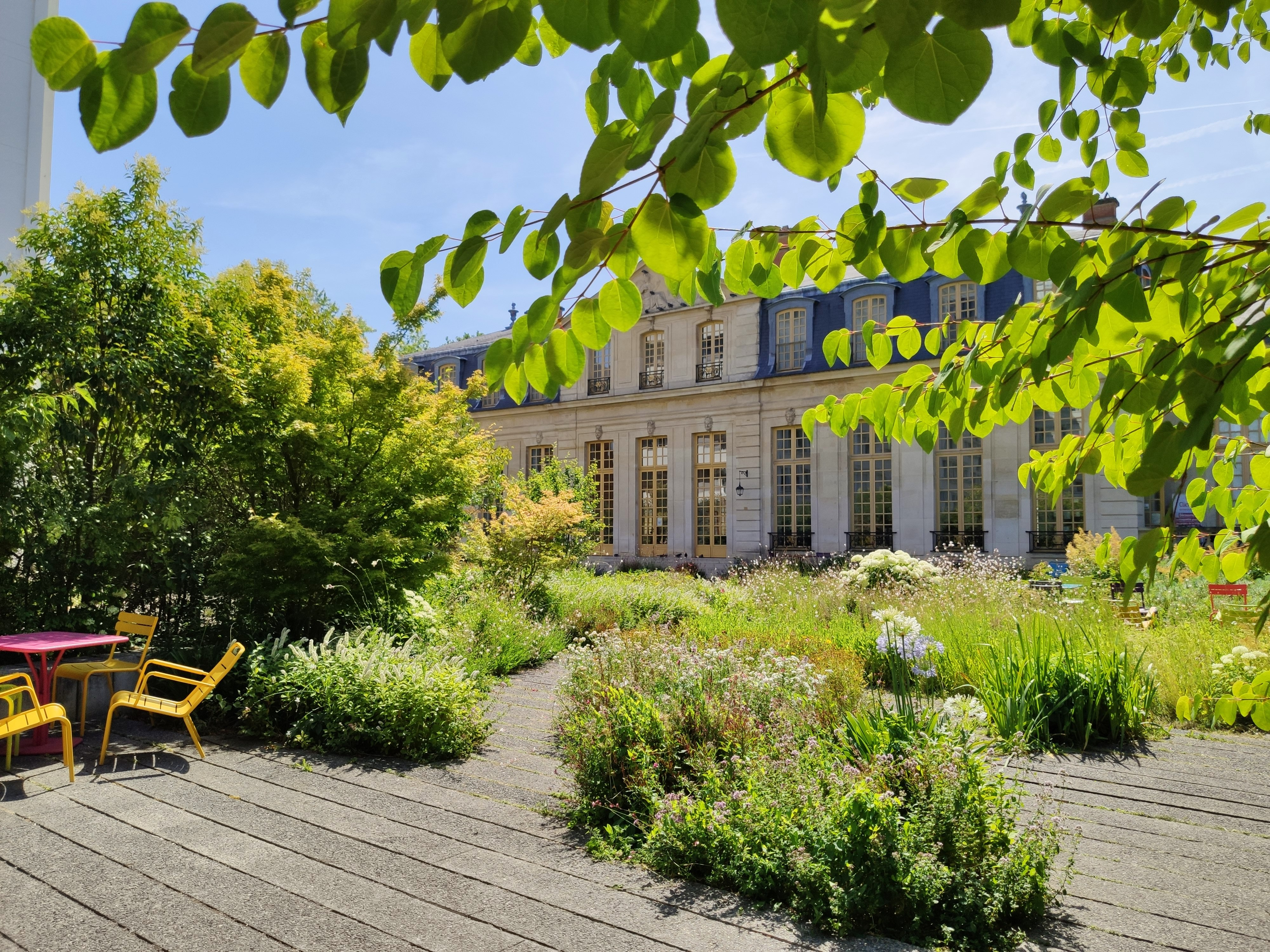
Façade arrière, vue du jardin.

- Hôpital Beaujon. 
Conçu par l’architecte Jean Walter et mis en service en mars 1935, on dit de lui : « Il constitue alors une véritable innovation architecturale : c’est le premier hôpital non pavillonnaire monobloc, les 13 étages étant censés conjuguer les avantages économiques d’une structure verticale et les vertus hygiéniques de l’altitude. Il faisait référence aux hôpitaux d’outre-Atlantique et lui a valu en France le surnom d’« hôpital gratte-ciel ». Pendant la dernière guerre et sous l'occupation nazie, il est devenu lazaret pour l'armée allemande[112].

Le coût élevé de sa rénovation et la volonté de l'État ainsi que de l'Assistance publique - Hôpitaux de Paris de restructurer l'offre hospitalière du Nord parisien tout en faisant des économies amène à prévoir son regroupement avec l'Hôpital Bichat-Claude-Bernard au sein du campus Hospital-Universitaire Grand Paris-Nord (ou CHU GPN) prévu à Saint-Ouen-sur-Seine vers 2027,,,.

L'Hôpital Beaujon
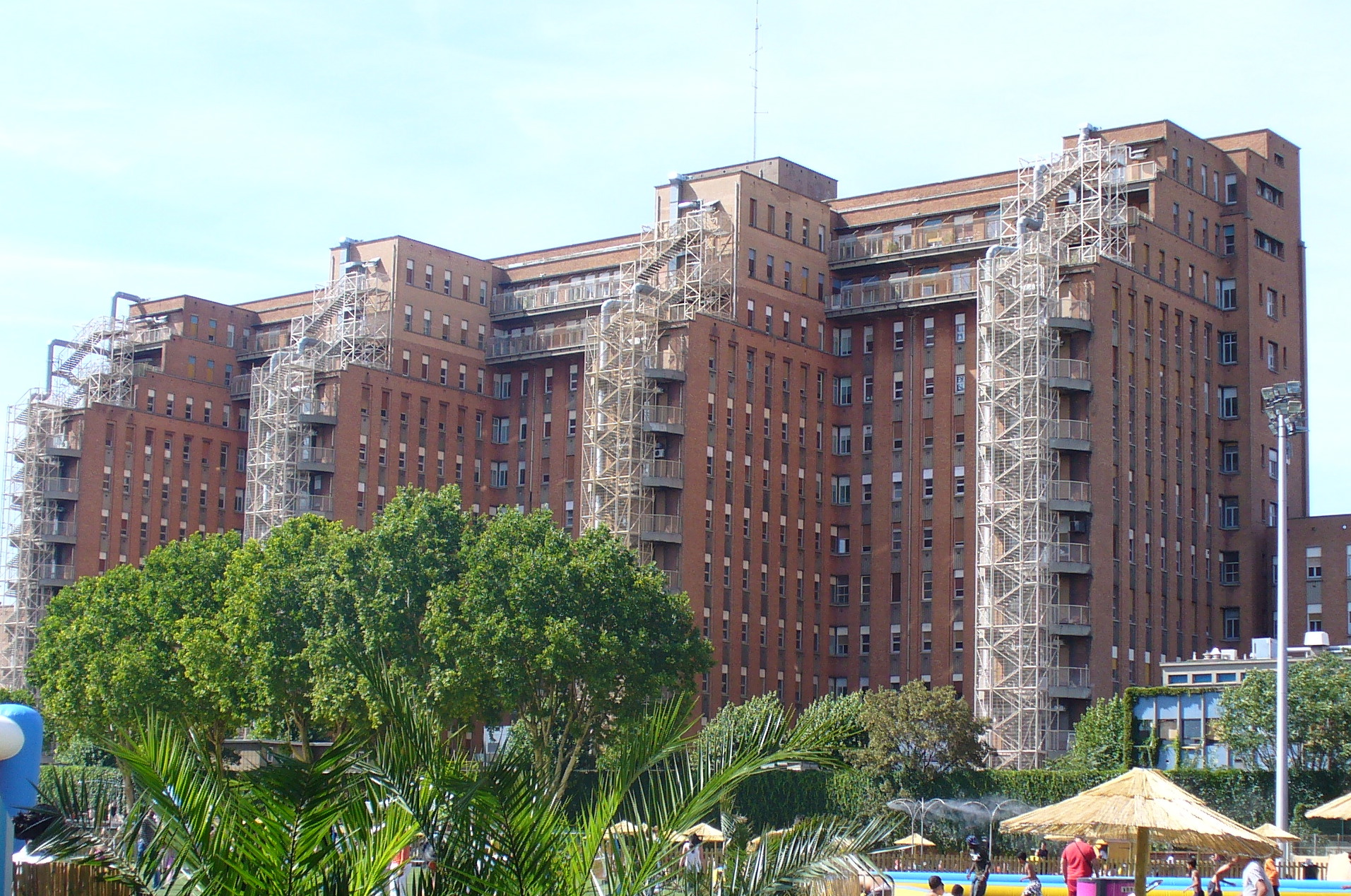
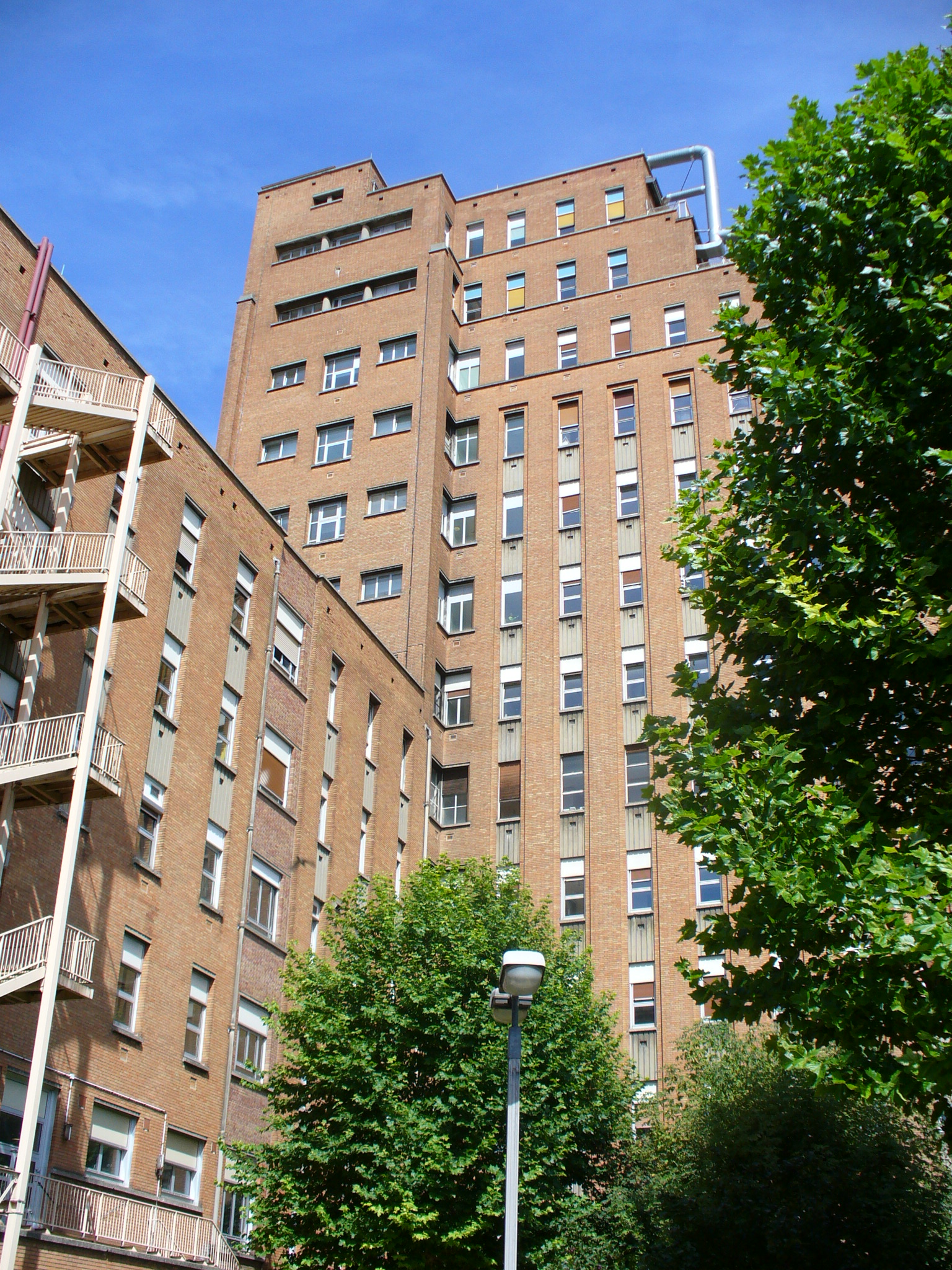

- La Maison du Peuple a été construite, pendant le Front populaire (1935-1939) par les architectes Eugène Beaudouin, Marcel Lods, Jean Prouvé et l'ingénieur Vladimir Bodiansky. Le bâtiment est construit à la place d'un ancien marché ouvert et est reconnu pour les solutions techniques innovantes de l'époque dont la plus exemplaire reste le mur-rideau. Les murs construits en métal ne sont pas porteurs et sont simplement suspendus à la structure. La bâtiment est également doté d'un toit en verrière mobile, distribuant un maximum de lumière.
Le rez-de-chaussée sert toujours de marché couvert, (marché de Lorraine) mais la transformation de l'édifice en salle des fêtes, initialement réalisable en trois quarts d'heure, n'est actuellement plus possible (plancher amovible condamné). La Maison du Peuple est considérée comme une œuvre précurseur de l'architecture moderne en France. La qualité de la réalisation et son caractère novateur exceptionnel sont à l’origine du classement de la Maison du Peuple comme monument historique, en 1983.

La Maison du Peuple de Clichy était à la fois « un joyau architectural de la première couronne », « un bijou mécanique » et pouvait être « considérée comme un chef-d'œuvre ».

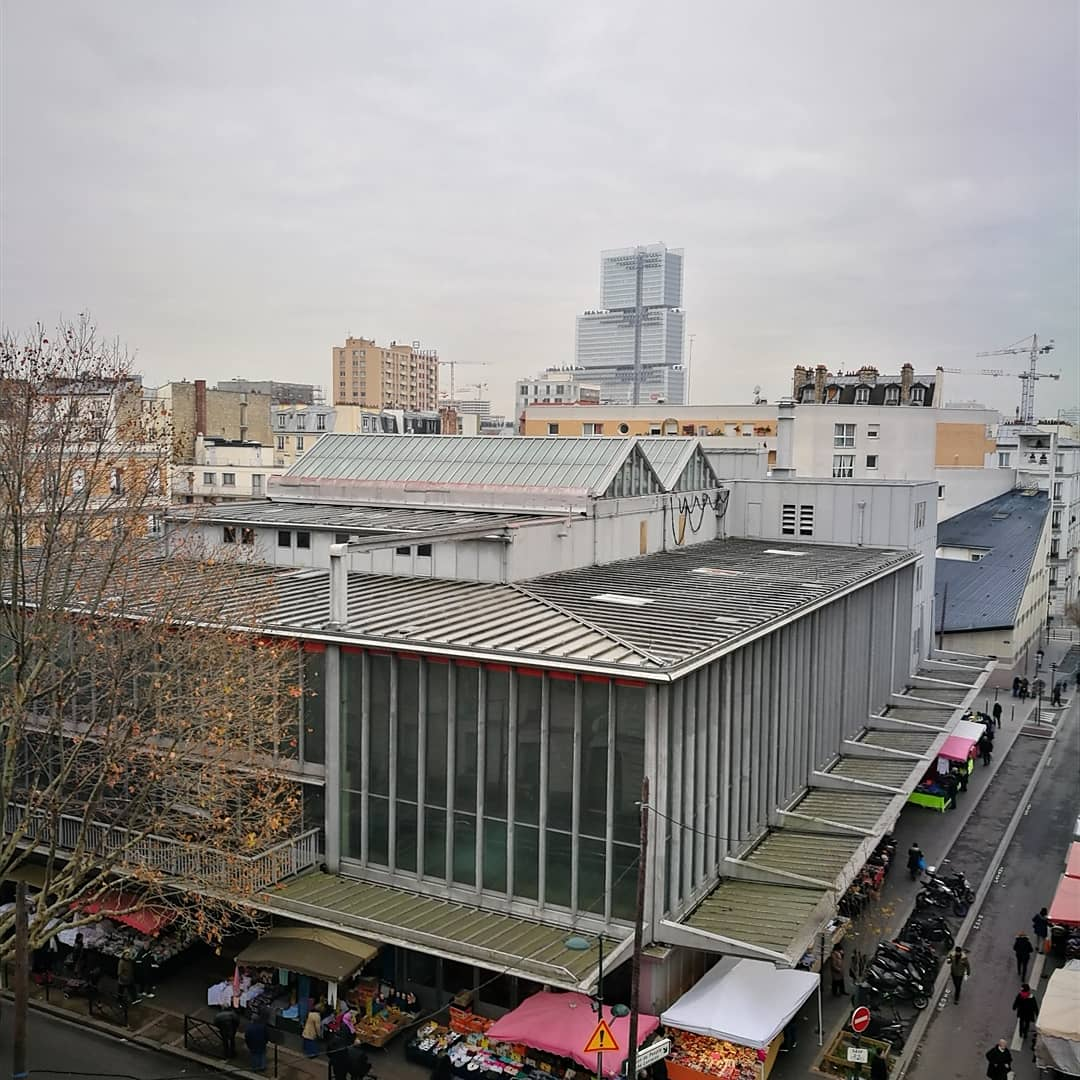
Vue de la Maison du Peuple.

La maison du peuple
Escalier intérieur de la Maison du Peuple.
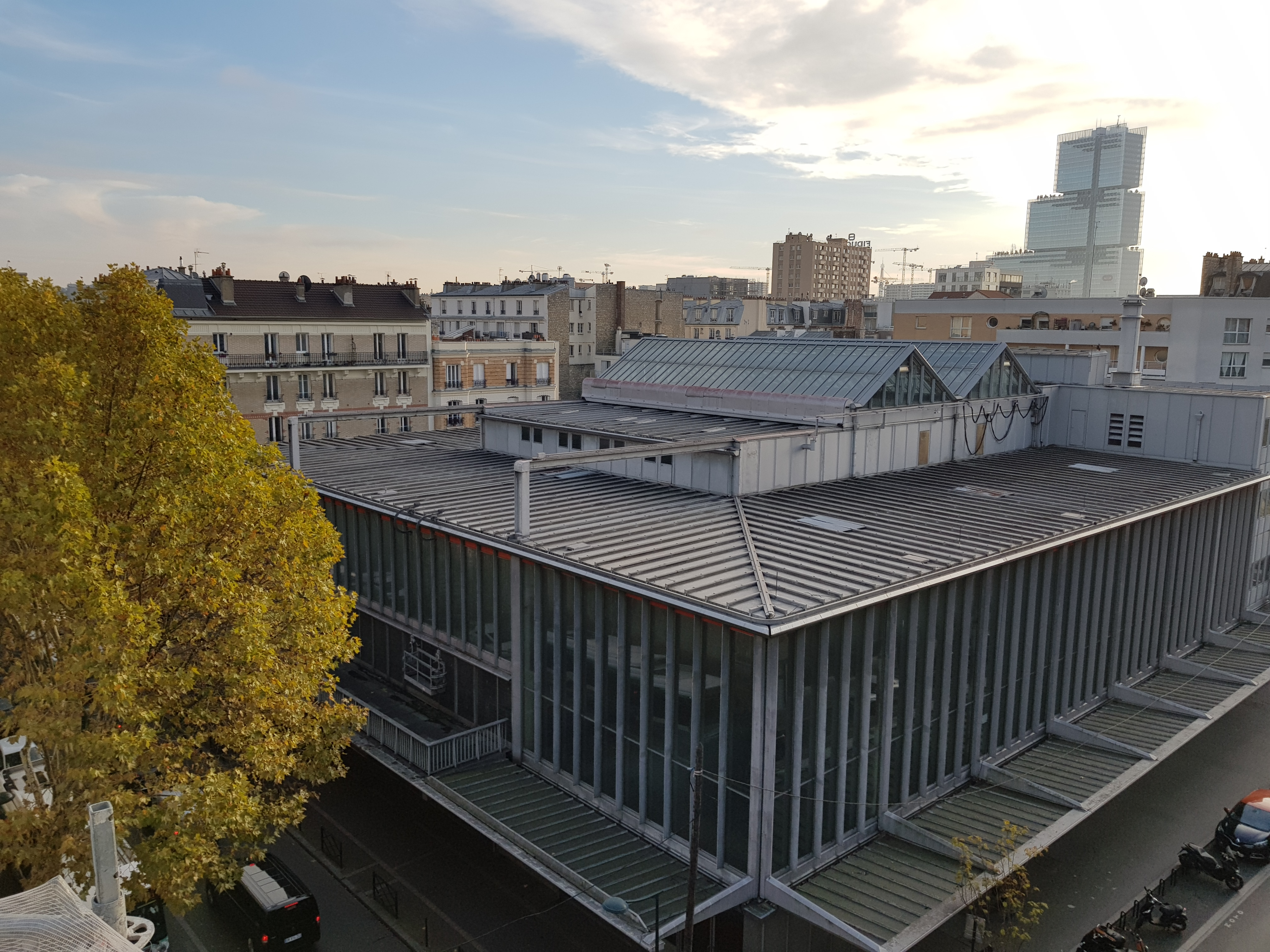
Maison du Peuple.
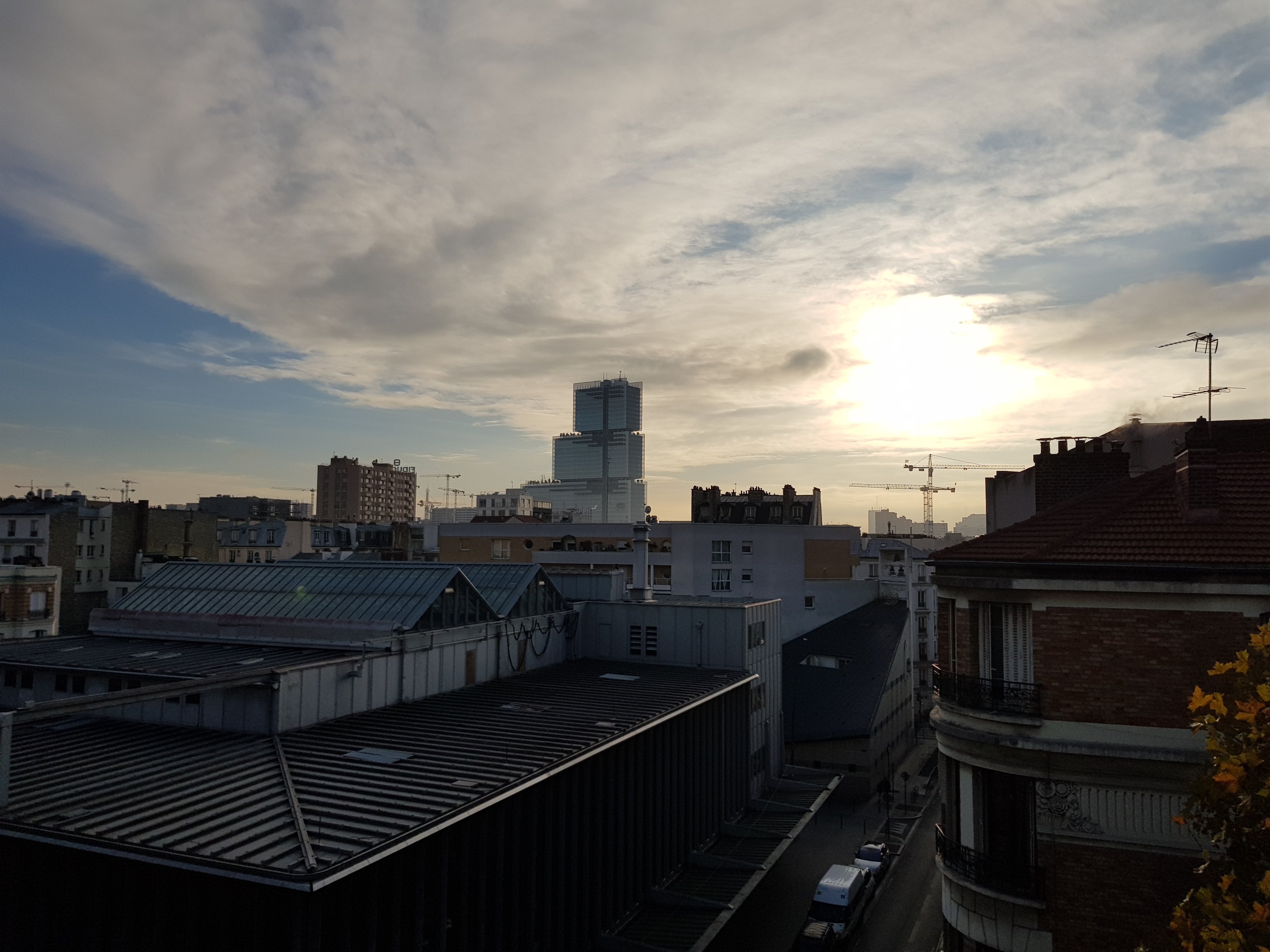
Maison du Peuple.

- Entrepôts du Printemps. 
Née en 1905, la société des magasins du Printemps se développe rapidement ; en 1910 est achevé, boulevard Haussmann, le nouveau magasin du Printemps. En 1908, une annexe est construite à Clichy. Bâtiment modifiable, il a successivement servi d'entrepôt, d'atelier de confection puis de bureaux. Il est limité à gauche par l'entrée monumentale et, à droite, par le passage menant à la rue d'Alsace. Le bâtiment central a été conçu par les architectes Popinot et René-Auguste Simonet selon les techniques nouvelles de l'ingénieur François Hennebique, inventeur du ciment armé et du décorateur Alexandre Bigot, céramiste très en vogue à l'époque Art Nouveau. Le bâtiment donne, à l'arrière, sur une cour vitrée. La travée de gauche est constituée d'une arche d'une seule volée, abritant un hall, et trois étages entièrement métalliques.Le décor de la façade joue sur les structures métalliques et la brique. Cette brique est agrémentée de céramique dessinant le nom de l'établissement, et de carreaux de grès flammé jaune et bleu. Pour le tiers gauche de l'édifice construit en 1923 par les architectes Demoisson et Wybo, l'angle droit et le béton ont remplacé l'arc de cercle le métal. Une terrasse surmontée de sheds s'est substituée aux combles.
La coupole du " Printemps Haussmann ", réalisée en 1923 par le grand maître verrier Brière, a été déposée de ses 3185 panneaux de verre en 1939 et mise à l'abri dans les entrepôts de Clichy. Après les risques de bombardements, les pièces ont été oubliées. Ce n'est qu'en 1973 que les vitraux sortent de l'oubli et sont remis en place.

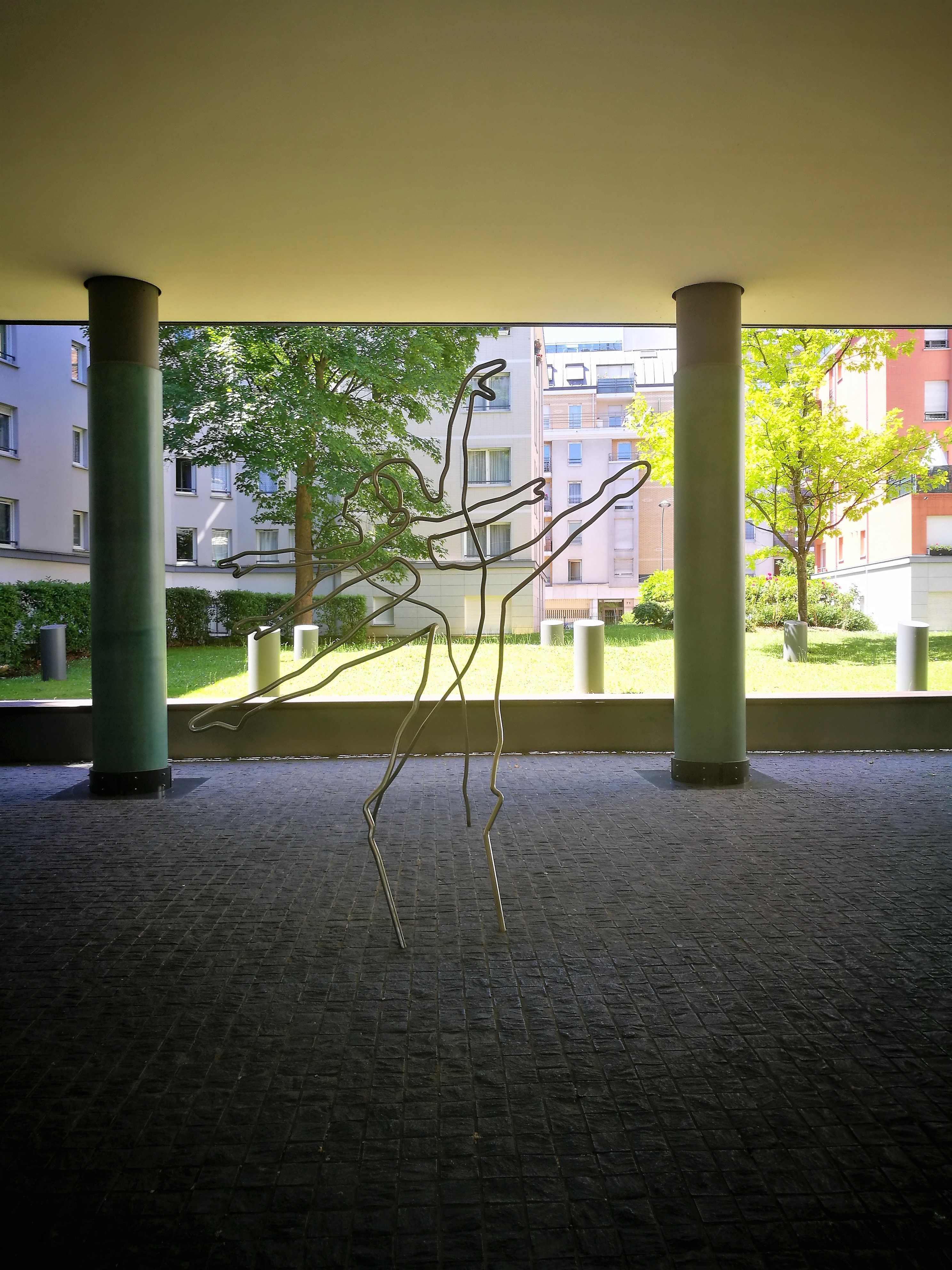
Allégorie de la Musique et de la Danse - vue - En Hommage à Léo Delibes.
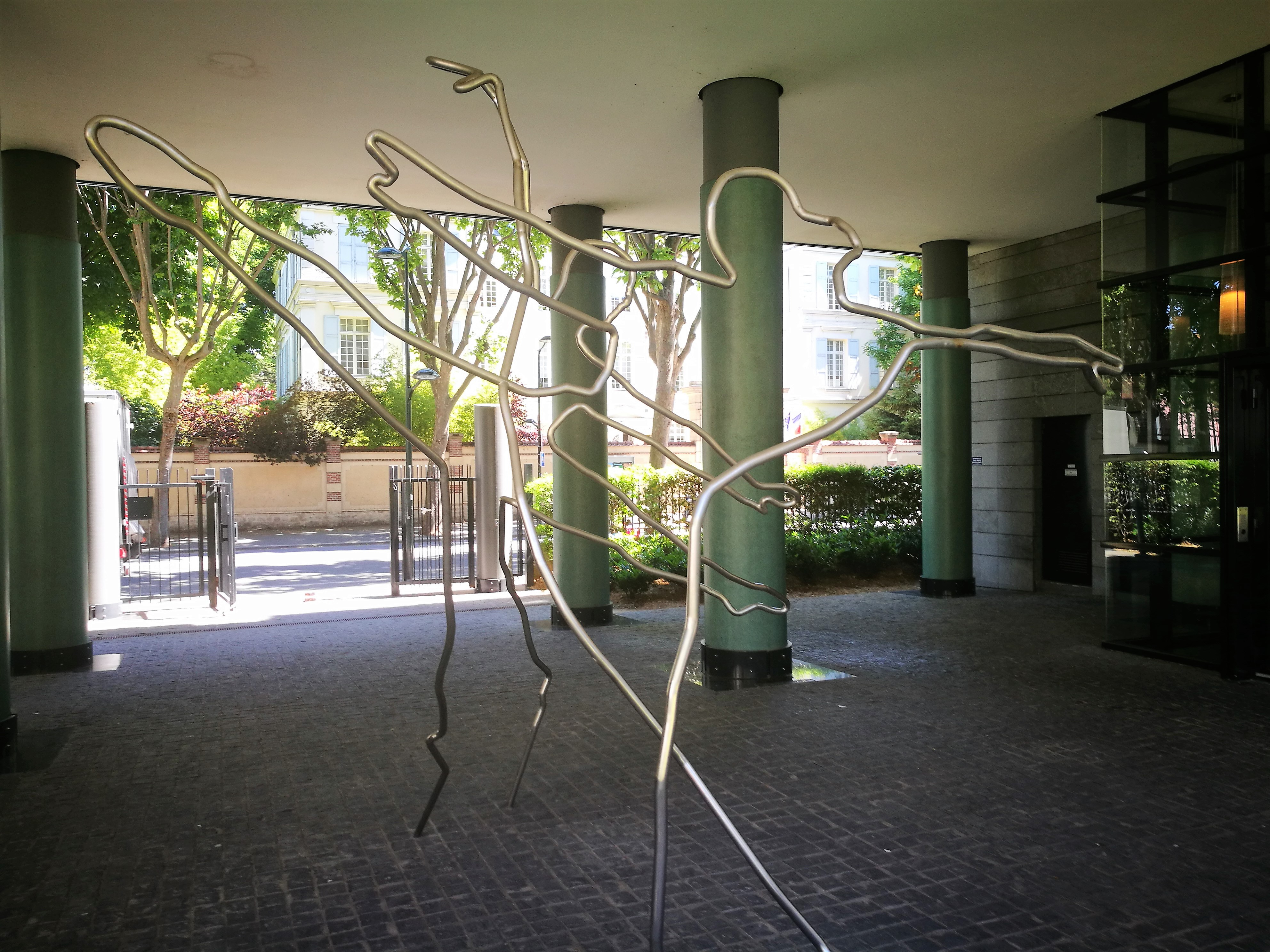
Allégorie de la Musique et de la Danse - En Hommage à Léo Delibes.
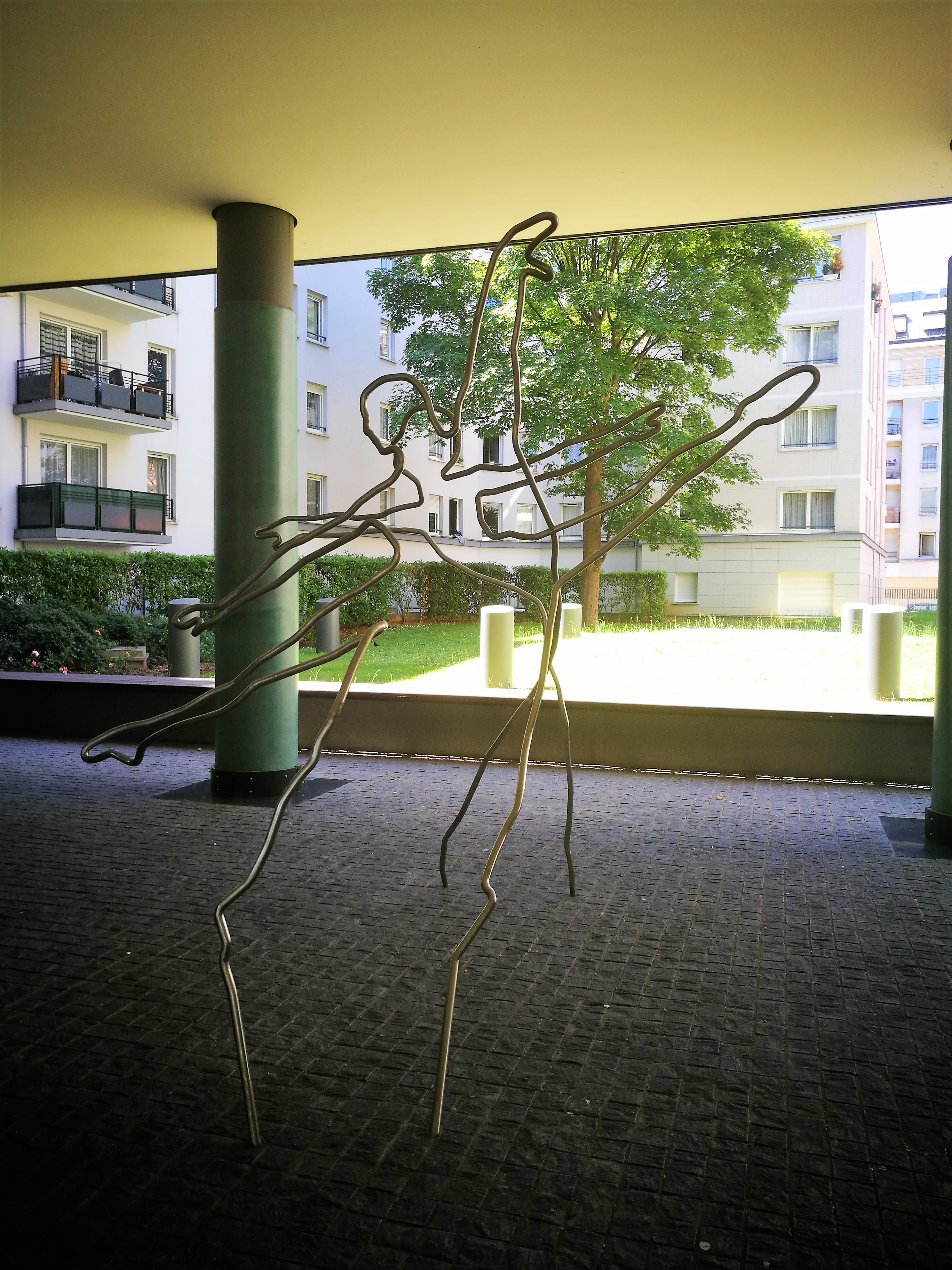
Allégorie de la Musique et de la Danse -1- En Hommage à Léo Delibes.
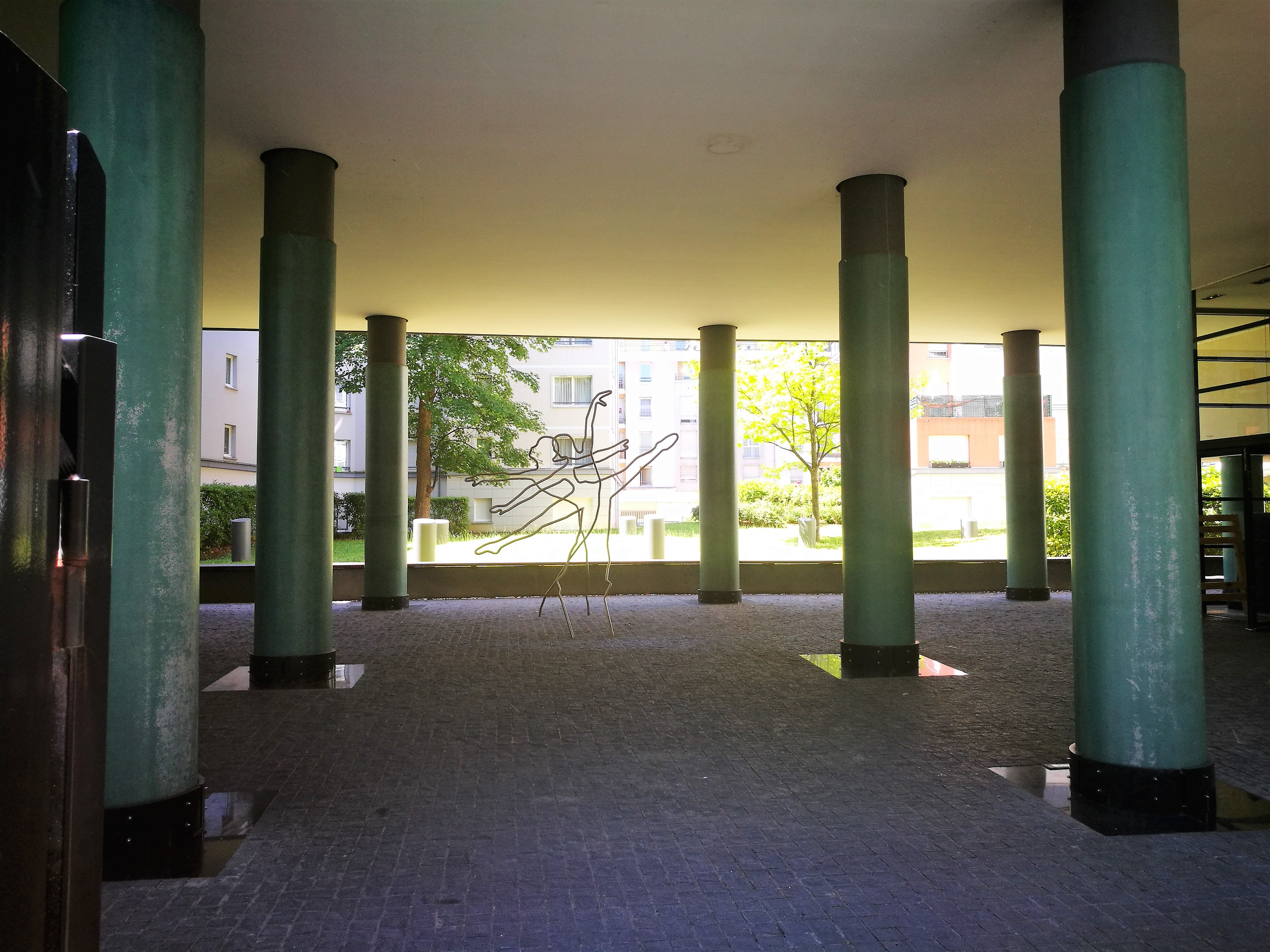
Allégorie de la Musique et de la Danse -2- En Hommage à Léo Delibes.

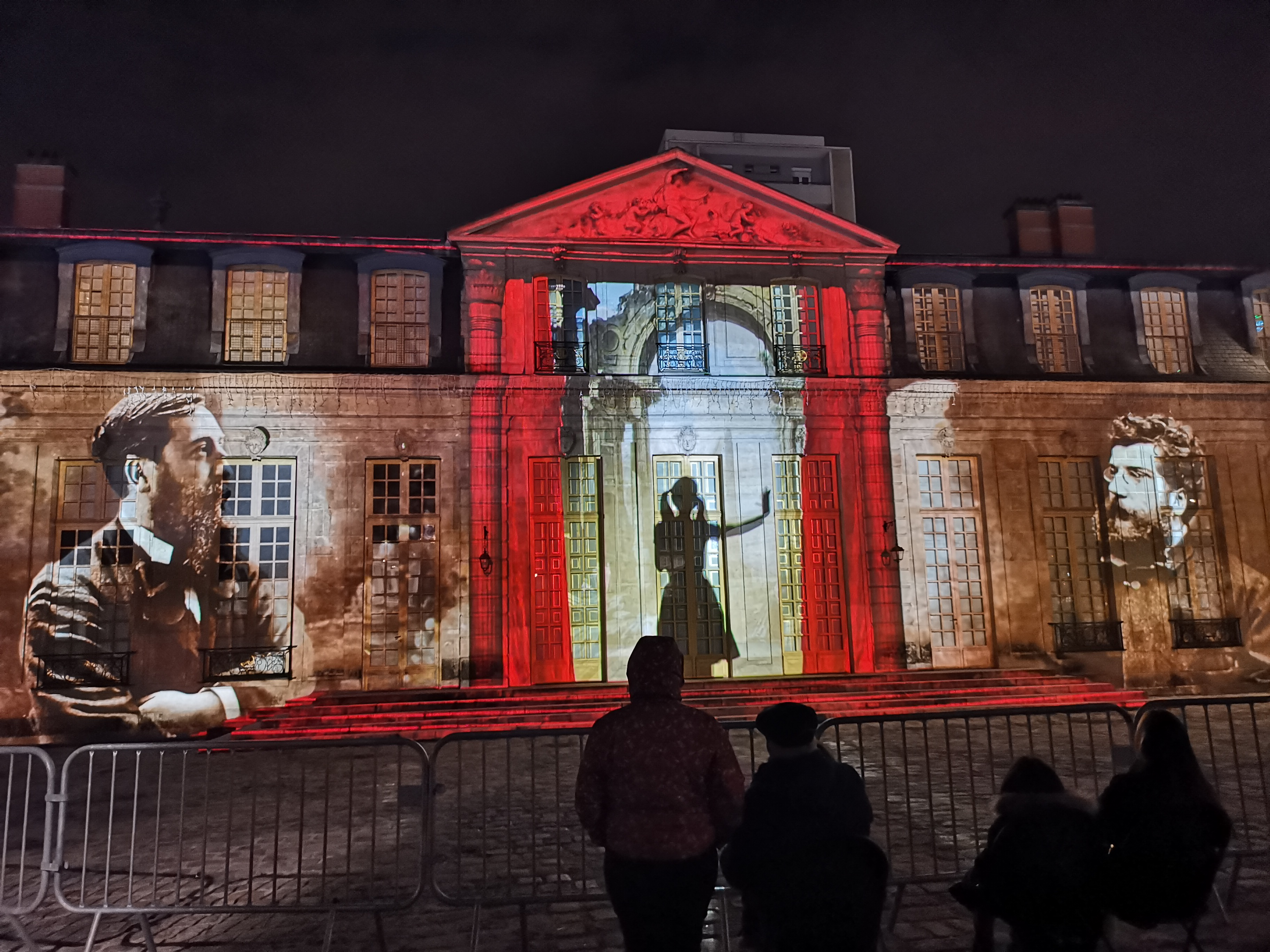
Leo Délibe (compositeur Coppelia) et Bizet (compositeur de l'opéra Carmen).

Plaque en mémoire du compositeur Léo Delibes, en face du parc Roger-Salengro.

- Le parc Roger-Salengro qui s’est appelé parc Denain pendant plus de 40 ans, provient du morcellement de la propriété de madame Léo Delibes, fille d’Elisabeth Désirée Mesnage-Denain, dont le nom d’artiste était Mademoiselle Denain, sociétaire de la Comédie Française. Le 7 octobre 1895, Paul Louis Hellet, alors maire de Clichy et Mme. Léo Delibes, signent une convention par laquelle elle donne bail à la ville, avec promesse de vente de plusieurs parcelles. Les travaux d’aménagement s’inspirent du style romantique. Les allées sont tracées, la pièce d’eau est redessinée et est agrémentée de rochers artificiels et peuplée de poissons rouges. Un terrain est réservé pour les jeux des enfants. Un pavillon d’habitation est édifié par Bertrand Sincholle pour le garde républicain. En 1897, le parc Denain est ouvert au public. La propriété de M. Saule et les terrains de MM. Dumur et Grousseaud, ainsi que de Mme veuve Eugène Shoell sont ensuite annexés pour étendre le parc.

Il forme un vaste triangle de 2 400 m2 entre le boulevard de Lorraine (boulevard du Général-Leclerc) et la rue du Général-Roguet et la rue de Villeneuve. Le 10 juillet 1910 Ernest-Louis Gaudier, maire de Clichy, inaugure officiellement le parc dans sa dernière version. Le parc se dote d’œuvres d’art offertes par le conseil général à la commune de Clichy.
Ces sculptures que nous pouvons encore admirer aujourd’hui ont pour noms Terre endormie de Noémie Debienne, Nymphéa de Julien Caussé, La leçon de Frédéric Tourte. 
En 1937, le parc est renommé Roger Salengro, en hommage à l’homme politique français, maire de Lille, ministre de l’intérieur du Front populaire, qui se donna la mort le 18 novembre 1936, victime de violentes calomnies de l’extrême droite.

### Clichy au cinéma et à la télévision
- Plusieurs tournages ont eu lieu à Clichy, notamment :
  - 1938 : Les Bâtisseurs, film réalisé par Jean Epstein - Lieu : hôpital Beaujon, 100 boulevard Général-Leclerc
  - 1963 : Maigret voit rouge, film réalisé par Gilles Grangier - Lieu : rue de Paris et rue Médéric
  - 1970 : Le Cercle rouge, film réalisé par Jean-Pierre Melville - Lieu : ancienne imprimerie Paul Dupont, rue du Bac d'Asnières
  - 1980 : Le Dernier Métro, film réalisé par François Truffaut - Lieu : Clichy[120]
  - 1983 : Garçon !, film réalisé par Claude Sautet - Lieu : Brasserie « Garçon Café », 1 place des Martyrs-de-l'Occupation
  - 1992 : Le Zèbre, film réalisé par Jean Poiret - Lieu : Hôtel de ville
  - 1995 : La Conquête de Clichy, documentaire réalisé par Christophe Otzenberger - Lieu : Clichy[120]
  - 1995:  Paris-Clichy  film réalisé par Colin Ledoux
  - 1998 : Madeline, film réalisé par Daisy von Scherler Mayer - Lieu : Clichy[120]
  - 2001 : Brève Traversée, film réalisé par Catherine Breillat - Lieu : Clichy[120]
  - 2001 : Family Secret, documentaire réalisé par Pola Rapaport - Lieu : Clichy[120]
  - 2004 : Le Convoyeur, film réalisé par Nicolas Boukhrief - Lieux : rue des Trois-Pavillons, rue Pierre, dans un bâtiment de bureaux rue Pierre
  - 2006 : Enfermés dehors, film réalisé par Albert Dupontel - Lieu : rue Pierre
  - 2006 : Pars vite et reviens tard, film réalisé par Régis Wargnier - Lieu :  Rue Chancé-Milly, Cimetère Sud de Clichy et Quai de Clichy[121]
  - 2008 : L'Ennemi public no 1, film réalisé par Jean-François Richet - Lieu : près de la gare de Clichy - Levallois, rue du Landy
  - 2008 : L'Instinct de mort , film réalisé par Jean-François Richet - Lieu : près de l'église Saint-Vincent-de-Paul
  - 2008 : Ben et Thomas, série télévisée française créée par Mike Horelick et Jon Carnoy - Lieu : Clichy[120]
  - 2011 : La Délicatesse, film réalisé par David Foenkinos et Stéphane Foenkinos - Lieu : parc des Impressionnistes

### Clichy dans la littérature
- Jours tranquilles à Clichy est un roman autobiographique d’Henry Miller écrit en 1940 et publié en 1956 en France puis en 1965 aux États-Unis.
- Dans Voyage au bout de la nuit, roman d'inspiration autobiographique, Louis-Ferdinand Céline décrit ses années de pratique de la médecine dans la ville de Clichy où il a habité et exercé de 1927 à 1937. Celle-ci est ironiquement renommée La Garenne-Rancy[122],[123],[124].
- Il était une fois en France  parue aux éditions Glénat est une série de bande dessinée qui retrace une version fictionnalisée de la vie de Joseph Joanovici et dont l'action se déroule majoritairement à Clichy.
- Je n'ai pas eu le temps de bavarder avec toi (éditions du Mauconduit, 2015) de Brahim Metiba où il est question d'un parcours en bus de Clichy-la-Garenne au centre de Paris[125].

### Héraldique, logotype et devise
| Armes de Clichy | Elles peuvent se blasonner ainsi aujourd’hui : De gueules aux trois pals de vair, au chef d'or chargé d'une couronne antique aussi de gueules accostée de deux huchets contournés du même. |

Ce sont les armes de Gaucher III de Châtillon, premier seigneur de Clichy, en 1193, date de sa prise en charge. Auparavant le dernier seigneur royal était le roi Philippe Auguste. Entre Gaucher et lui, un échange fut réalisé avec les terres de Clichy et celui du château de Pierrefond.
La couronne est le souvenir du séjour des rois francs sur le territoire. Principalement Dagobert Ier et sa famille marquèrent leurs liens profonds entre eux et le palais de Clichy. (Manuscrits et édits de France).
Les huchets (cors de chasse), rappellent les anciennes remises de chasse royale, d'où vient l'appellation de Clichy-la-Garenne. En 1788, on dénombre quinze réserves de chasse sur le territoire de Clichy, où cerfs, chevreuils, lièvres et lapins de garenne sont entretenus pour les chasses du roi et des seigneurs de la région.

## Pour approfondir